# Mallorca
| Mallorca                               | Mallorca                                                             |
| -------------------------------------- | -------------------------------------------------------------------- |
| \| \| \| Flagge \|                     |                                                                      |
| Lage                                   |                                                                      |
| Balearische Inseln (anklickbare Karte) |                                                                      |
| Daten                                  |                                                                      |
| Hauptstadt                             | Palma                                                                |
| Größte Gemeinde                        | Palma                                                                |
| Amtssprachen                           | Katalanisch, Spanisch                                                |
| Einwohner                              | 949.047 (Stand: 2024)                                                |
| Fläche                                 | 3.603,7155 km² (einschließlich vorgelagerter Inseln: 3.622,5448 km²) |
| Bevölkerungsdichte                     | 243,1 Einwohner / km²                                                |
| Hymne                                  | La Balanguera                                                        |
| Gemeinden                              | 53                                                                   |
| Höchste Erhebung                       | 1.445 Meter (Puig Major)                                             |
|                                        |                                                                      |
| Flagge                                 |                                                                      |

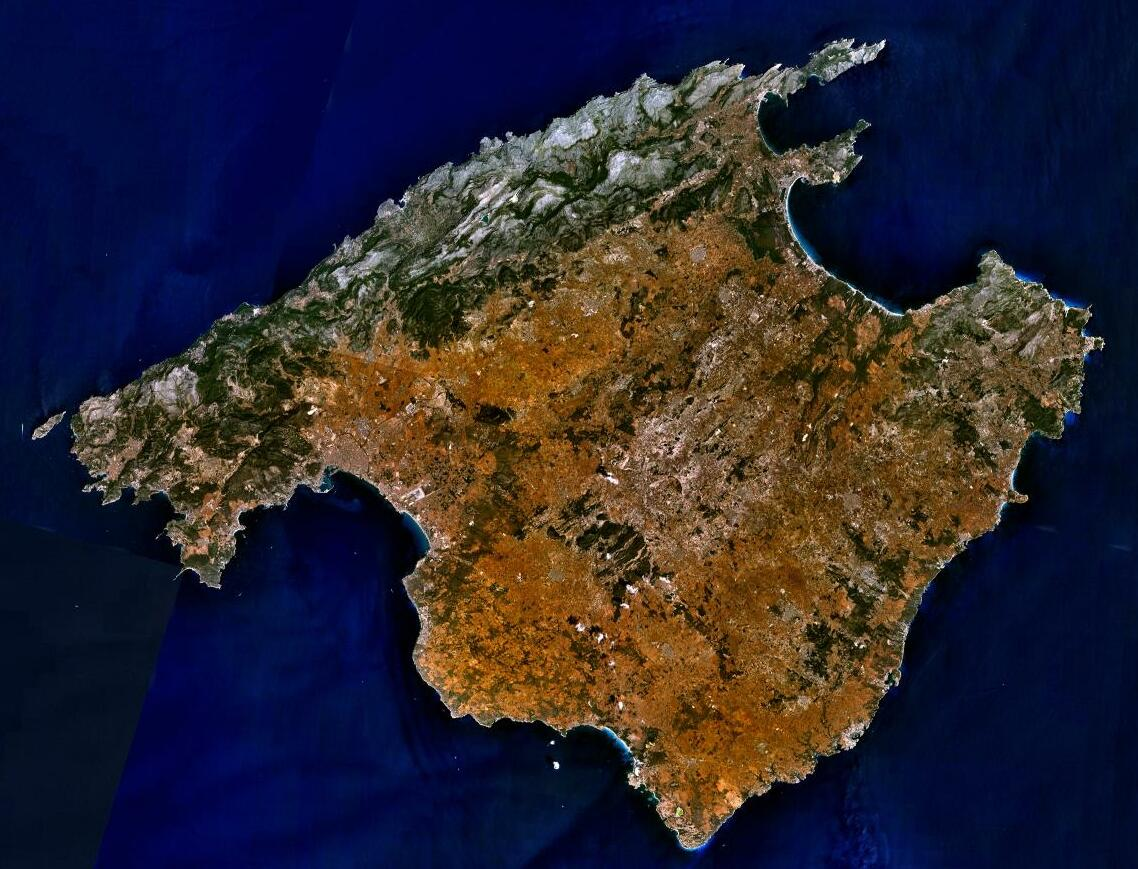
Satellitenbild

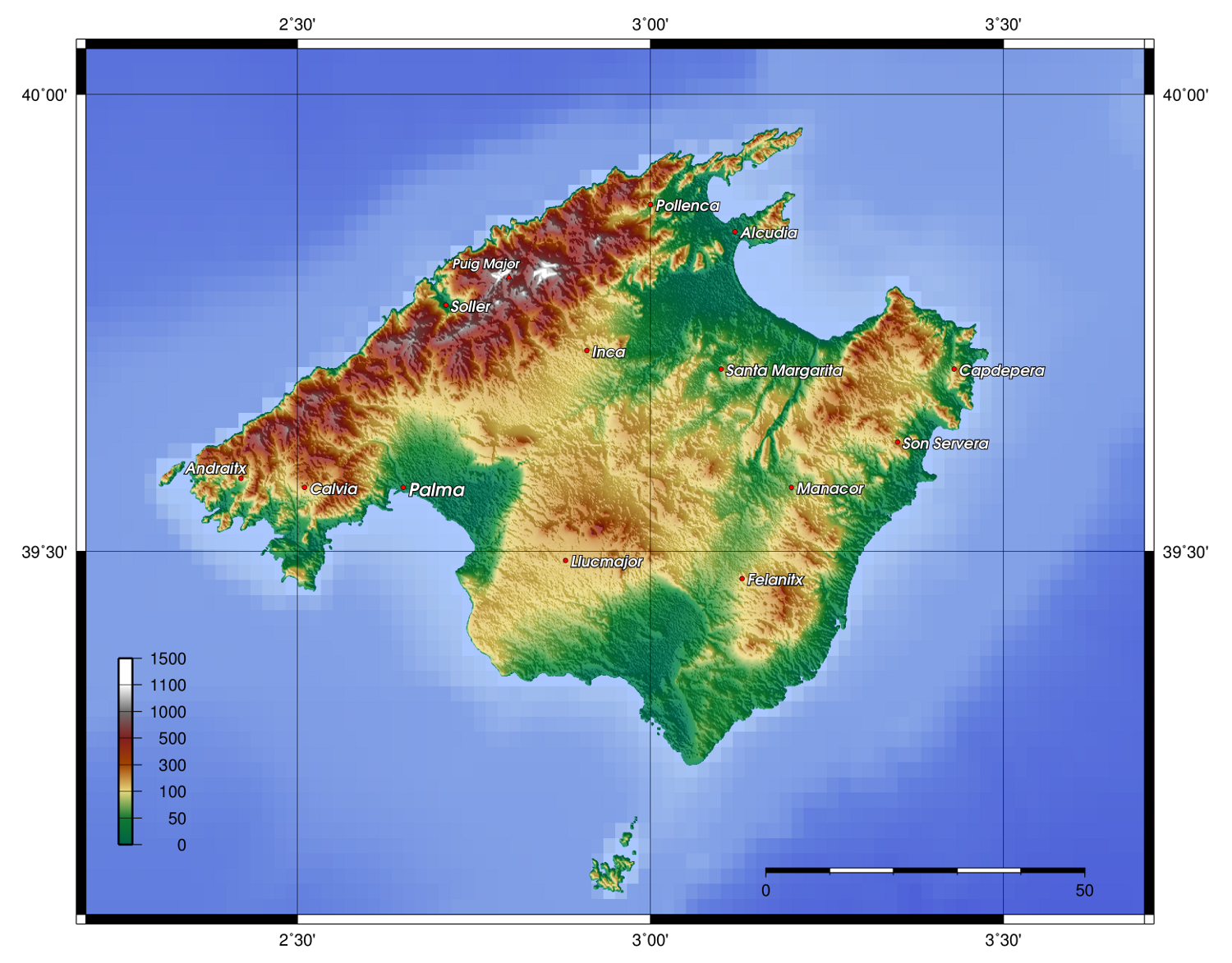
Topografie

Mallorca (katalanisch [məˈʎɔɾkə], kastilisch [maˈʎoɾka]; von lateinisch Baliaris Maior, später Maiorica, alte deutsche Schreibweise Majorka – „die größere Insel“, im Vergleich zu Menorca) ist eine zu Spanien gehörende Insel im westlichen Mittelmeer, etwa 170 Kilometer vom spanischen Festland bei Barcelona entfernt.
Mallorca ist die größte Insel der Balearen-Gruppe, bestehend aus den Gymnesianen und den Pityusen, die eine autonome Gemeinschaft innerhalb des spanischen Staates bildet. Auf Mallorca befindet sich die Hauptstadt der Balearischen Inseln, Palma. Amtssprachen sind Katalanisch und Spanisch. Darüber hinaus ist Mallorca auch die größte zu Spanien gehörende Insel und die siebtgrößte Mittelmeerinsel.

## Geografie
Mallorca liegt östlich des spanischen Festlands zwischen 39°15′40″ und 39°57′40″ nördlicher Breite und 2°19′38″ und 3°28′42″ östlicher Länge. Die Insel hat eine maximale Ost-West-Ausdehnung von 98 Kilometern und eine Nord-Süd-Ausdehnung von 78 Kilometern. Sie ist 3.603,7155 km², einschließlich kleinerer vorgelagerter Inseln 3.622,5448 km² groß. Mallorca verfügt dabei über eine Küstenlinie von über 550 Kilometern Länge. Zum Verwaltungsgebiet von Mallorca gehören neben der Hauptinsel der Cabrera-Archipel (18,36 km²) und die Insel Sa Dragonera (2,88 km²).

### Räumliche Einteilung in Landschaftszonen
Mallorca wird in sechs Landschaftszonen (katalanisch comarques, Einzahl: comarca) untergliedert.

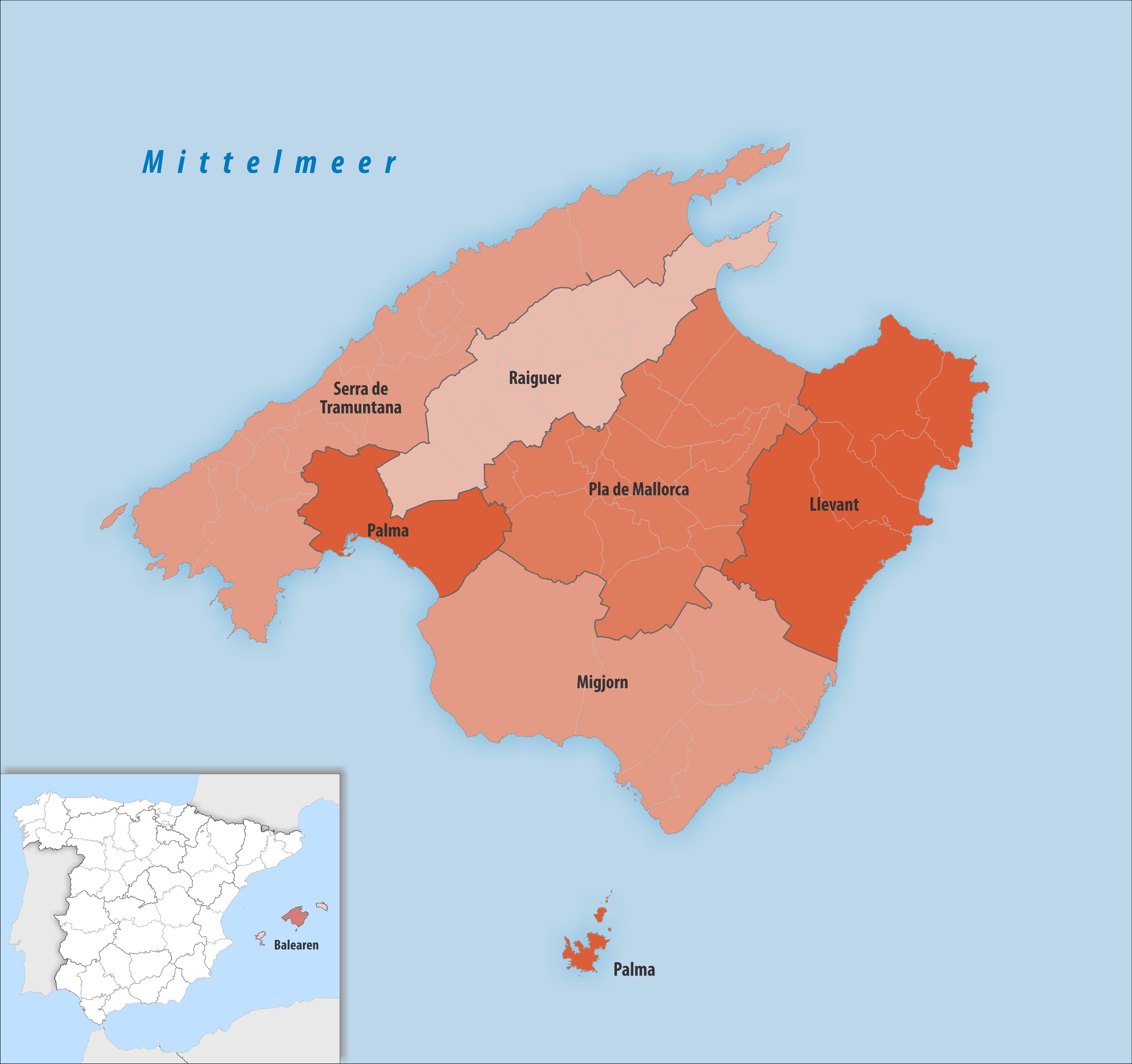
Comarcas auf der Insel Mallorca

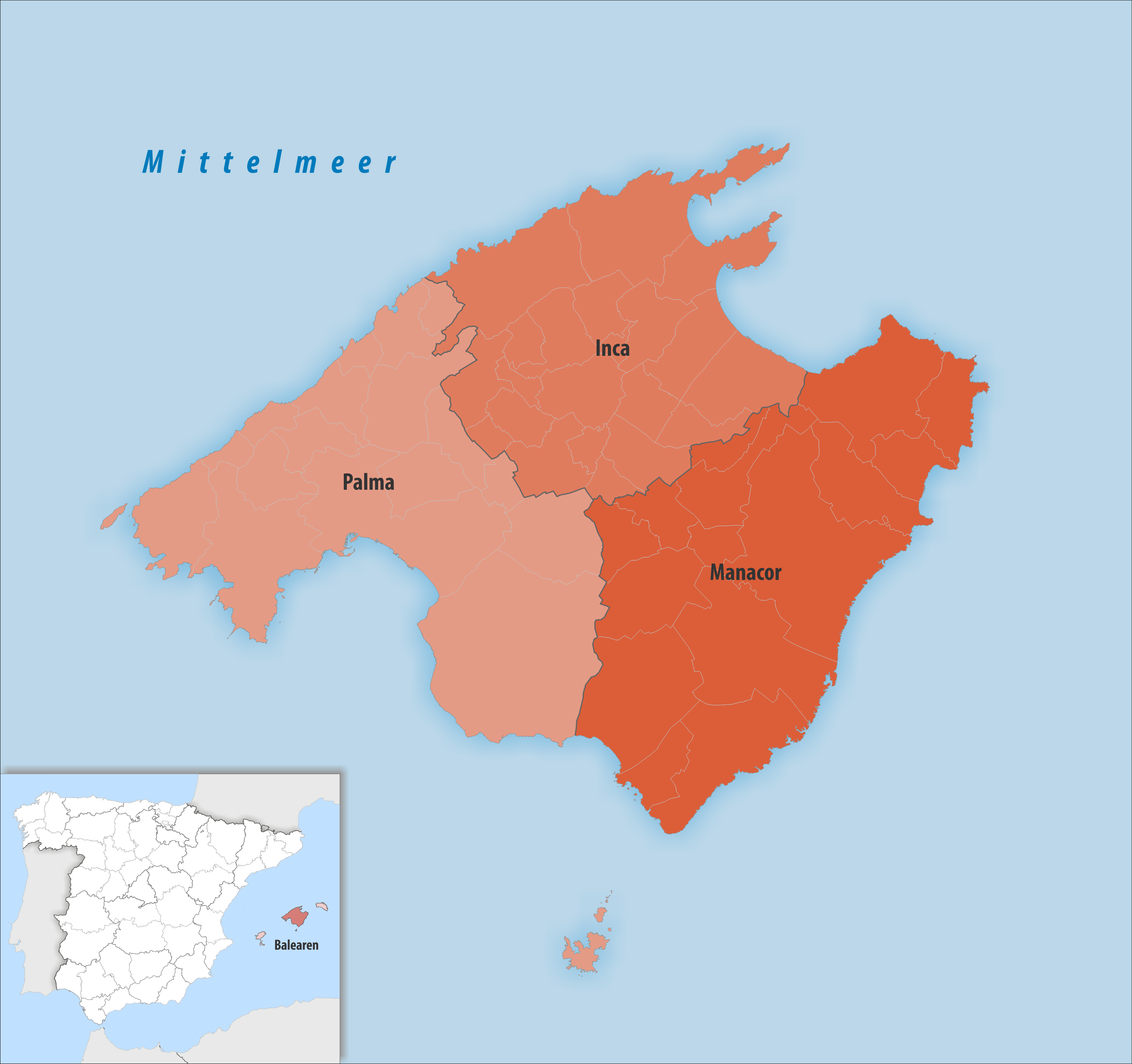
Gerichtsbezirke auf der Insel Mallorca

| Comarca             | Gemeinden | Einwohner (2024) | Fläche km² | Dichte Einw./km² | Hauptort  |
| ------------------- | --------- | ---------------- | ---------- | ---------------- | --------- |
| Llevant             | 5         | 90.616           | 579,66     | 156              | Manacor   |
| Migjorn             | 5         | 88.941           | 810,79     | 110              | Llucmajor |
| Palma               | 1         | 431.521          | 208,63     | 2.068            | Palma     |
| Pla de Mallorca     | 16        | 65.838           | 737,72     | 89               | Petra     |
| Raiguer             | 13        | 155.861          | 471,66     | 330              | Inca      |
| Serra de Tramuntana | 13        | 116.270          | 831,75     | 140              | Sóller    |
| Mallorca            | 53        | 949.047          | 3.640,21   | 261              | Palma     |

| Gerichtsbezirk   | Gemeinden | Einwohner (2024) | Fläche km² | Dichte Einw./km² | Hauptquartier |
| ---------------- | --------- | ---------------- | ---------- | ---------------- | ------------- |
| Inca             | 21        | 164.234          | 1.014,83   | 162              | Inca          |
| Manacor          | 15        | 158.995          | 1.346,84   | 118              | Manacor       |
| Palma            | 17        | 625.818          | 1.278,54   | 489              | Palma         |
| Provinz Mallorca | 53        | 949.047          | 3.640,21   | 261              | Palma         |

#### Serra de Tramuntana

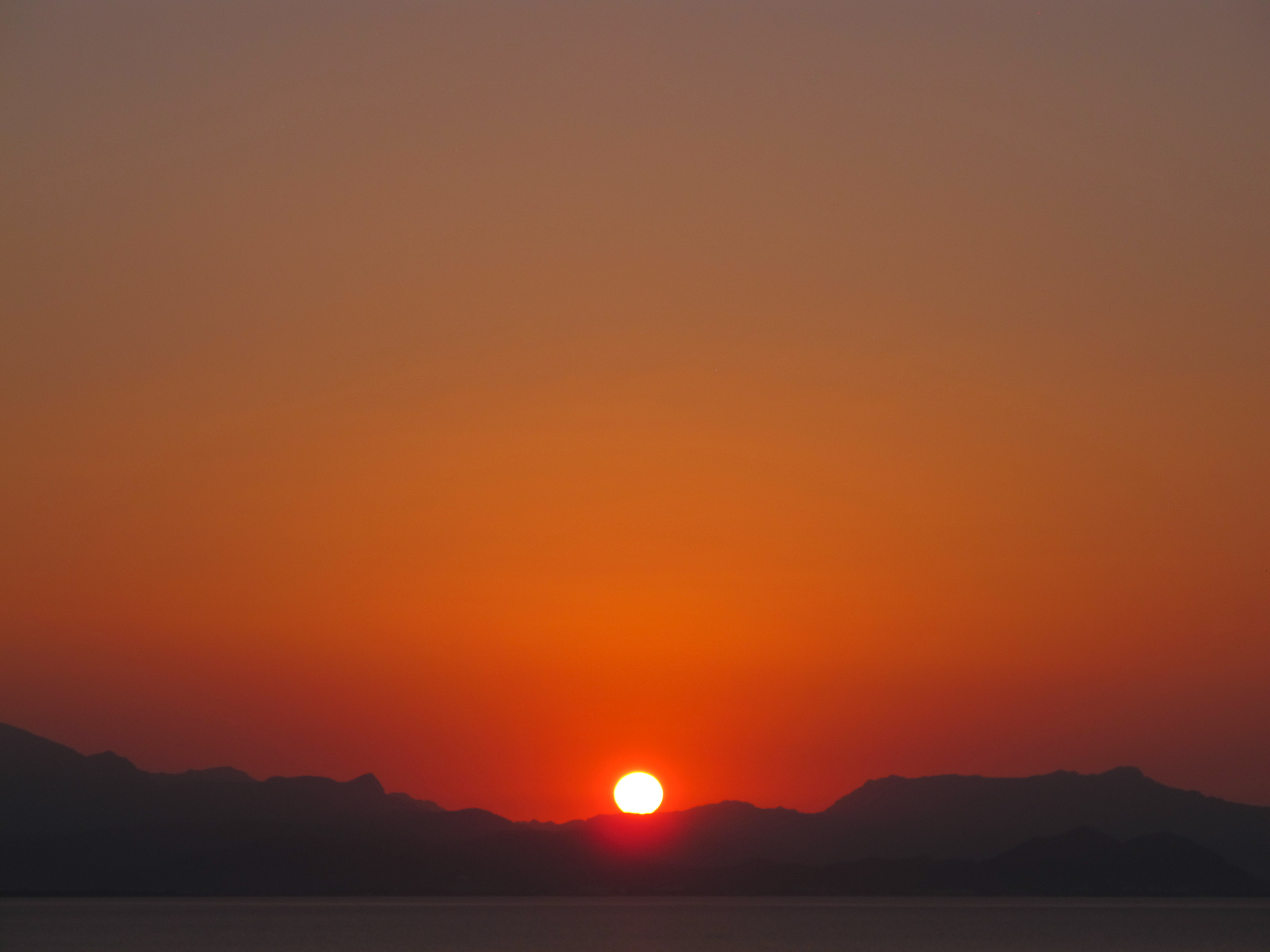
Sonnenuntergang über der Serra de Tramuntana

Die Serra de Tramuntana ist ein bis zu 15 Kilometer breiter Gebirgszug mit 54 Gipfeln über 1000 Meter Höhe, der parallel zur Nordwestküste verläuft. Die Berge erstrecken sich auf über 90 Kilometer Länge von der Insel Sa Dragonera im Südwesten bis zum Cap Formentor im Norden. Der höchste Punkt etwa in der Mitte der Gebirgskette ist mit 1445 Metern der Puig Major. Am Nordwestabhang des Gebirges befinden sich steile und felsige Küstengebiete mit nur kleinen Buchten und steinigen Stränden. In der einzigen größeren Bucht entstand der Schutzhafen Port de Sóller.
Die Serra de Tramuntana ist nach den kalten Nord- und Westwinden Tramuntana benannt. Ihre Gebirgszüge bilden klimatisch eine Wetterscheide zu den niedrigeren Teilen der Insel, die damit in den Genuss milderer Winter, aber auch allgemein regenärmerer Tage kommt. In den Bergen sorgt der Steigungsregen für häufigere und stärkere Niederschläge als in den anderen Inselregionen.
An den Seitenhängen der Berge mit ihren Sturzbächen, den Torrents, haben sich fruchtbare Täler gebildet, auf deren Schuttkegeln in der Umgebung von Sóller Apfelsinen- und Zitronenbäume wachsen. Auf terrassierten Hängen werden Tomaten, Bohnen und Weintrauben angebaut (Estellencs, Banyalbufar, Deià, Valldemossa). Die Region der Serra de Tramuntana ist sehr unterschiedlich dünn besiedelt. Insgesamt beträgt die Einwohnerzahl 104.904 (Stand: 2007), wobei die größten Gemeinden Calvià und Pollença am Süd- bzw. Nordende des Gebirges liegen.

#### Raiguer
An die Serra de Tramuntana angrenzend liegt am Südostabhang der Gebirgskette zwischen der Halbinsel La Victoria und der städtischen Region der Hauptstadt Palma die Region Es Raiguer. Sie ist eine Übergangszone vom Gebirge zur Ebene Es Plà in der Mitte Mallorcas. Hier gibt es reichlich Wasser, aber wenig flaches, kultivierbares Gelände.
Die Region des Raiguer und im Besonderen die Stadt Inca sind als Zentrum des Schuh- und Lederhandwerks auf Mallorca bekannt. In der Region leben 123.046 Bewohner (Stand: 2007), und sie hat mit Inca auch eine Art Zentrum, wenngleich die Gemeinde Marratxi als Vorort von Palma etwas mehr Einwohner zählt. Drittgrößte Gemeinde ist die Stadt Alcúdia an der nach ihr benannten Bucht an der Nordküste.

#### Pla de Mallorca

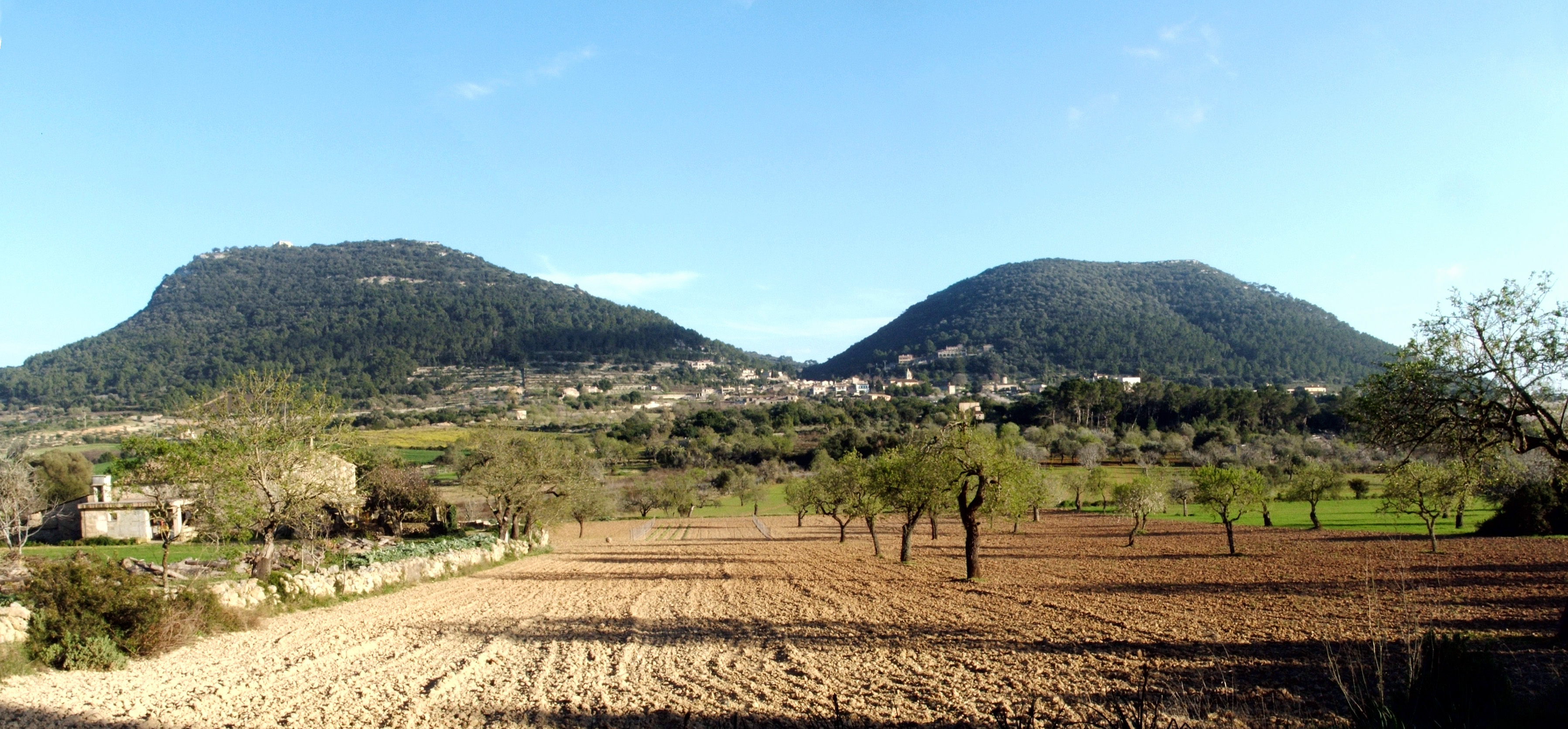
Puig de Randa, Algaida

Im zentralen Teil Mallorcas befindet sich die Ebene Pla de Mallorca oder Es Pla, die nur von kleineren Höhenzügen unterbrochen wird. Höchster Punkt ist an der Grenze zum Migjorn der 542 Meter hohe Tafelberg Puig de Randa.
Aus der Region Es Pla kommen die meisten landwirtschaftlichen Produkte der Insel für den täglichen Bedarf wie Kartoffeln, Reis, Mais und Gemüse. Zudem wird Wein angebaut und es gibt eine Vielzahl von Mandelbaumplantagen. Mit ihren ausgedehnten Feldern wird Es Pla auch als Kornkammer Mallorcas bezeichnet. Im Schutz der Berge des Nordwestens vor den winterlichen Nordwinden sind bis zu vier Ernten im Jahr möglich. Allerdings ist das Inselinnere im Sommer auch die heißeste Gegend Mallorcas.
Im Pla de Mallorca leben mit 51.636 Menschen (Stand: 2007) die wenigsten Einwohner der sechs Comarques Mallorcas. Es gibt auch keinen zentralen Ort der Region. Am bevölkerungsreichsten ist mittlerweile der Touristenort Can Picafort an der Bucht von Alcúdia in der Gemeinde Santa Margalida. An der Bucht im Norden Mallorcas gibt es kilometerlange Sandstrände, das Hauptziel der meisten Urlauber. Der Tourismus gewinnt auch im Es Pla gegenüber der Landwirtschaft zunehmend an Bedeutung. Im Inneren Mallorcas wird dabei vermehrt auf den Agrotourismus gesetzt, Urlaub auf dem Lande im Schatten der vielen Windmühlen.

#### Llevant

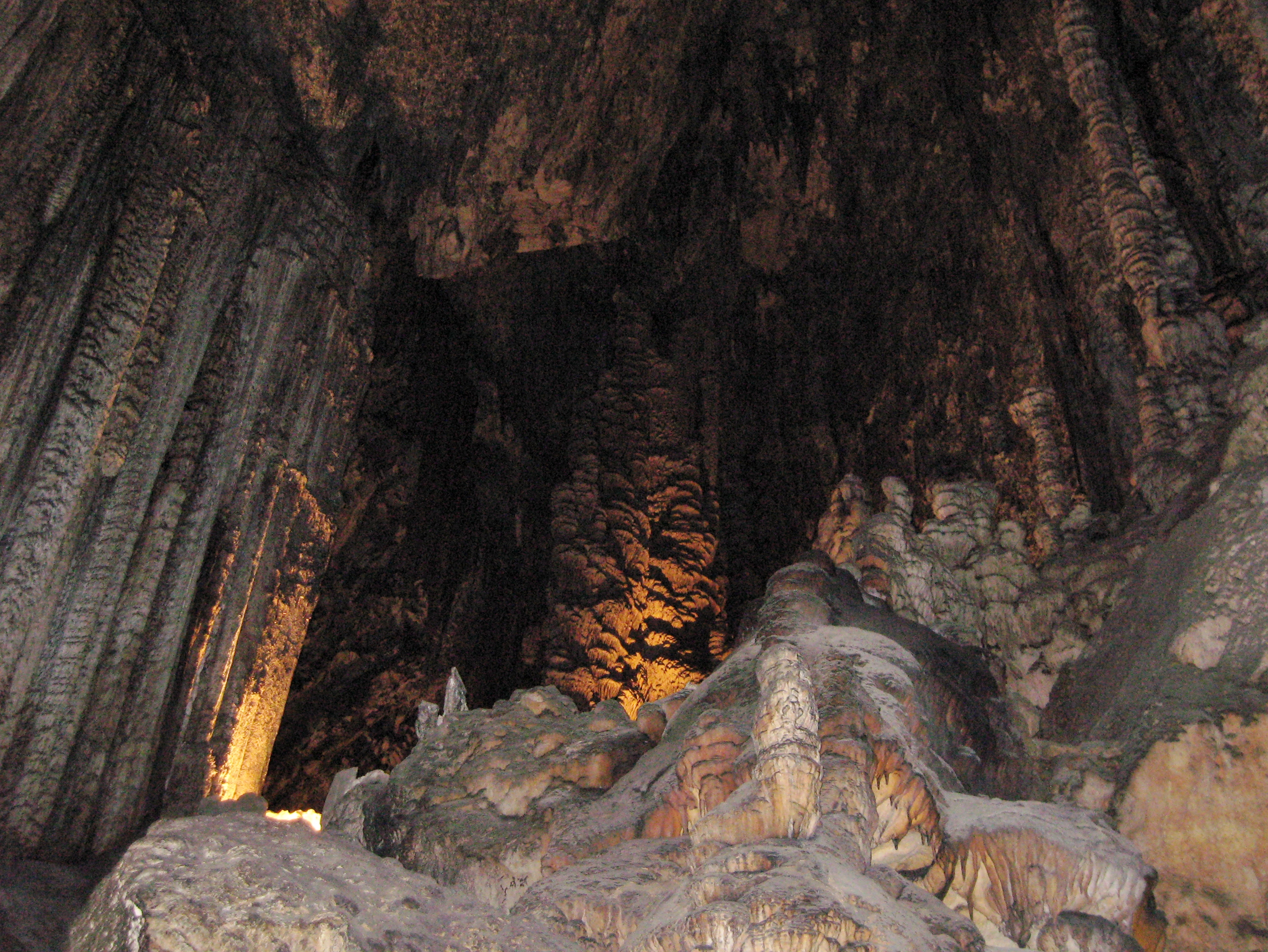
Coves d’Artà, Capdepera

Llevant (deutsch: Osten) bezeichnet die östliche und nordöstliche Landschaftsregion Mallorcas. Sie wird durchzogen von den Serres de Llevant, einem Gebirgszug wesentlich niedriger als die Serra de Tramuntana im Westen. Hier gibt es nur drei Gipfel über 500 Meter Höhe. Der höchste ist mit 561 Meter der Puig Morei (auch Puig d'en Morell oder Talaia Freda) im Massiv von Artà (Massis d'Artà). Die Serres de Llevant ziehen sich von Süd nach Nord, steigen dabei etwas an und erweitern sich im Norden auf die gesamte Halbinsel von Artà.
Das Gebirge im Osten ist weniger geschlossen als die Serra de Tramuntana. Bei Manacor gibt es eine Art Durchlass von der Ebene des Inselinneren zur Ostküste. Dort reihen sich wie an einer Perlenkette viele kleine Naturhäfen und Sandstrände an der sonst felsigen Küste aneinander. An der Küste befinden sich auch die drei Naturhöhlen Coves del Drac, Coves dels Hams und Coves d’Artà. Mit der öffentlich nicht zugänglichen Cova de sa Gleda – Camp des Pou nahe der Ostküste bei Manacor besitzt Mallorca die längste Unterwasserhöhle Europas. Die weitesten Strände bieten Cala Millor an der Badia de Son Servera, Sa Coma an der Cala Moreia und Cala Rajada mit der Cala Agulla, alles heute Touristen-Hochburgen. Ruhig geht es hingegen auf der Nordwestseite des Gebirgszuges bei Colònia de Sant Pere und dessen Naturstrand S’Arenal de sa Canova sowie den naturgeschützten Buchten der Nordostküste zu.
Hauptort des Llevant ist Manacor. Hier leben mit 37.963 Menschen (Stand: 2007) mehr als die Hälfte der 75.137 Einwohner der Region. Trotzdem ist die Stadt Manacor, in der 67 % der Bewohner der Gemeinde ansässig sind, wirtschaftlich mehr mit dem Landesinneren verbunden. Sie ist ein Zentrum der Kunstperlen- (Mallorquinische Imitationsperlen) und Möbelindustrie. Die Orte der Küste von Cala Rajada bis Cales de Mallorca haben sich hingegen dem Tourismus verschrieben, während die Gemeindesitze abseits des Meeres in Beschaulichkeit mit davon profitieren.

#### Migjorn

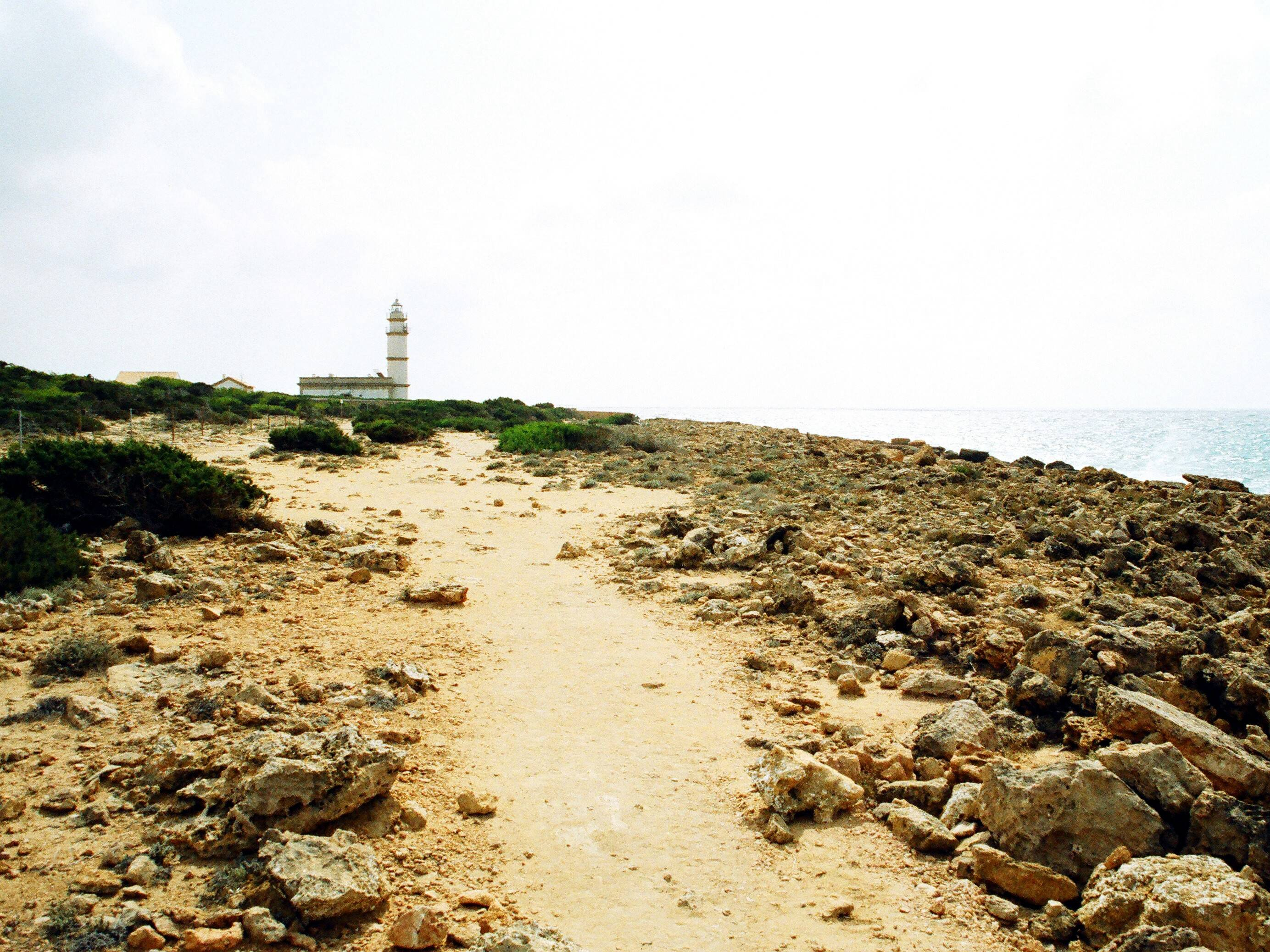
Cap de ses Salines (Südkap)

Migjorn ist im Grunde die südliche Fortsetzung der Ebene Plà de Mallorca. Trotz des eher flachen Charakters der Region besitzt die südlichste Landschaft Mallorcas auch eine Erhebung über 500 Meter Meereshöhe. Auf dem 509 Meter hohen Puig Sant Salvador in der Gemeinde Felanitx befindet sich das Kloster Santuari de Sant Salvador. Der Berg ist die höchste Erhebung im südlichen Bereich der Serra de Llevant.
Mit der Stadt Campos besitzt Migjorn ein Zentrum eher ländlichen Charakters. Die Landwirtschaft spielt hier auch heute noch eine große Rolle. Eine Besonderheit sind die rund um den Ort kultivierten Kapernsträucher. Einen Gegensatz dazu bildet der ehemalige Hafen von Campos, Colònia de Sant Jordi: Neben dem sechs Kilometer langen Strand von Es Trenc wurde hier ein Touristenzentrum mit über 3000 Fremdenbetten errichtet. Dass dem wilden Bauen inzwischen Einhalt geboten wurde, bezeugen die Bauruinen an der anderen Seite von Es Trenc in der Siedlung ses Covetes. Ein Gericht verfügte den Abriss der hier neben dem Strand ohne Genehmigung errichteten, halb fertiggestellten Häuser.
Die Küstenlinie des Migjorn reicht von S’Arenal im Westen, das zur Gemeinde Llucmajor gehört, bis nach Portocolom in der Gemeinde Felanitx. Jede Gemeinde der 75.899 Einwohner zählenden Region (Stand: 2007) hat Anteil an der Küste. An dieser wechseln sich flache felsige Abschnitte mit sandigen Buchten ab. Einige Küstenabschnitte, vor allem am Südkap, dem Cap de ses Salines, sind schwer erreichbar. Private Landbesitzer haben hier die Durchfahrt für Fahrzeuge, auch aus Naturschutzgründen, gesperrt.

#### Palma
Im Südwesten Mallorcas öffnet sich die große Bucht von Palma, an der die alte Hauptstadt des ehemaligen Königreichs Mallorca und das gegenwärtige politische und wirtschaftliche Zentrum der Autonomen Region der Balearen liegt. Palma ist eine römische Gründung aus der Zeit der Inbesitznahme der Insel durch das Römische Reich im Jahre 123 v. Chr. Heute leben in der Stadt 401.270 Menschen (Stand: 2009), das sind fast die Hälfte (46,5 %) der Einwohner Mallorcas. Noch vor einhundert Jahren waren es nur 67.544 Bewohner (Jahr 1910).
Da die Region Palma nur das Stadt- bzw. Gemeindegebiet umfasst, ist sie die flächenmäßig kleinste der Insel, hat aber die höchste Bevölkerungsdichte. Sie grenzt im Westen an die Region Serra de Tramuntana, im Norden an Raiguer, im Nordosten an Plà de Mallorca und im Südosten an Migjorn.
Südlich Mallorcas liegt der Felsinsel-Archipel um Cabrera, heute ein Meer- und Land-Nationalpark, und im Südwesten die Insel Sa Dragonera, die ebenfalls vom Inselrat Mallorcas zu einem Naturschutzgebiet erklärt wurde. Cabrera ist im weiteren Sinne eine südliche Fortsetzung des Migjorn, wird aber durch die Hauptstadt Palma verwaltet. Sa Dragonera bildet den südwestlichsten Ausläufer der Serra de Tramuntana.

### Geologie

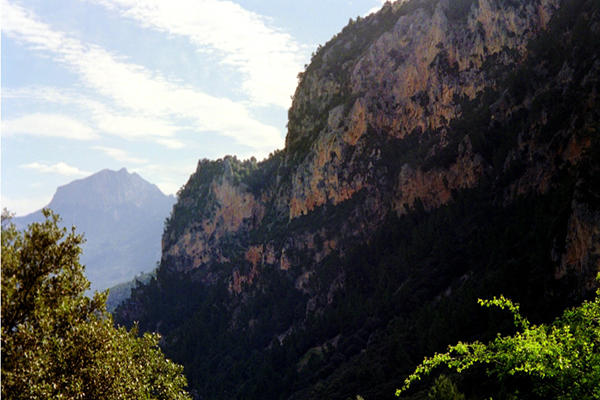
Serra de Tramuntana

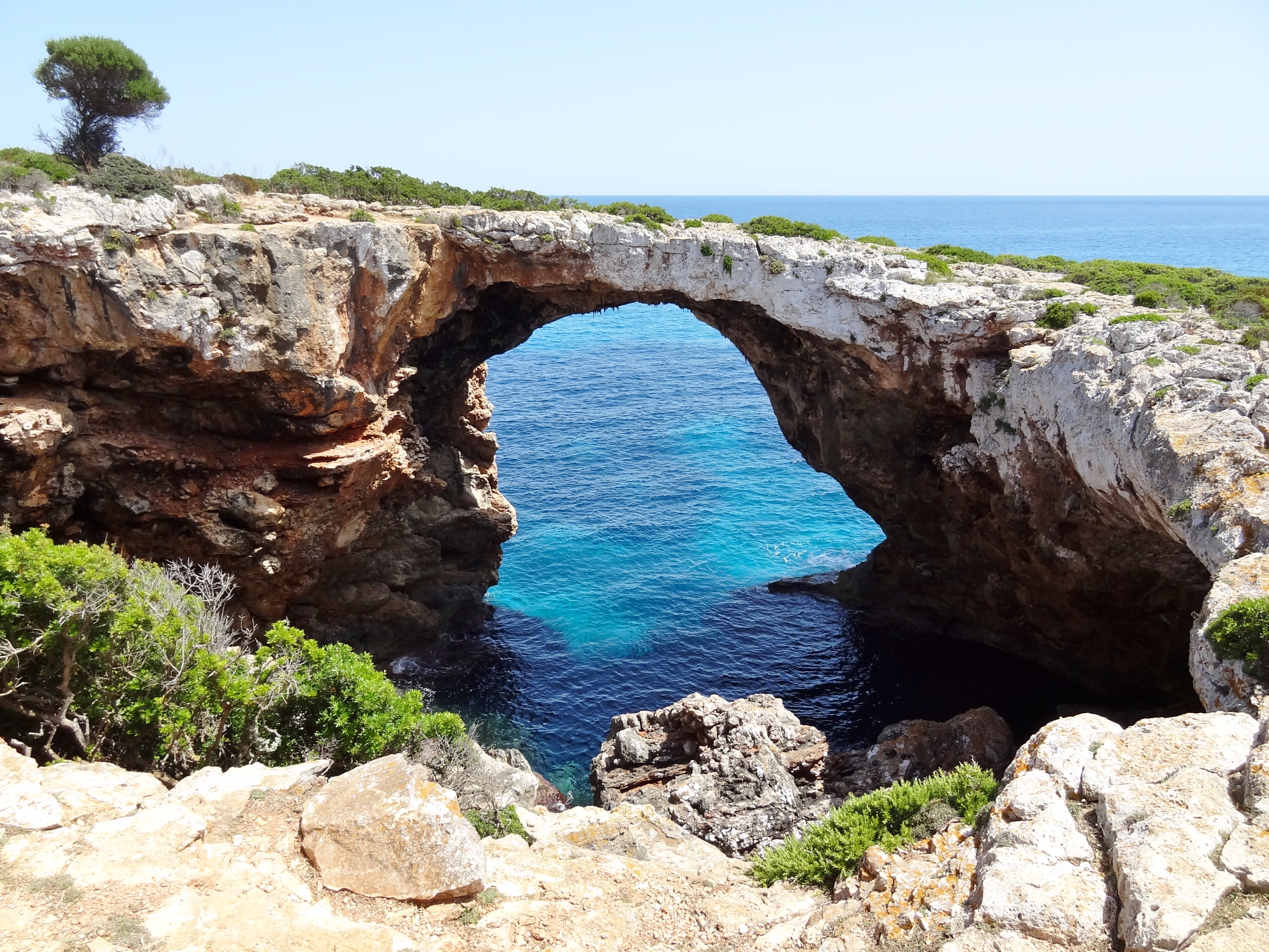
Höhleneinbruch an der Ostküste

Mallorca gehört wie die anderen Baleareninseln als Verlängerung der Betischen Kordillere geologisch zum Andalusischen Faltengebirge. Dieses alpidisch entstandene Massiv besteht aus Gesteinsmaterialien, die während des Erdmittelalters als Sedimente im Tethys-Meer abgelagert wurden. Wegen dieser marinen Entstehung ist das Gestein kalkreich und enthält viele Fossilien. Ursächlich für die Auffaltung der Betischen Kordillere wie auch der mallorquinischen Gebirge ist die Kontinentaldrift, bei der sich die Afrikanische Platte seit mehr als 100 Millionen Jahren unter die Eurasische Platte schiebt (Subduktion). Tektonische Bewegungen führten zu unterschiedlichen Hebungs- und Senkungszonen im jüngeren Tertiär, weshalb beim gegenwärtigen Meeresspiegelstand die Verbindung zum Festland abgerissen ist.
Die auf ganz Mallorca überwiegenden Kalkgesteine sind teilweise leicht wasserlöslich, was zur Verkarstung führte und im Bereich der Felsküsten starke Auskolkungen und Lösungsverwitterungsformen ergab. Neben Kalkstein kommt in den Gebirgsregionen Mallorcas, der Serra de Tramuntana und den Serres de Llevant, vor allem Dolomit vor. Daneben enthalten die Serres de Llevant auch Mergel, was für das östliche Inselgebirge eine schnellere Erosion bedeutet, so dass dieser Gebirgszug heute wesentlich niedriger ist, als die Serra de Tramuntana im Nordwesten. Mergel ist Kalkstein mit einem hohen Anteil von Tonmineralen. Das erodierte Material wurde ins Meer gespült oder lagerte sich im Inselinneren des Plà de Mallorca ab, helle Mergelerde im Nordosten der Insel sowie eisenhaltige Tonerde in der Mitte Mallorcas, was dem Boden seine charakteristische rötliche Färbung verleiht.

### Gebirge, Täler, Gewässer
Zwei Gebirgszüge rahmen die Insel ein, die weniger spektakulären Serres de Llevant im Osten und die bekannte, über weite Strecken nicht besiedelte Serra de Tramuntana im Nordwesten, in der die höchsten Berge der Insel, darunter elf mit über 1000 Meter über Meereshöhe, liegen. In den Serres de Llevant befinden sich hingegen nur drei Gipfel über 500 Meter. Diese Höhe erreicht außerhalb der beiden Gebirgsketten nur der Puig de Randa mit 540 Meter im Es Plà in der Mitte der Insel.
Die höchsten Berge
im Norden
- Puig Major (1445 Meter)
- Puig de Massanella (1365 Meter)

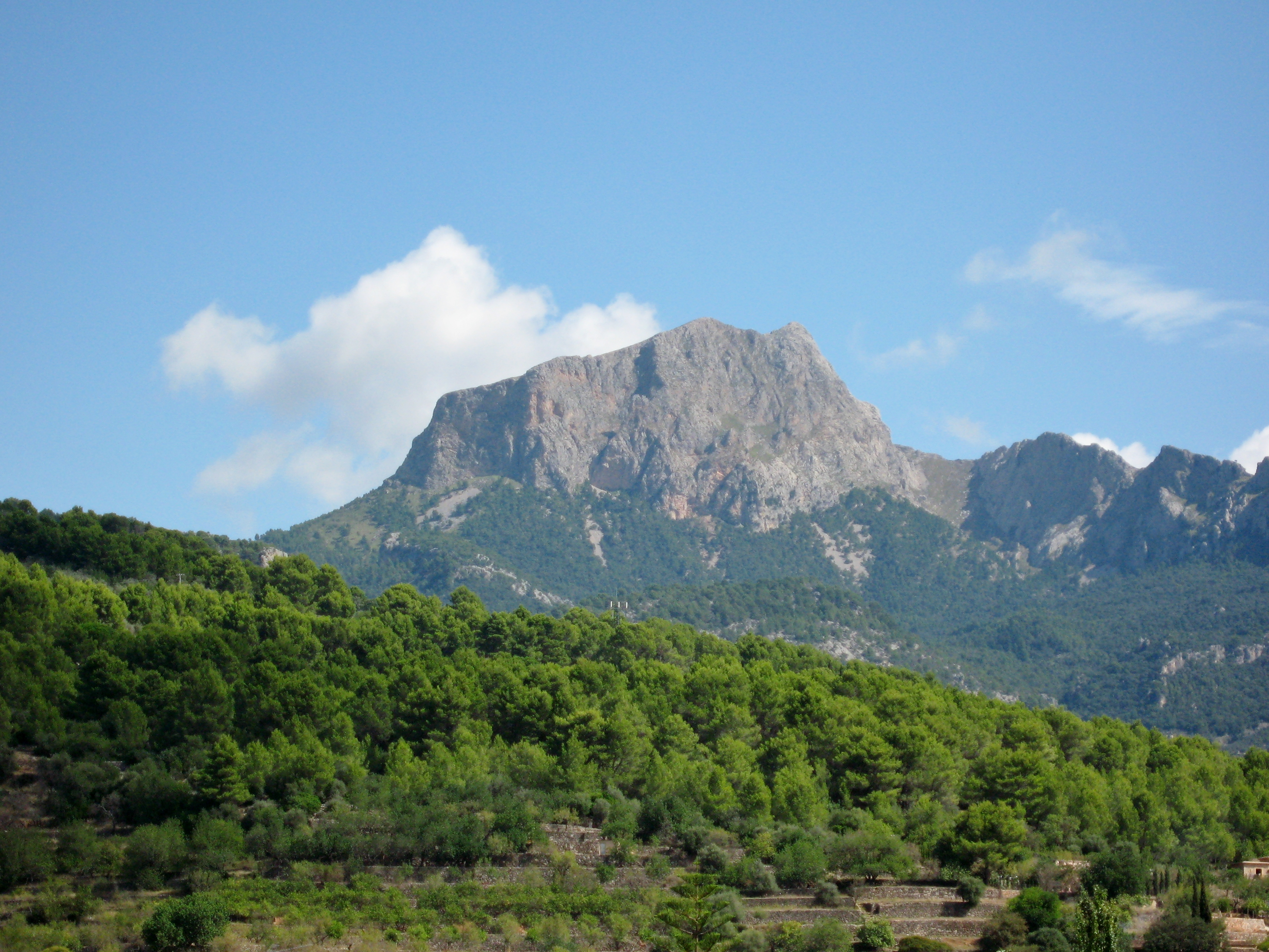
Puig Major von Sóller mit Penyal des Migdia im Vordergrund

- Puig des Tossals Verds (1118 Meter)
- Puig de sa Rateta (1113 Meter)
- Puig Tomir (1103 Meter)
- Puig de l’Ofre (1093 Meter)
- Serra d’Alfàbia (1068 Meter)
- Puig des Teix (1064 Meter)
- Puig de n’Alí (1035 Meter)
- Puig de Galatzó (1027 Meter)
- Puig Roig (1002 Meter)

im Süden
- Puig de Sant Salvador (509 Meter)

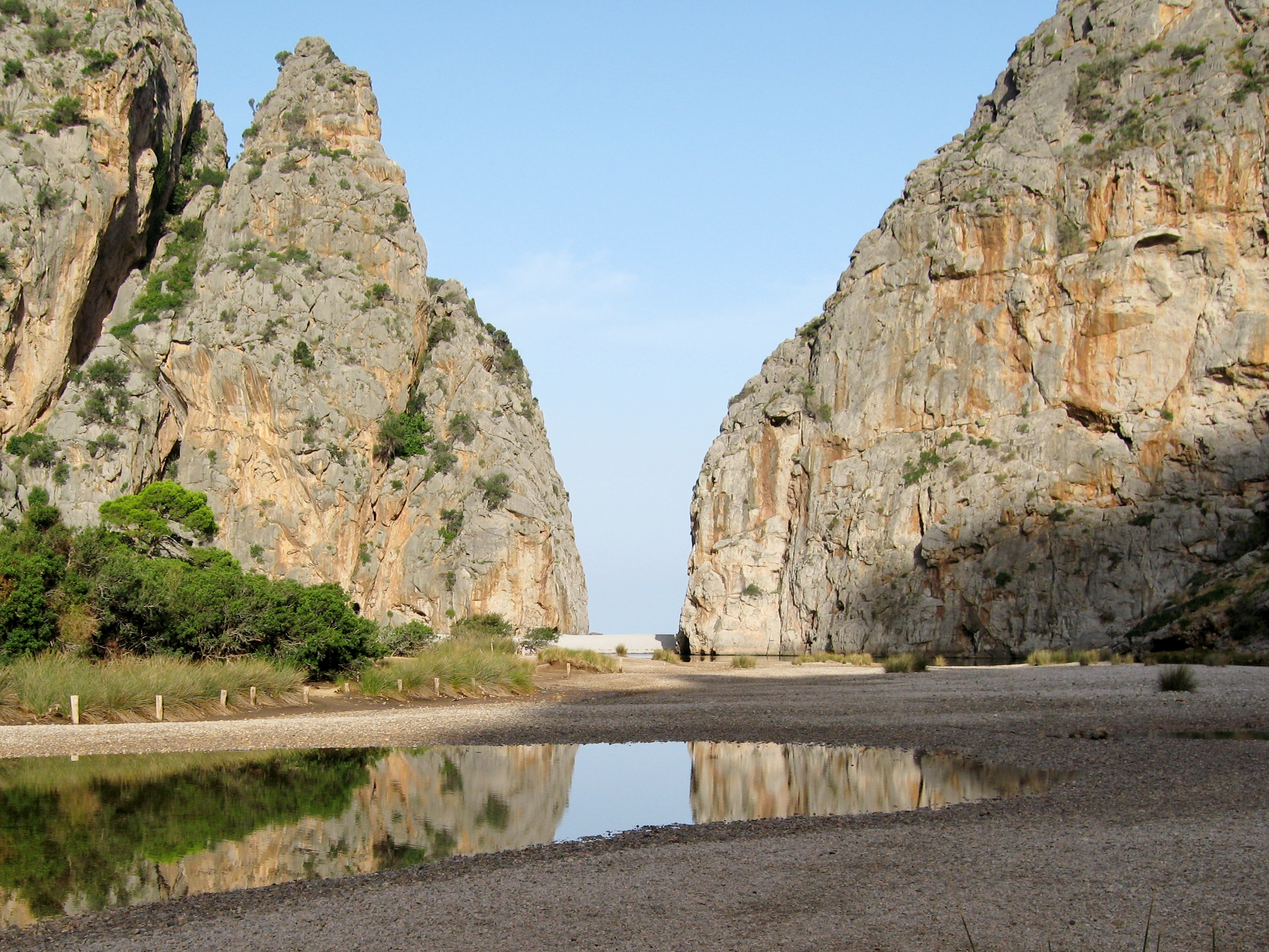
Mündung des Torrent de Pareis

In der Serra de Tramuntana befinden sich auch der bekannte Canyon des Torrent de Pareis und die beiden Trinkwasser-Speicherseen Embassament de Cúber und Embassament des Gorg Blau. Die Stauseen sichern vor allem die Trinkwasserversorgung der Hauptstadt Palma.
Flüsse und natürliche Seen besitzt Mallorca nicht. Die oftmals starken Regenfälle nehmen die vielen Torrents (Sturzbäche) auf, die das Wasser ins Meer ableiten. In Trockenzeiten bleiben in den Torrents Brackwasserseen zurück, die vielen Insektenarten Lebensraum bieten. Die meisten Sumpfgebiete Mallorcas wurden in der Vergangenheit trockengelegt. Zwei Ausnahmen bilden die heute unter Naturschutz stehenden S’Albufera und S’Albufereta in den Gemeinden Muro und Alcúdia.
Siehe auch: Serra de na Burguesa

### Klima
Mallorca besitzt ein gemäßigtes subtropisches Klima mit durchschnittlich 7,9 Sonnenstunden am Tag und durchschnittlichen Niederschlagsmengen (1400 Millimeter im Norden, 400 Millimeter im Süden).
Die kurzen Winter sind bedingt durch die Insellage mild und feucht. In seltenen Fällen kann es allerdings auch zu Schneefällen, vornehmlich in den Bergen, kommen. In den Sommermonaten hingegen regnet es kaum. Die Temperaturen im Inselinneren können dann bis über 40 °C steigen.
Ab Ende August sind kurze starke Regenfälle begleitet durch Sturm und Gewitter möglich, wodurch der Oktober statistisch der niederschlagsreichste Monat des Jahres ist. Das kann bis zu örtlichen Überschwemmungen führen, wenn die Torrents die Wassermengen nicht mehr aufnehmen und ins Meer ableiten können.
Ende Dezember bis in den Januar sind windstille, milde Wetterlagen, die sogenannten calmes, häufig. Die kleinen Sommer führen schon im Januar zur Mandelblüte, was der Insel im Gegensatz zur ausgetrockneten Landschaft im Sommer ein völlig anderes Aussehen gibt.
|                        | Jan  | Feb  | Mär  | Apr  | Mai  | Jun  | Jul  | Aug  | Sep  | Okt  | Nov  | Dez  |   |      |
| Mittl. Temperatur (°C) | 9,3  | 9,7  | 10,8 | 12,9 | 16,9 | 21,0 | 24,0 | 24,6 | 21,8 | 17,7 | 13,2 | 10,6 | ⌀ | 16,1 |
| Mittl. Tagesmax. (°C)  | 15,1 | 15,5 | 17,1 | 19,2 | 23,3 | 27,4 | 30,8 | 31,0 | 27,7 | 23,2 | 18,8 | 16,1 | ⌀ | 22,1 |
| Mittl. Tagesmin. (°C)  | 3,5  | 3,8  | 4,5  | 6,5  | 10,5 | 14,6 | 17,3 | 18,2 | 15,9 | 12,2 | 7,6  | 5,2  | ⌀ | 10   |
|                        |      |      |      |      |      |      |      |      |      |      |      |      |   |      |
| Niederschlag (mm)      | 36   | 32   | 28   | 34   | 27   | 16   | 7    | 16   | 48   | 68   | 48   | 46   | Σ | 406  |
|                        |      |      |      |      |      |      |      |      |      |      |      |      |   |      |
| Sonnenstunden (h/d)    | 5,4  | 6,0  | 6,5  | 7,6  | 9,1  | 10,2 | 10,9 | 10,1 | 7,5  | 6,6  | 5,6  | 5,0  | ⌀ | 7,6  |
|                        |      |      |      |      |      |      |      |      |      |      |      |      |   |      |
| Regentage (d)          | 5    | 5    | 5    | 5    | 4    | 2    | 1    | 2    | 4    | 6    | 6    | 6    | Σ | 51   |
|                        |      |      |      |      |      |      |      |      |      |      |      |      |   |      |
| Wassertemperatur (°C)  | 14   | 13   | 14   | 15   | 17   | 21   | 24   | 25   | 24   | 21   | 18   | 15   | ⌀ | 18,4 |
|                        |      |      |      |      |      |      |      |      |      |      |      |      |   |      |
| Luftfeuchtigkeit (%)   | 79   | 77   | 75   | 74   | 71   | 67   | 65   | 69   | 75   | 78   | 79   | 80   | ⌀ | 74,1 |

| 3,5 |

| 3,8 |

| 4,5 |

| 6,5 |

| 10,5 |

| 14,6 |

| 17,3 |

| 18,2 |

| 15,9 |

| 12,2 |

| 7,6 |

| 5,2 |

| 3,5 |

| 3,8 |

| 4,5 |

| 6,5 |

| 10,5 |

| 14,6 |

| 17,3 |

| 18,2 |

| 15,9 |

| 12,2 |

| 7,6 |

| 5,2 |

| N i e d e r s c h l a g | 36  | 32  | 28  | 34  | 27  | 16  | 7   | 16  | 48  | 68  | 48  | 46  |
|                         | Jan | Feb | Mär | Apr | Mai | Jun | Jul | Aug | Sep | Okt | Nov | Dez |

Klima-Kontext
Während der Hitzewelle 2024 wurden auf Mallorca mehrfach über 40 °C gemessen. Die absolute Höchsttemperatur für Palma de Mallorca liegt bei 39 °C (gemessen in Juli/August). Im August 2024 erreichte das Mittelmeer vor der Insel Dragonera bei Mallorca eine historische Rekordtemperatur von 31,87 °C. Dies übertrifft den bisherigen Höchstwert von 31,36 °C aus dem August 2022.
Die Temperaturrekorde auf Mallorca fallen in eine Phase globaler Extremtemperaturen – der Januar 2025 war weltweit der wärmste je gemessene. Die anhaltende Hitze führt auf Mallorca zu Wasserknappheit und überlasteter Infrastruktur.  Meteorologen bestätigen einen kontinuierlichen Anstieg der Durchschnittstemperaturen und eine Zunahme von Wetterextremen als „neue Normalität“. Die Kombination aus höherer Luftfeuchtigkeit und Hitze macht Aufenthalte zunehmend belastend.

### Flora und Fauna

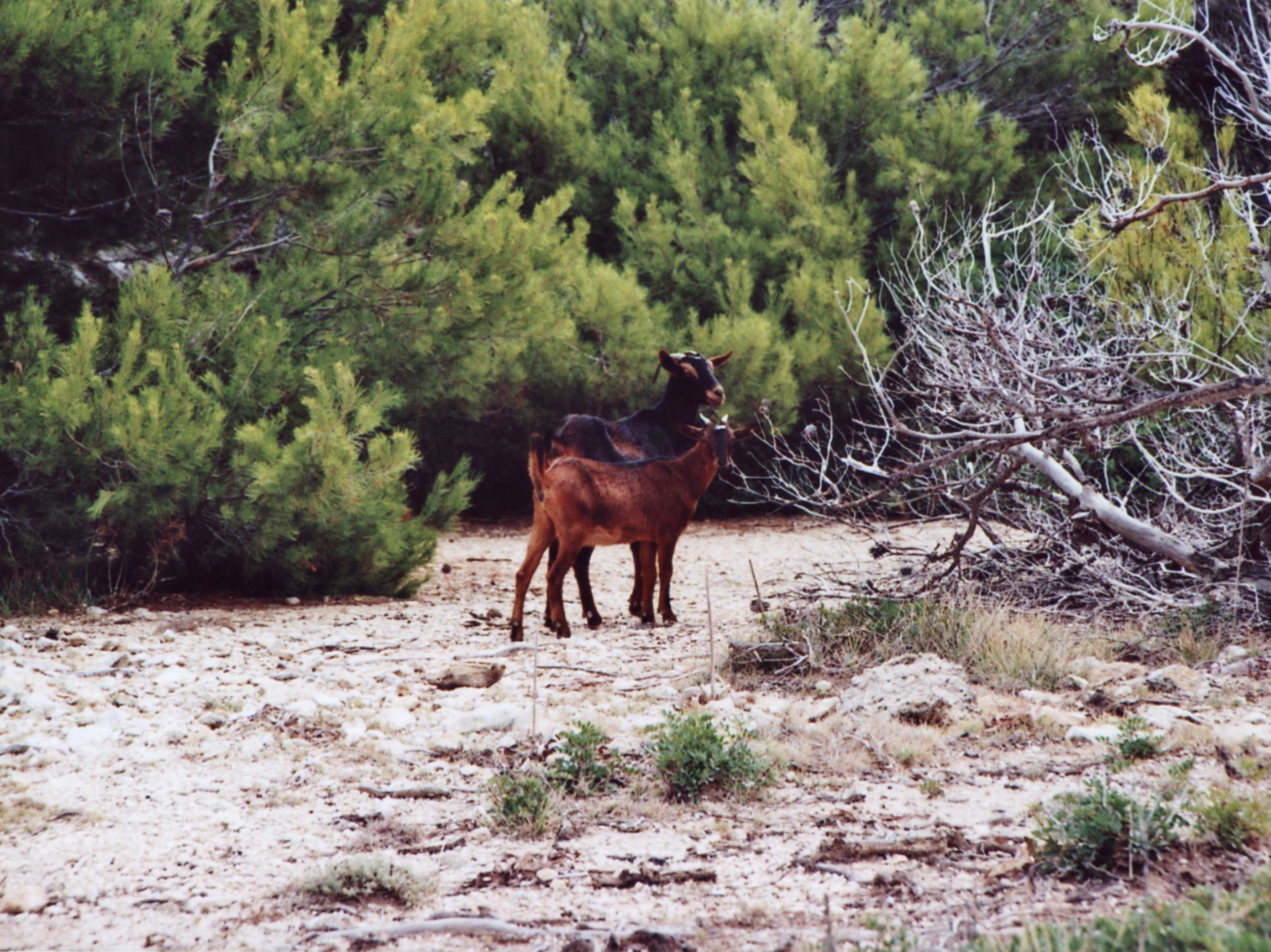
Wildziegen bei Cala es Matzoc

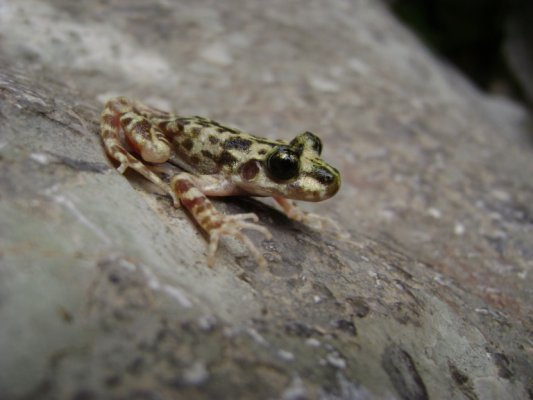
Mallorca-Geburtshelferkröte

Mallorca besitzt eine reiche Flora aus über 1500 Arten. Die Fauna ist weniger artenreich und umfasst nur wenige Säugetier-, jedoch sehr viele Vogel-Arten. Die einzigen wildlebenden größeren Säugetiere sind verwilderte Hausziegen in den Bergen der Serra de Tramuntana und den Serres de Llevant. Bemerkenswert sind die auf den Balearen endemischen Arten Balearensturmtaucher und die ehemals als Unterart zur Sardengrasmücke gerechnete Balearengrasmücke. In Feuchtgebiet Albufera wurden Purpurhuhn und Kammblässhuhn (wieder-)eingeführt. Dort leben auch Purpur- und Seidenreiher und Zwergdommel. In der Bergwelt von Tramuntana leben Mönchsgeier, in den Salinen des Südwestens der Rosa-Flamingo. Darüber hinaus gibt es Reptilien und Amphibien, darunter die erst 1979 wiederentdeckte, endemische Mallorca-Geburtshelferkröte.

#### Naturschutzgebiete
Land- und Meeresnationalpark
- Parc nacional maritim-terrestre de l’Arxipèlag de Cabrera

Naturreservate
- Parc natural de s’Albufera de Mallorca
- Parc natural de Mondragó
- Parc natural de sa Dragonera
- Parc natural de la península de Llevant
- Reserva natural especial de s’Albufereta

Naturdenkmale
- Monument natural de ses Fonts Ufanes (Fläche: 50,2 ha)
- Monument natural dels torrents de Pareis, del Gorg Blau i de Lluc (Fläche: 445,81 ha)

Im März 2007 erklärte die Regierung der Balearen in einem Raumordnungsplan der natürlichen Ressourcen (PORN) weitere fast 62.000 Hektar der Serra de Tramuntana zum Paraje Natural. Die Bezeichnung ist jedoch international nicht anerkannt, was Naturschutzorganisationen monierten. Kritisiert wurde auch, dass die Gemeinden Andratx und Calvià komplett von den Schutzauflagen ausgenommen wurden. Das Projekt unterteilt die Serra de Tramuntana in Zonen mit unterschiedlich strengen Schutzvorschriften.

#### Geschützte Gebiete nach dem Naturraumgesetz

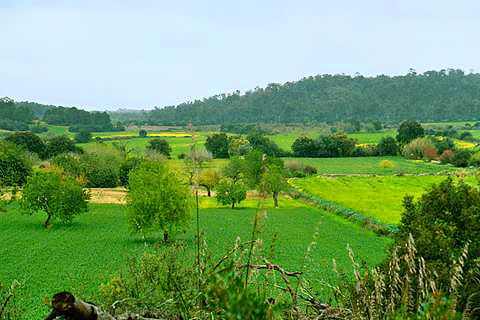
Frühlingsfelder auf Mallorca

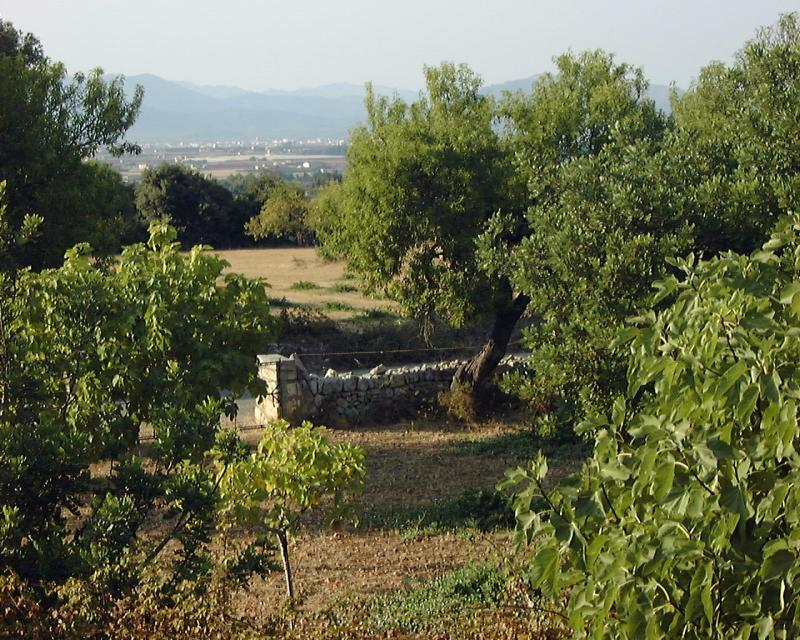
Mallorca im Hochsommer

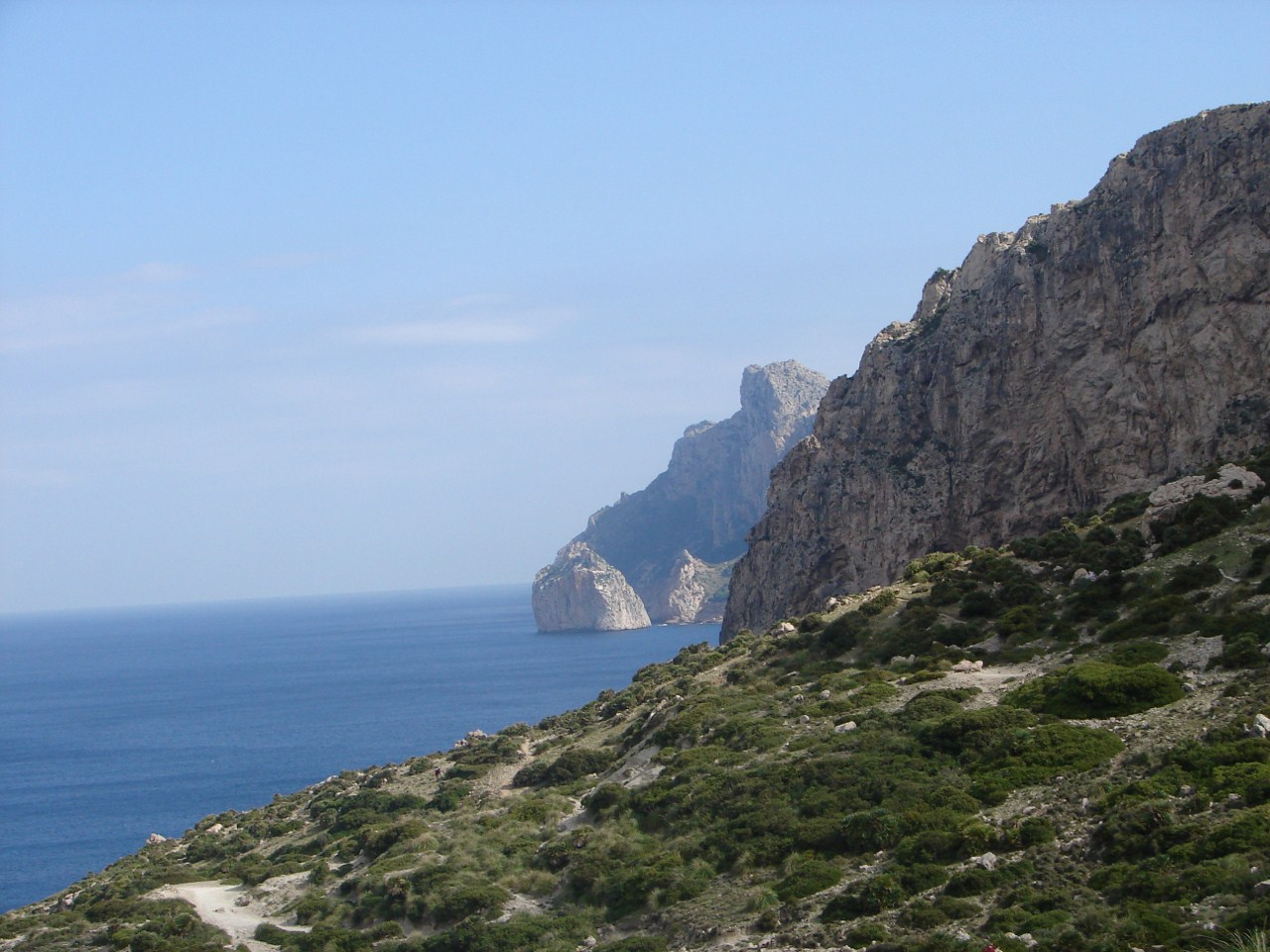
Mallorca im Herbst

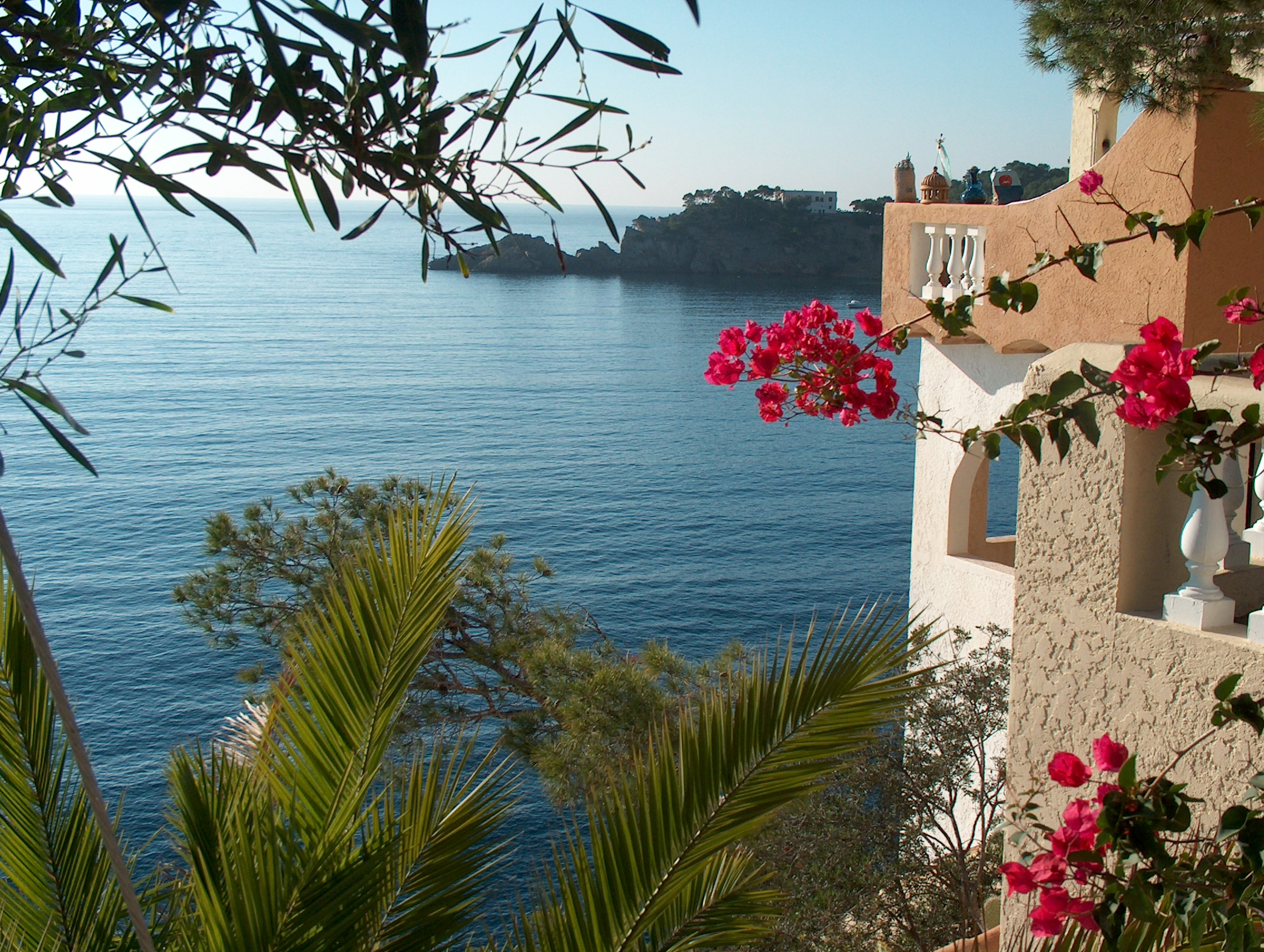
Winter an der Cala Fornells

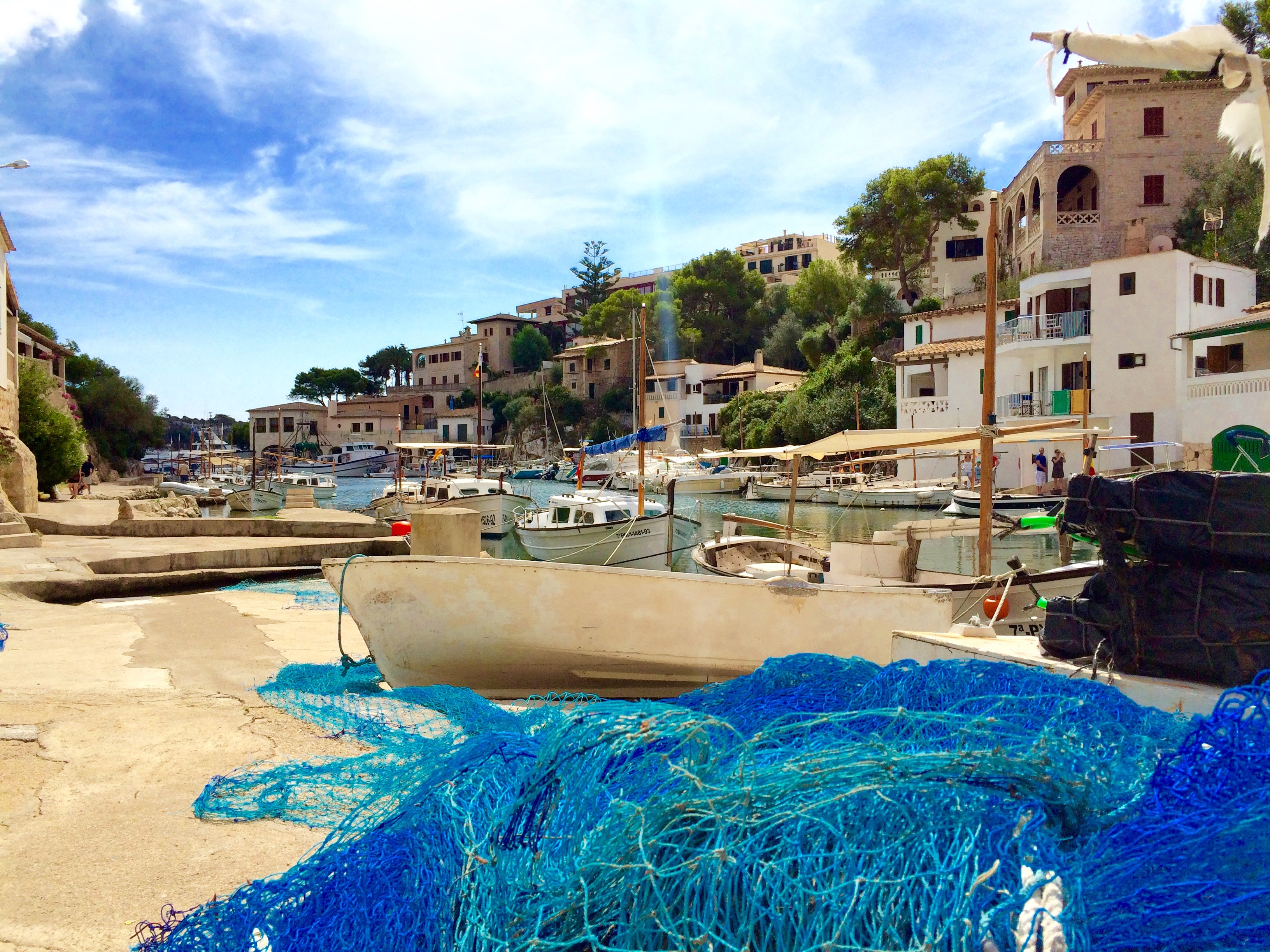
Fischerdorf Cala Figuera im Südosten

Das Naturraumgesetz (ANEI / ARIP) bestimmt Maßnahmen zum Schutz des Bodens vor Verbauung.
- Area Natural Barrancs de Son Gual i Xorrigo
- Area Natural Serra de Tramuntana
- Area Natural Bonany
- Area Natural Cala Mesquida – Cala Agulla
- Area Natural Cales de Manacor
- Area Natural Sa Canova
- Area Natural Cap de Ses Salines
- Area Natural Cap Andritxol
- Area Natural Cap des Llamp
- Area Natural Cap de Cala Figuera – Refeubeig
- Area Natural Cap Enderrocat
- Area Natural Es Carnatge des Coll d’en Rabassa
- Area Natural Puig de sa Consolació
- Area Natural Cap Vermell
- Area Natural Sa Dragonera
- Area Natural S’Albufereta
- Area Natural Es Fangar
- Area Natural Dunes de Son Real
- Area Natural Garriga de Son Caulelles
- Area Natural S’Heretat
- Area Natural Massís de Randa
- Area Natural Marina de Llucmajor
- Area Natural Muntanyes d’Artà
- Area Natural Platja de Mitjorn de Tramuntana
- Area Natural Puig de Sant Martí
- Area Natural Puíg de María
- Area Natural Puig de Sant Miquel
- Area Natural Puig de Ses Donardes
- Area Natural Puig de Son Seguí
- Area Natural Punta de n’Amer
- Area Natural Puig Segué
- Area Natural Sa Punta Manresa
- Area Natural Sa Punta de Capdepera
- Area Natural Punta Prima
- Area Natural Es Saluet
- Area Natural Sant Salvador-Santuery
- Area Natural Santa Magdalena
- Area Natural Serra de Son Fe
- Area Natural Torrent de Canyamel
- Area Natural Son Nofre
- Area Natural Torrent de Na Borges
- Area Natural Es Trenc – Salobrar de Campos
- Area Natural La Victòria

## Bevölkerung

### Einwohner
Mallorca hat 896.038 gemeldete Einwohner (Stand: 2019), davon leben 407.648 in der Hauptstadt Palma. Die nächstgrößten Gemeinden sind Calvià (51.114), Manacor (40.831), Llucmajor (36.994), Marratxi (34.583), Inca (30.066), Alcúdia (19.586), Felanitx (18.388), Pollença (16.191) und Sóller (14.150). Der Ausländeranteil an der Bevölkerung betrug im Jahr 2012 mit 185.824 Personen etwa 21,2 %. Neben 31.025 Deutschen (3,54 %) waren 18.142 Marokkaner (2,07 %) und 16.163 Briten (1,84 %) auf der Insel gemeldet. Größere Zuwanderergruppen aus Südamerika stammen aus Argentinien und Ecuador. Die einheimische Bevölkerung wird Mallorquiner genannt.

### Sprachen
Amtssprachen auf den Balearischen Inseln sind Katalanisch und Spanisch (Kastilisch). Das auf Mallorca gesprochene Mallorquinisch (mallorquí) ist ein Dialekt der katalanischen Sprache und zählt mit Menorquinisch und Ibizenkisch zum Balearischen oder Inselkatalanischen. Letzteres gehört wie Zentral- und Nordkatalanisch zur ostkatalanischen Dialektgruppe. Das Katalanische setzte sich nach der Eroberung der Insel durch Jakob I. im Zuge der Reconquista der Krone Aragon ab 1229 auf Mallorca durch. Der Mallorquiner Ramon Llull (lateinisch Raimundus Lullus) wurde in der zweiten Hälfte des 13. Jahrhunderts zum Begründer der katalanischen Literatur. Auf diese Literaturtradition gründet sich unter anderem die relative Einheitlichkeit der katalanischen Schrift.
Nach der Vereinigung Spaniens Anfang des 16. Jahrhunderts gelangte die Sprache des dichter besiedelten und ökonomisch stärkeren Kastilien zur Vorherrschaft innerhalb des Staates und das Katalanische verfiel zu einem nur noch gesprochenen Idiom. Dies verstärkte sich seit dem Beginn des 18. Jahrhunderts im zentralisierten spanischen Staat, als Kastilisch (castellano) als Spanisch (español) Amtssprache und verbindliche Unterrichtssprache wurde. Der Zeit der sogenannten decadència folgte die als renaixença bezeichnete Wiedergeburt der Literatursprache des Katalanischen im 19. Jahrhundert, hauptsächlich in Katalonien, jedoch kaum in Valencia und auf den Balearen. Die Zeit der decadència wie auch die Unterdrückung des Katalanischen während der Franco-Diktatur führte auf Mallorca zum Verlust des Bewusstseins der sprachlichen Einheit, so dass vielfach das Mallorquinische nicht mehr als Teil der katalanischen Sprache wahrgenommen wurde.
Seit 1983 ist Katalanisch auf Grund des Autonomiestatuts der Balearischen Inseln neben Spanisch (Kastilisch) Amtssprache auf Mallorca. Am 29. April 1986 trat das Gesetz zu sprachlichen Normalisierung (Llei de normalització lingüística de les Illes Balears) in Kraft, das die Verwendung des Katalanischen gegenüber dem Spanischen stärken sollte. Da viele Zuwanderer vom spanischen Festland auf Mallorca leben, kommt es immer wieder zu Konflikten bezüglich der Präferierung des Katalanischen oder Spanischen, vor allem in der Schulpolitik. Bei den Ortsnamen haben sich mittlerweile die Bezeichnungen des mallorquinischen Dialekts etabliert, wenn auch nicht ausschließlich und flächendeckend. So findet man auch weiterhin unterschiedliche Hinweisschilder, von Mallorquinisch über Standard-Katalanisch bis Spanisch/Kastilisch.
In den touristischen Zentren der Insel wird größtenteils auch die Sprache der jeweils größten Touristengruppe (meist Deutsch oder Englisch) gesprochen. Einige Gemeinden weisen mittlerweile auch einen hohen Anteil fremdsprachiger Einwohner auf. Die Gemeinden mit dem prozentual größten Anteil deutscher Einwanderer (gemeldeter Residenten) an der Gesamtbevölkerung sind Andratx (15,1 %), Capdepera (13,8 %), Santanyí (12,9 %) und Sant Llorenç des Cardassar (11,1 %).

### Persönlichkeiten
- Al-Humaydi (1029–?), maurischer Historiker, auf Mallorca geboren
- Abraham Cresques (1325 – um 1387), Kartograf jüdischer Abstammung, zeichnete 1375 den katalanischen Weltatlas
- Ramon Llull (um 1232–1316), Theologe und Philosoph, Seliger der katholischen Kirche
- Catalina Thomás (1531–1574), Nonne, Heilige der katholischen Kirche
- Junípero Serra (1713–1784), Franziskaner, als Missionar Gründer von u. a. San Diego und Los Angeles, Heiliger der katholischen Kirche
- Francinaina Cirer Carbonell (1781–1855), Ordensschwester, Selige der katholischen Kirche
- George Sand (1804–1876), französische Schriftstellerin (Reisebericht „Ein Winter auf Mallorca“)
- Heinrich Moritz Willkomm (1821–1895), Botaniker und Reiseschriftsteller (Reisebericht „Spanien und die Balearen. Reiseerlebnisse und Naturschilderungen nebst wissenschaftlichen Zusätzen und Erläuterungen“)
- Alexander Pagenstecher (1825–1889), deutscher Arzt und Zoologe (Reisebericht „Die Insel Mallorka“)
- Valeriano Weyler y Nicolau (1838–1930), General und Gouverneur
- Ricardo Anckermann (1842–1907), Maler
- Eusebi Estada (1843–1907), Bauingenieur und Autor
- Antonio Maura Montaner (1853–1925), um 1900 der bedeutendste Politiker Spaniens, mehrfach Ministerpräsident Spaniens
- Miquel Costa i Llobera (1854–1922), Theologe, Schriftsteller und Dichter
- Joan Alcover i Maspons (1854–1926), Dichter, Essayist und Politiker
- Santiago Rusiñol (1861–1931), spanischer Maler und Autor (Essay „Die Insel der Ruhe“)
- Hermenegildo Anglada Camarasa (1871–1959), spanischer Maler
- Juan March (1880–1962), Unternehmer und Bankier, der zum reichsten Mann Spaniens aufstieg
- Georges Bernanos (1888–1948), französischer Schriftsteller (Pamphlet „Die großen Friedhöfe unter dem Mond“)
- Karl Otten (1889–1963), deutscher Schriftsteller (Roman „Torquemadas Schatten“)
- Robert Graves (1895–1985), britischer Schriftsteller
- Llorenç Villalonga (1897–1980), Schriftsteller und Psychiater
- Antonio Parietti (1899–1979), Bauingenieur
- Albert Vigoleis Thelen (1903–1989), deutscher Schriftsteller (Roman „Die Insel des zweiten Gesichts“)
- Anton Zischka (1904–1997), österreichischer Sachbuchautor
- Hasso Schützendorf (1924–2003), deutscher Unternehmer
- Guillermo Timoner (1926–2023), Radrennfahrer, sechsfacher Weltmeister und erfolgreichster Steher aller Zeiten
- Jürgen Drews (* 1945), deutscher Schlagersänger
- Miquel Barceló (* 1957), Maler und Bildhauer
- Frank Hanebuth (* 1964), ehemaliger Präsident des mittlerweile aufgelösten Hells-Angels-Charters von Hannover
- Oliver Flesch (* 1969), ehemaliger Hamburger Foto-Reporter, nun neurechter Youtuber
- Holger Apfel (* 1970), ehemaliger Bundesvorsitzender der rechtsextremen Nationaldemokratischen Partei Deutschlands (NPD), 2014–2017 Kneipier auf Mallorca
- Francisco San Martin (1985–2025), US-amerikanischer Schauspieler
- Rafael Nadal (* 1986), Tennisspieler
- Bartolomé Salvá Vidal (* 1986), Tennisspieler
- Daniela Katzenberger (* 1986), deutsche Reality-Show-Darstellerin
- Jorge Lorenzo (* 1987), mehrfacher Moto-GP-Weltmeister
- Marco Asensio (* 1996), Fußballspieler bei Real Madrid
- Richard David Precht (* 1964), Philosoph und Buchautor. (Zweitwohnsitz)

## Wappen
Beschreibung: In Gold vier rote Pfähle von einem blauen Schrägrechtsbalken überdeckt. Der Schild ist von einem goldenen Rokoko-Rahmen umgeben.

## Geschichte

### Frühgeschichte
Bis vor nicht allzu langer Zeit war das Meer der wichtigste Kommunikationsweg. Daher waren die ersten Bewohner Mallorcas in der Jungsteinzeit Völker aus dem Raum des Mittelmeeres. Man nimmt an, dass die ersten Menschen vor ungefähr 4000 Jahren v. Chr. von der Iberischen Halbinsel oder dem heutigen Südfrankreich aus die Inseln der Balearen besiedelten. Sie ließen sich in den zahlreichen natürlichen Höhlen an den Küsten nieder. Andere Quellen gehen auch von einer früheren Besiedlung ab etwa 6500 v. Chr. aus. Belegt sind erste menschliche Fundstücke wie Feuersteinspitzen, Knochensplitter und menschliche Überreste allerdings erst für den Zeitraum von 4000 bis 2000 v. Chr., gefunden in Ablagerungen der Höhlen von Muleta (Sóller) und Son Matge (Valldemossa). Man bezeichnet diesen Zeitraum auf Mallorca auch als Vorkeramische Zeit oder Archaikum.
Aus der Zeit der Vor-Talaiotkultur ab 2000 v. Chr. werden die Fundgegenstände umfangreicher. Neben kleinen bearbeiteten Gegenständen aus Stein und Knochen bezeugen einfache und dekorierte Keramik sowie verschiedene Kupfer- und Bronzeutensilien eine Höherentwicklung der Kultur. Die Menschen legten artifizielle Höhlen an, wie in sa Marineta und Hospitalet Vell, die zumeist aber Begräbniszwecken dienten (Cova de Homonet auf Son Ribot, Mitjà de les Beies). Erst zwischen 1500 und 1300 v. Chr. wurden dickwandige Steinbauten mit hufeisenförmigem Grundriss, die Naviformes, erbaut. Diese umgedrehten Schiffen ähnelnde Bauform ist die erste in Zyklopentechnik (Bautechnik mit sehr großen Steinquadern), einer in der Jungsteinzeit im gesamten Mittelmeer weit verbreiteten Bauweise. Da die Zyklopentechnik zuerst im östlichen Mittelmeerraum auftrat, nehmen einige Forscher für Mallorca deren Einführung durch Immigranten aus Korsika, Sardinien oder Malta an.

### Talaiotikum

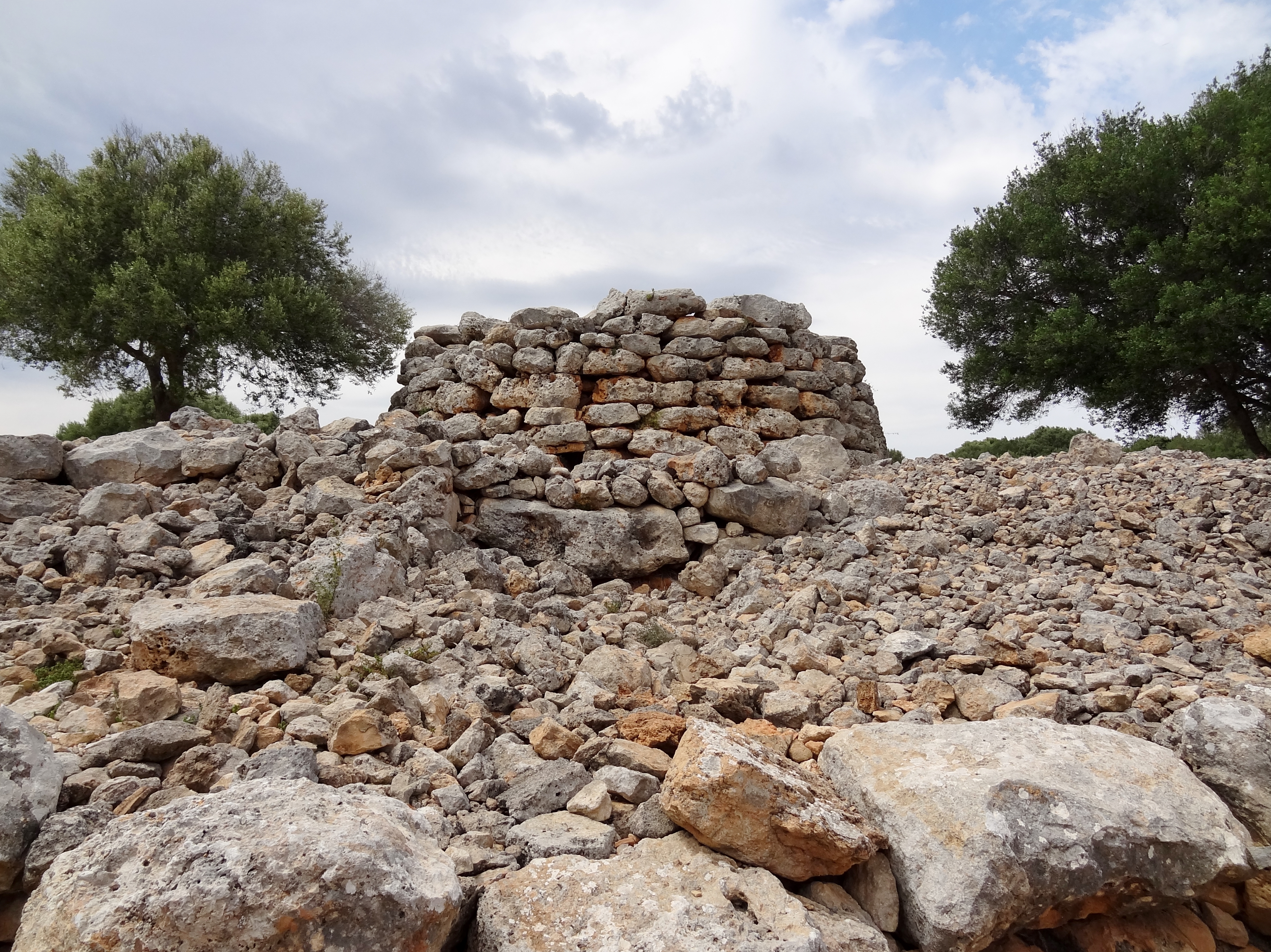
Talaiot-Siedlung in Capocorb Vell

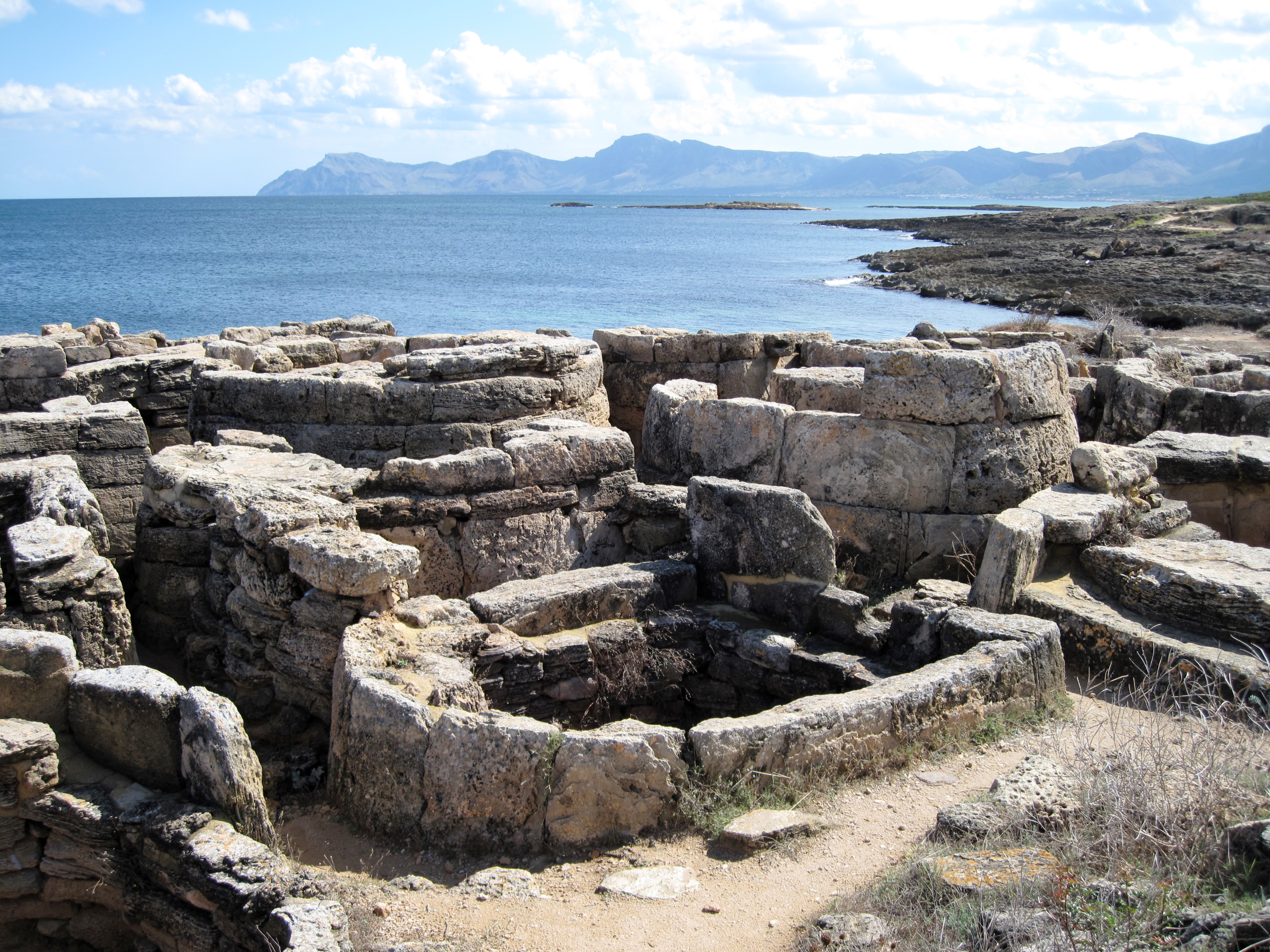
Nekropole von Son Real

Die Talaiots sind die charakteristischsten Zyklopen-Bauten Mallorcas. Das Wort Talaiot oder kastilisch Talayot ist abgeleitet vom katalanischen Talaia für Beobachtungs- und Wachturm und gab dem gesamten Kulturzeitraum von 1300 v. Chr. bis zur Romanisierung ab 123 v. Chr. den Namen Talaiotikum. Es ist die nach einer Bauform benannte balearische Variante der Bronze- und Eisenzeit. Talaiots sind Türme auf rundem oder quadratischem Grundriss mit Innenraum, manchmal mit einer Mittelsäule oder verschiedenen Stockwerken. Ihr Zweck ist bis heute nicht geklärt. Es wird vermutet, dass sie als Verteidigungs- oder Beobachtungstürme, Begräbnisstätten oder Wohnräume des Stammesoberhauptes genutzt wurden. Das Talaiotikum wird in vier Abschnitte unterteilt. Ab 1000 v. Chr. (Talaiotikum II) erhielten die zuvor einzeln stehenden Türme ummauerte Einfriedungen, und die Verbreitung von Bronzewaffen nahm zu. Mit Beginn der Eisenzeit ab 800 v. Chr. (Talaiotikum III) erscheinen neue Bauformen im Inneren der Siedlungen (Hypostyloi). Es bildete sich ein Stierkult aus, und Feuerbestattungen wurden eingeführt.
Um das Jahr 654 v. Chr. gründeten die Karthager ihre Handelsniederlassung Ebusim (Ibes, griechisch: Ebusos, römisch: Ebusus) auf Ibiza. Nach vorangegangenen vereinzelten Kontakten mit phönizischen und griechischen Händlern gerieten die Balearischen Inseln damit in den Machtbereich der aufstrebenden phönizischen Kolonie an der nordafrikanischen Küste nahe dem heutigen Tunis. Mit der damit verbundenen Öffnung nach außen nahm ab 500 v. Chr. (Talaiotikum IV) der Einfluss anderer mediterraner Kulturen auf Mallorca zu, was sich zum Beispiel in der Nachbildung punischer und römischer Keramikformen äußerte.
Einen bedeutender Erwerbszweig stellte lange Zeit der Zwischenhandel mit Eisen dar, das die Mallorquiner auf der iberischen Halbinsel einkauften und nach Italien weiterveräußerten. Die Phönizier besaßen jedoch größere Schiffe und leiteten den Handel nach Karthago um. Nun verlegten sich viele Bewohner der balearischen Inseln auf die Piraterie. Andere verdingten sich als Steinschleuderer (Els Foners Balears) in den Heeren des Römisches Reichs und, mehr noch, Karthagos. Die Krieger waren ihrer Kampftechnik wegen so bekannt, dass sich der Name Balearen (im Altertum Balearides), abgeleitet vom griechischen Wort ballein („werfen“) für Steinschleuderer, bis heute für die Inselgruppe erhalten hat. Der vordem gebräuchliche Name „Gymnesische Inseln“ (Gymnesiae), wie auch der griechische Name Kromyoussa für Mallorca, ist fast völlig in Vergessenheit geraten.
Durch die Verbindung mit Karthago (Karchedon) wurden die Balearen in die drei Punischen Kriege zwischen 264 und 146 v. Chr. gegen Rom hineingezogen.

### Römische Ära (123v.Chr. – 439n.Chr.)
Nach dem Untergang Karthagos durch die Niederlage gegen Rom im dritten Punischen Krieg (149 bis 146 v. Chr.) entstand auf Mallorca ein Machtvakuum, das durch die Bewohner der Insel für Piratenüberfälle, auch auf römische Schiffe, genutzt wurde. Dies beendete das erstarkende Römische Reich mit der Besetzung der Insel im Jahre 123 v. Chr. unter dem Kommando des Konsuls Quintus Caecilius Metellus (auch: Cecili Metel), der danach den Zusatznamen Balearicus erhielt. Zum Schutz vor dem Geschosshagel der einheimischen Schleuderer ließ er die Decks der anlandenden Invasionsflotte mit Dächern aus Ziegenfell überspannen.
12 v. Chr., also bereits im ersten Jahr nach der Eroberung, gründeten römische Siedler die Stadt Palmaria Palmensis (Palma) im Süden der Insel. Um 70 v. Chr. folgte die Stadt Pol·lèntia beim heutigen Alcúdia im Norden. Das Gebiet der römischen Stadt Sineu im Inselzentrum war bereits in prähistorischer Zeit besiedelt gewesen. Insgesamt sollen sich nach der Eroberung Mallorcas etwa 3000 Neusiedler, meist aus der ab dem Jahre 206 v. Chr. römischen Provinz Hispania, auf die Insel niedergelassen haben. Mit ihnen gelangten nicht nur römische Sitten auf das Eiland, sondern auch der Anbau von Wein, Weizen und Olivenbäumen. Der Handel mit besagten Produkten gewann bald wesentliche Bedeutung.

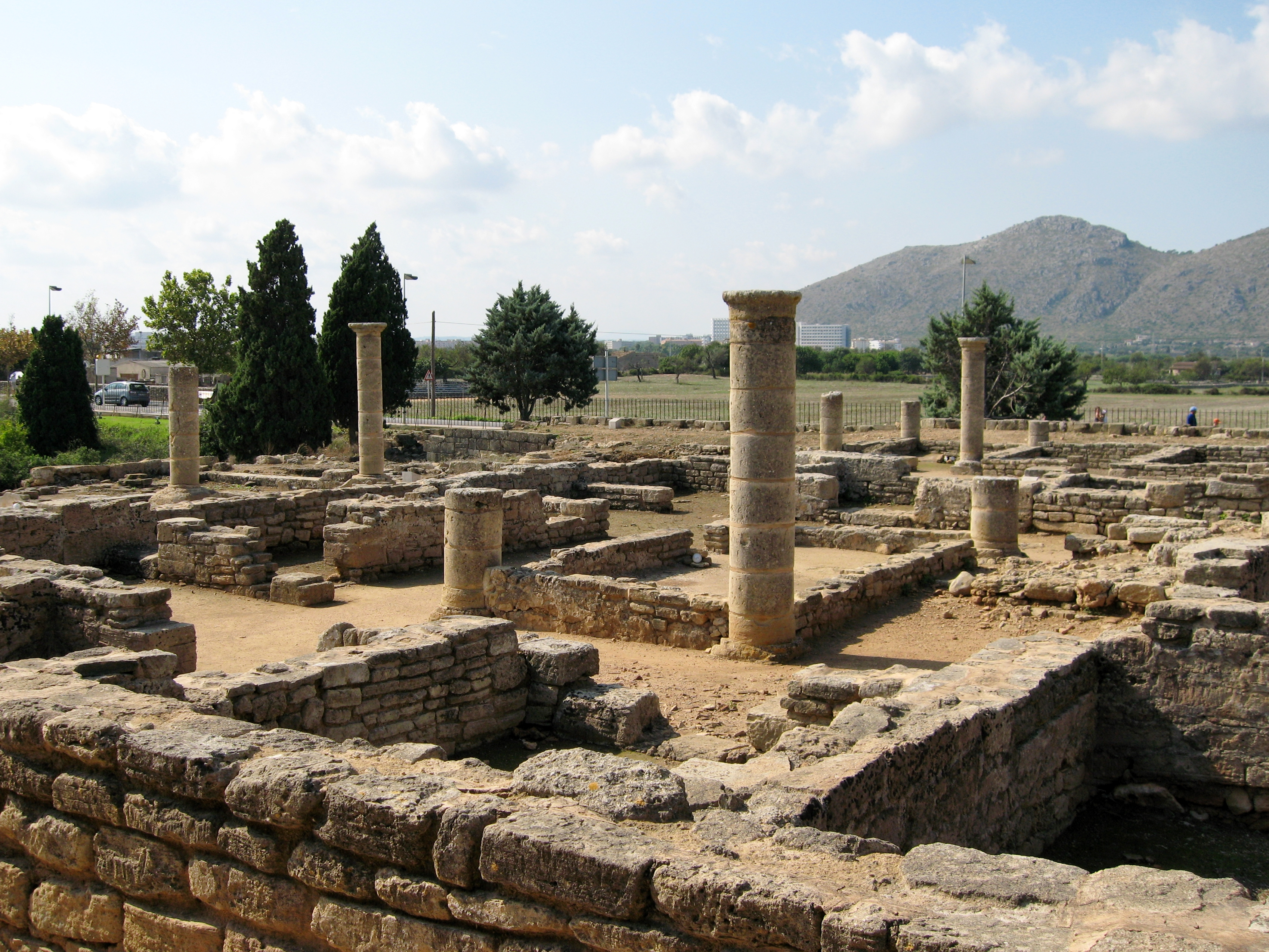
Ruinen von Pol·lèntia (Alcúdia)

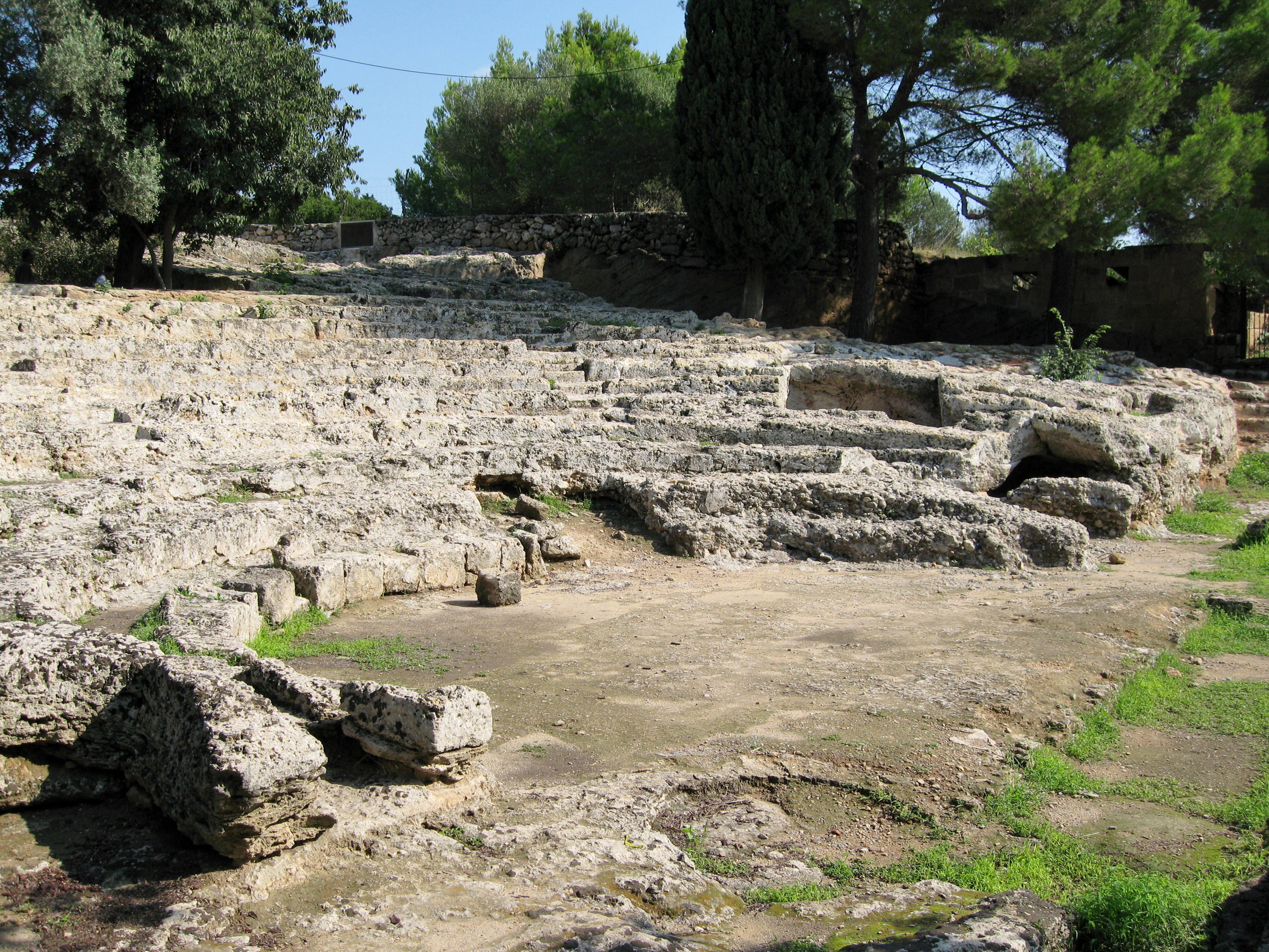
Antikes Theater von Pol·lèntia

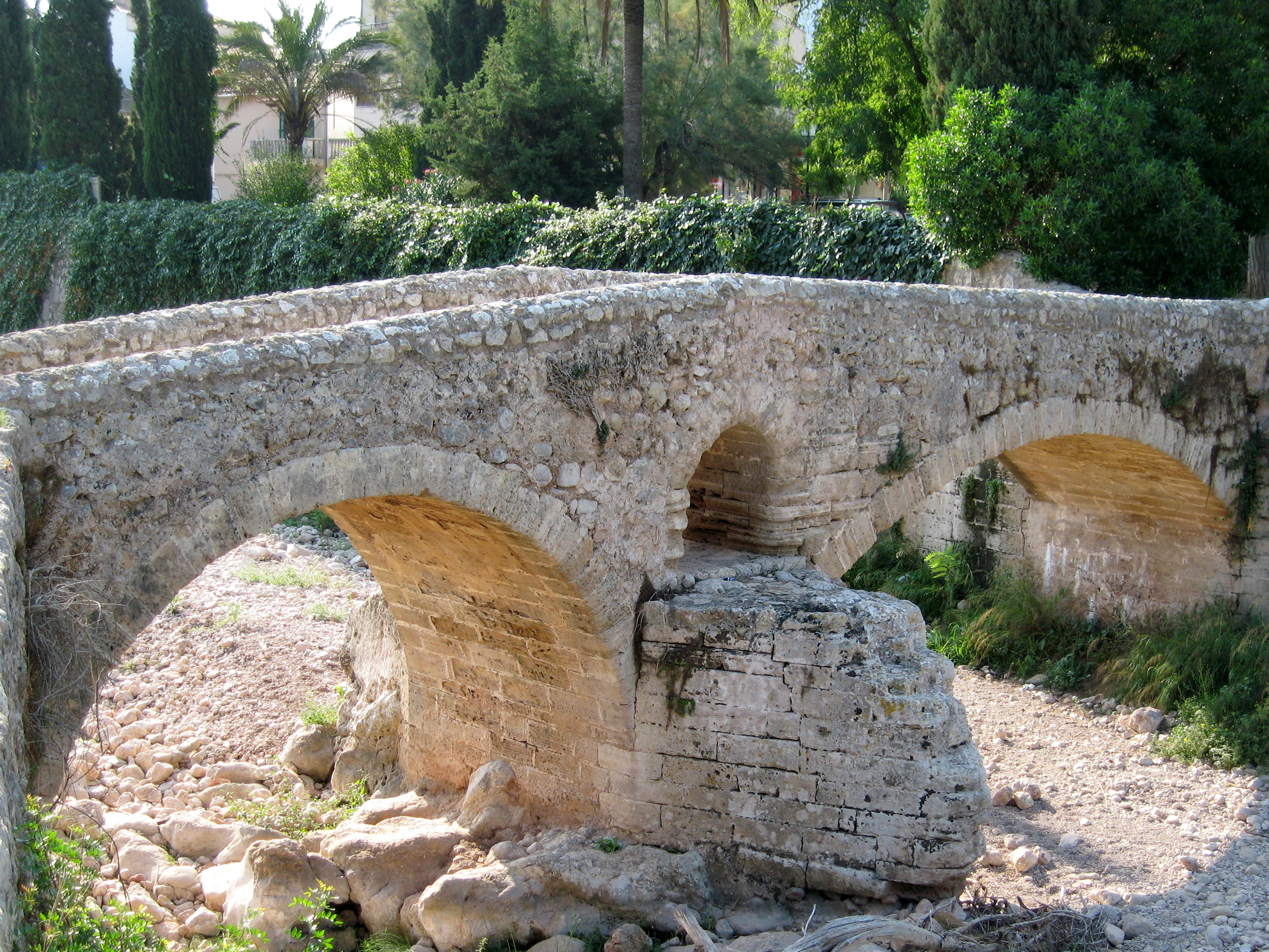
Römische Brücke (Pollença)

Durch Vermischung der Römer mit der iberischen Urbevölkerung und Einführung des Lateinischen als Verwaltungssprache wurde Mallorca im Laufe der nächsten hundert Jahre romanisiert. Neben der ebenfalls vom spanischen Festland erfolgten Christianisierung zwischen dem 2. und 4. Jahrhundert ist die Übernahme der Sprache der nachhaltigste Einfluss der Herrschaftszeit Roms, der bis heute in Form der katalanischen Sprache nachwirkt. Selbst der Inselname ist abgeleitet von der römischen Bezeichnung Insula Maior oder Maiorica für die „große“ Balearen-Insel, im Gegensatz zu Insula Minor für das „kleine“ Menorca. Der vorher auch gebräuchliche Name Columba für Mallorca hat sich nicht erhalten.
Unter der 588 Jahre währenden römischen Herrschaft erlebte Mallorca eine erste Blütezeit. Grund scheint die zentrale Lage im westlichen Mittelmeer gewesen zu sein. Nach der römischen Eroberung der nordafrikanischen Provinzen lag die Insel bis zur Völkerwanderung weit entfernt von den umkämpften Randprovinzen des Reiches. Auf Mallorca verloren die befestigten Talayot-Dörfer an Bedeutung. Die Neugründungen, darunter auch Sinium (wahrscheinlich Sineu) und Cunium nahe Manacor, wurden nach römischem Muster angelegt, mit allen Annehmlichkeiten der einziehenden Zivilisation wie Wasser- und Abwasserleitungen, Bädern, Theatern, Einkaufsstraßen und öffentlichen Plätzen. Pollentia war vor Palma die bedeutendste Stadt der Insel. Die Ruinen der ehemaligen Hauptstadt bei Alcúdia sind heute freigelegt und können besichtigt werden. Im immer wieder überbauten Palma sind hingegen kaum römische Spuren erhalten. Haupterwerbsquellen in römischer Zeit waren Landwirtschaft, Handel und Handwerk.

### Vandalenherrschaft (439–534)
Nach der Reichsteilung im Jahre 395 gehörte Mallorca mit den Balearen zum Weströmischen Reich, das unter dem Druck der germanischen Völkerwanderung langsam zerfiel. Schon 426 plünderten und zerstörten die Vandalen unter ihrem König Geiserich das mallorquinische Pollentia. Die germanischen Vandalen (auch: Wandalen) hatten ab 409 neben den nichtgermanischen Alanen im Süden Spaniens, dem heutigen Andalusien, ein Reich gegründet, nachdem sie – durch die den Hunnen ausweichenden Goten 375 aus ihren angestammten Siedlungsgebieten an Oder und Theiß gedrängt – zwischenzeitlich plündernd durch Gallien gezogen waren. Im Jahre 429 setzten die etwa 80.000 Menschen zählenden Vandalen und Alanen nach Afrika über und eroberten 439 die Kornkammer des Weströmischen Reiches, die Provinz Africa Proconsularis mit der Hauptstadt Karthago. Dabei fiel ihnen im Hafen von Karthago auch die römische Flotte in die Hände, mit deren Hilfe die Vandalen 455 Rom besetzen und plündern sowie die Inseln des westlichen Mittelmeeres erobern konnten. Mallorca kam so 465 an das nun von Karthago aus regierte Vandalenreich.
Die Herrschaft der Vandalen über die Balearen ist gekennzeichnet durch mehrfache Katholikenverfolgungen. Die Vandalen waren zwar auch Christen, aber arianischer Glaubensrichtung, während sich auf den Balearen innerhalb des Weströmischen Reiches der katholische Zweig der christlichen Religion ausgebreitet hatte. Im Jahre 484 unter König Hunerich wurde im Vandalenreich sogar ein Dekret erlassen, das den Übertritt aller Katholiken zum Arianismus verlangte. Erst König Hilderich erlaubte 523 den Katholizismus, wurde aber 530 durch Gelimer gestürzt, unter dessen Königsherrschaft erneut Repressalien gegen die katholischen Christen zu verzeichnen waren. Diese endeten erst mit der Zerstörung des Vandalenreiches in Nordafrika im Jahre 534 durch den oströmischen Feldherrn Belisar. Kulturell haben die Vandalen auf Mallorca keine Spuren hinterlassen. Auch eine Vermischung der germanischen Herrscher mit der alteingesessenen Bevölkerung fand nicht statt. Dazu waren wohl Kultur und Glaube zu unterschiedlich und die auf den Inseln siedelnden Vandalen zu gering an Volkszahl.

### Byzantinische Ära (534–754)
Nachdem das Oströmische Reich nach einer militärischen Niederlage gegen die Vandalen 468 im Jahre 474 die Herrschaft des Vandalenreiches über die westlichen Mittelmeerinseln vertraglich anerkannt hatte, nutzte der oströmische Kaiser Justinian I. die Thronstreitigkeiten in Karthago, die Stadt durch seinen Feldherrn Belisar im Jahre 533 zu besetzen. Die angedachte Inthronisierung des in seiner Regierungszeit mit dem Oströmischen Reich verbündeten Königs Hilderich konnte nicht erfolgen, da dieser im September des Jahres 533, nach der Landung Belisars in Afrika und der für Ostrom siegreichen Schlacht bei Ad Decimum südlich Karthagos, durch König Gelimer hingerichtet worden war. So entschied man sich 534 nach der Kapitulation Gelimers in Tricamarum (Numidien), das Vandalenreich in Gänze dem Oströmischen Reich einzuverleiben. Dadurch kam Mallorca für die nächsten rund 200 Jahre unter byzantinische Oberhoheit.

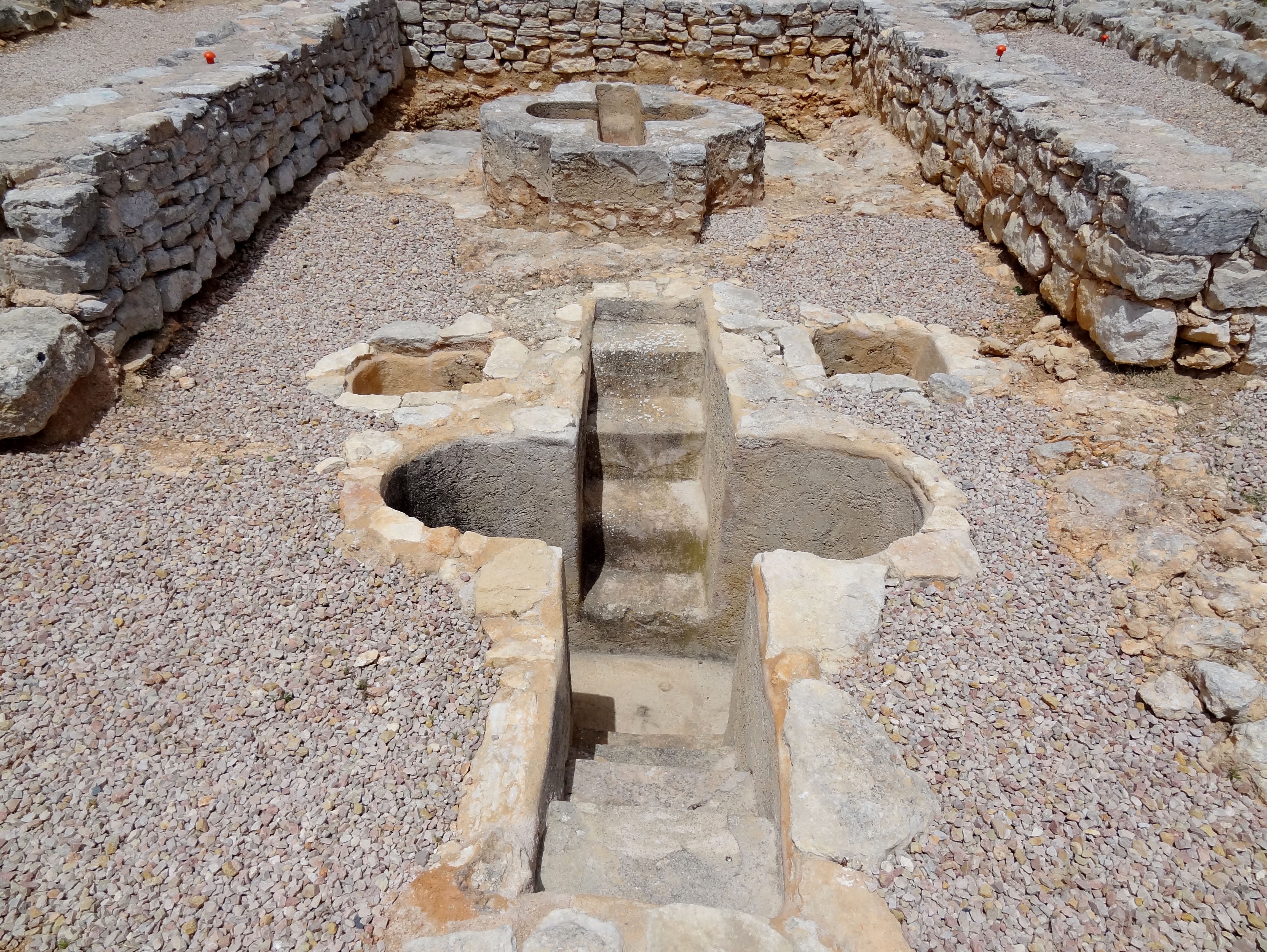
Baptisterium der Basilika von Son Peretó

Zunächst zur Provinz Sardinien, dann zur Provinz Mauretanien II des Oströmischen bzw. Byzantinischen Reichs gehörig bewirkte die westliche Randlage innerhalb des Reiches eine gewisse Unabhängigkeit und Eigenständigkeit der Balearischen Inseln. Diese verstärkte sich umso mehr, als Byzanz zunehmend gräzisiert und von außen bedroht wurde. Die Einführung des Griechischen als Verwaltungssprache des Reiches durch Kaiser Herakleios (Regierungszeit 610 bis 641) hatte auf die Balearen keine sprachlichen Auswirkungen. Der katholische Glaube der Insulaner konnte sich wieder frei entfalten und Mallorca und die anderen Inseln wurden im 7. Jahrhundert Zufluchtsort von im Mittelmeerraum durch die arabische Expansion und der mit ihr verbundenen Ausbreitung des Islam vertriebener Christen.

### Unabhängigkeit und wechselnde Schutzherren (754–902)
Arabische Eroberer kamen erstmals im Jahre 707 nach Mallorca, konnten sich jedoch nicht festsetzen. Nach weitgehender Unabhängigkeit von Konstantinopel ab Mitte des 8. Jahrhunderts übte das Frankenreich von 754 bis 798 eine Art Schutzherrschaft über die balearischen Inseln aus. Noch 799 verteidigten fränkische Truppen die Inseln vor arabischen Überfällen. Im Jahre 813 schützte der Graf von Apulien, Gefolgsmann König Bernhards von Italien (ein Enkel des fränkischen Kaisers Karl des Großen), die Balearen vor einem weiteren Beutezug der muslimischen Araber, wobei er 500 christliche Geiseln aus deren Gewalt befreite.
Danach bestand ein Nichtangriffspakt zwischen Muslimen und den Inselbewohnern der Balearen, den diese jedoch nicht einhielten. Nach Angriffen auf muslimische Schiffe, bei denen die Mallorquiner reiche Beute machten, schickte 848 der Emir von Córdoba, Abd ar-Rahman II., eine Strafexpedition auf die Balearen. Nach hohen Verlusten auf Seiten der Insulaner waren diese bereit, gegen Erhalt ihrer Unabhängigkeit den Nichtangriffspakt einzuhalten und dem Emir einen geforderten Tribut zu zahlen.
Im Jahre 859 wurden die Balearen von einer Flotte der Wikinger angelaufen und geplündert, die Raubzüge entlang der iberischen Atlantik- und Mittelmeerküste durchführten. Von Murcia kommend landeten sie nacheinander auf Ibiza, Formentera, Mallorca und Menorca. Im Gegensatz zu späteren Fahrten der Normannen ins Mittelmeer hatten die Wikinger aber nicht vor, dauerhafte Besitzungen zu erobern.

### Muslimische Herrschaft (902–1229)
Nach mehr als 50 Jahren Waffenstillstand wurden die Balearischen Inseln dann doch dem muslimischen Machtbereich eingegliedert. El Jaulani, Feldherr des Emirs von Córdoba, eroberte im Jahre 902 die strategisch wichtigen Inseln und wurde erster islamischer Statthalter von Mallorca in der nun Medina Mayurka genannten Stadt Palma. 1015 besetzte Mujahid al-Amiri, Herrscher von Dénia, die Insel. 1115 plünderte und zerstörte eine von Katalonien und der Republik Pisa organisierte Flotte Medina Mayurka/Palma. Im Jahr darauf besetzten die von dem mallorquinischen Herrscher Mubasir zu Hilfe gerufenen nordafrikanischen Almoraviden die Insel und bauten die zerstörte Stadt wieder auf. Knapp ein Jahrhundert später, im Jahr 1203, eroberten die Almohaden mit Mallorca eine der letzten Bastionen der mit ihnen auch religiös verfeindeten Almoraviden.
Die Mauren und Araber herrschten vom zehnten bis zum dreizehnten Jahrhundert. Mit ihnen gelangten von Eseln oder Maultieren betriebene Schöpfräder bzw. Ziehbrunnen sowie der Anbau von Datteln und Zitronen auf die Insel. Aus der Araberzeit ist die Errichtung von Trockenmauern (parets seques) zum Bau von Terrassen überliefert, die sich teilweise bis heute erhalten haben (bspw. bei Banyalbufar), ferner stammen von ihnen die Bewässerungsgräben und Brunnen, die für die Landwirtschaft gebraucht wurden. Es sind noch heute Ortsnamen erhalten, die auf arabischen oder Berber-Ursprung hinweisen. Viele der architektonischen Hinterlassenschaften, wie Moscheen und Bäder, gingen hingegen mit der christlichen Wiedereroberung zunichte.

### Königreich Mallorca (1229–1343/49)

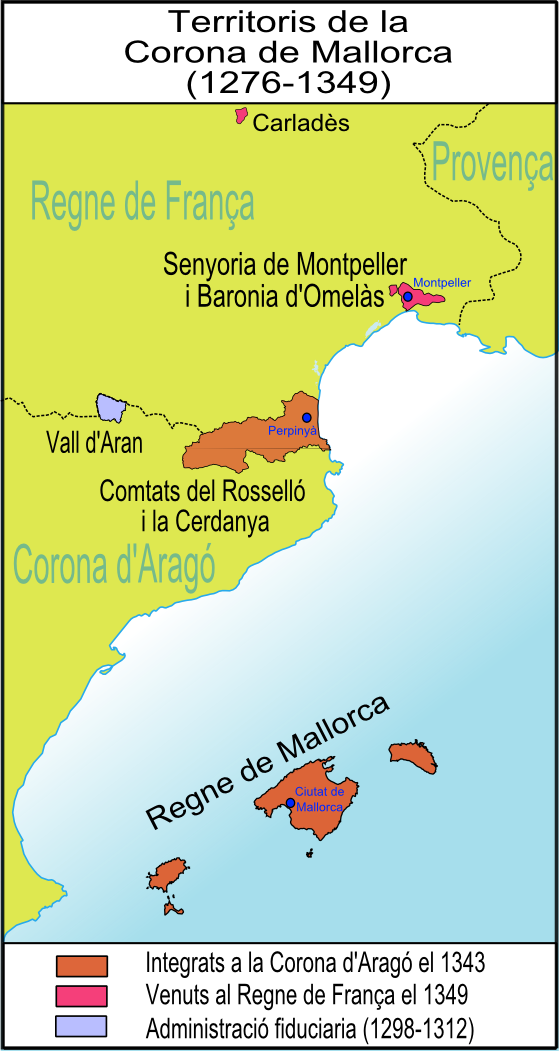
Herrschaftsbereich der mallorquinischen Krone, 1276–1349

Im Jahre 1229 landete Jako I./Jaume I. von Aragón und Katalonien mit 150 Schiffen und 13.000 Mann auf Mallorca. Nach dreimonatiger Belagerung kapitulierte am Silvestertag auch Medina Mayurka/Palma. Auf den Grundmauern der nach der Einnahme der Inselhauptstadt zerstörten Hauptmoschee begann kurz darauf der Bau der Kathedrale von Palma. Sie wurde auf Wunsch des Königs der Jungfrau Maria geweiht (La Catedral-Basílica de Santa María), erhielt aber auch den Beinamen Kathedrale des Lichts (La Catedral de la Luz). Ebenso veranlasste er den Bau des Castell de Bellver und den Umbau der arabischen Zitadelle (Almudaina) zum Königspalast. In den Gebirgsregionen erwehrten sich die Mauren noch bis 1232 der Eindringlinge, bevor sie flohen oder sich mit den neuen Herren arrangierten. Seit 1231 war das weiterhin muslimisch beherrschte Menorca tributpflichtig.
Nach dem Tod Jakobs I./Jaume I. im Jahr 1276 wurde das von ihm begründete Königreich Mallorca geteilt. Sein älterer Sohn Peter III./Pedro III. erhielt das Gros der spanischen Festlandbesitzungen, an den jüngeren Sohn Jakob II./Jaume II. fielen die katalanischen Grafschaften Rosselló und Cerdanya sowie Montpellier, Carladès und die Balearen. Der neue König ließ an vielen Orten Paläste und Residenzen errichten.
Die Teilung begründete indes einen Jahrhunderte währenden Gegensatz zwischen Festlandspanien, Katalonien und den Balearen. Da Pedro in seinem Bruder Jaume nur einen Vasallen sah, unterstellte sich letzterer dem Schutz des Königs von Frankreich. Daraufhin besetzte 1285/86 Jaumes Neffe Alfons III. von Aragón, als Erbe Pedros, Mallorca. Auf Druck des Papstes gab nach Alfons' Tod dessen Sohn, Jakob II. der Gerechte, seinem Großonkel Jaume II. Mallorca zurück, jedoch nur als Vasallenstaat. Andererseits konnte Jaume II. 1298 Menorca seinem Machtbereich einverleiben. Unter seinem Nachfolger Sancho I. erlebte das Königreich Mallorca eine dreizehnjährige Epoche des Friedens und Wohlstands, wohl auch, weil der neue Monarch nicht an seinem Vasallenstatus gegenüber den Verwandten in Aragonien rüttelte. Sancho schuf nicht nur eine Sozialkasse für Seeleute, sondern vermehrte auch den Bestand der Handelsflotte. Eine schlagkräftige Kriegsflotte agierte erfolgreich gegen maurische Korsaren und Piraten.
Die knapp über 100 Jahre währende relative Unabhängigkeit des Königreichs Mallorca endete mit Jakob III./Jaume III. 1343 zunächst von Peter IV./Pedro IV. von Aragón nach der Schlacht von Peguera (25. Mai 1343) verjagt, wagte er von Roussillon aus die Rückeroberung. Die nötigen Geldmittel verschaffte er sich durch den Verkauf Montpelliers an die französische Krone. Mit 14 Schiffen, 300 Rittern und 700 Söldnern landete er auf Mallorca, verlor jedoch am 25. Oktober 1349 in der Schlacht von Llucmajor Leben und Reich.

### Autonome Region Aragóns und Spaniens (1343/49–1714)
Unter den Katholischen Königen war Mallorca selbständiger Teil der Krone Aragóns und später Spaniens. Seine innere Autonomie konnte es bis Anfang des 18. Jahrhunderts bewahren.
Das Zeit vom späten 14. bis zum frühen 16. Jahrhundert bescherte Mallorca indes zahlreiche Krisen. Für die Kriege Peters IV. und seiner Nachfolger hatte die Insel Schiffe und Mannschaften zu stellen. Die Große Pest von 1348 sowie die Folgewellen von 1375 und 1384 dezimierten die Bevölkerung ebenso wie die Hungersnot von 1374. Adel und Kaufmannschaft mehrten ihren Reichtum auf Kosten von Bauern und Handwerkern, die mit Aufruhr antworteten. 1391 richtete sich der Zorn gegen die als Wucherer verschrienen Juden, von denen 300 während der Plünderung ihres Wohnbezirks in Palma ermordet wurden. Die Aufstände von 1450–53 und 1521–23 wurden mit Hilfe von Söldnern niedergeschlagen.
Andererseits profitierte die Insel von diversen Bauaktivitäten der neuen Herrscher. Die Fertigstellung der Kathedrale von Palma nahm ab 1376 neuen Schwung auf, wurde aber erst 1587 (Schlusssteinsetzug des Gewölbes) bzw. 1601 (Einweihung des Hauptportals) vollendet. Das Jahr 1438 sah nach zwölfjähriger Bauzeit die Eröffnung der neuen Warenbörse Lonja in Palma. 42 vor allem ab 1530 errichtete neue Wachtürme (Talaias) sicherten die Küsten gegen die Überfälle osmanisch-algerischer Freibeuter.
1479 legte die Hochzeit Ferdinands II. von Aragon mit Isabella I. von Kastilien den Grundstock für die Entstehung des spanischen Nationalstaates. Unter beider Diensten entdeckte der Genuese Christoph Kolumbus (erneut) Amerika. Über den aufkommenden Überseehandel geriet der Mittelmeerhandel ins Nachteil, worunter auch die balearische Wirtschaft zu leiden hatte. Auf der anderen Seite nahm nach der Seeschlacht von Lepanto 1571 die Gefahr durch muslimische Piraten und Barbaresken-Korsaren ab, blieb ab bis ins 19. Jahrhundert hinein latent.
Während des Spanischen Erbfolgekrieges setzte das um seine Selbstverwaltung bangende Katalonien, gemeinsam mit Mallorca und den übrigen Balearen, auf habsburgische Karte – und verlor. Die Thronbesteigung des Bourbonen Philipp von Anjou als Philipp V. 1714 brachte die Umwandlung Spaniens in einen zentralistisch gelenkten Gesamtstaat, gemäß dem Vorbild des französischen Absolutismus. Damit verloren die von Madrid regierten Regionen die meisten ihrer traditionellen Autonomierechte, so auch Katalonien und die Balearen. Menorca hingegen blieb von 1714 bis 1802 fast durchgehend unter britischer Herrschaft.

### Folgezeit bis heute (ab 1714)
In der Folgezeit verhinderten Epidemien und Landflucht ein Wiederaufleben der Inselwirtschaft. Das Aufkommen der Dampfschifffahrt Mitte des 19. Jahrhunderts beeinträchtige das lokale Segelschiffwesen nachhaltig. Nach Vernichtung fast sämtlicher Weinreben durch Schädlingsbefall stellte die heimische Landwirtschaft auf den Anbau von Mandelpflanzen um, unter Beibehaltung des traditionellen Obst- und Olivenanbaus.
Von den politischen Ereignissen auf dem spanischen Festland war Mallorca mal mehr, mal weniger betroffen. Der spanienweite Hutaufstand (1766), der Volksaufstand gegen die napoleonische Fremdherrschaft unter Joseph Bonaparte (1808–1813) sowie die Ära der drei Carlistenkriege (1833–1875) stellen bedeutende historische Zäsuren dar. Damals begann sich Spanien nachhaltig zu spalten, nämlich in die säkularen (und meist an Frankreich orientierten) Modernisten bzw. Liberalen sowie in deren erbitterte Feinde, die klerikal-konservativen Traditionalisten. Der wachsende Gegensatz führte 1931 zum Sturz der Monarchie mit anschließender Ausrufung der Zweiten Spanischen Republik und 1936 zum Ausbruch des Spanischen Bürgerkriegs.
Wie ganz Spanien vom Ersten Weltkrieg unbehelligt bleibend, ergriff Mallorca während des Bürgerkriegs schon früh für den künftigen Diktator Franco Partei. Der lokale Widerstand republiktreuer Kräfte verebbte nach kurzen, doch zerstörerischen und opferreichen Kämpfen. Als bekannter Kriegsgewinnler und Finanzier Francos machte der Mallorquiner Juan March ein Vermögen. Während des Zweiten Weltkriegs diente Mallorca als geheime Anlaufstelle beschädigter deutscher Kriegsschiffe und Flugzeuge. Nach der spanienweiten Etablierung des Franco-Regimes 1939 erfolgte ein Verbot der vom Kastilischen abweichenden Regionalsprachen. So verschwand auch das unter Jaume I. auf die Insel gelangte Mallorqui aus der Öffentlichkeit. Seit den 1960er Jahren lockte die Stabilität des autoritären Systems ausländische Investitionen an, die den beginnenden Massentourismus förderten, um dann von ihm zu profitieren.
Der Tod Francos 1975 brachte Spanien die Rückkehr zur Demokratie in Form einer konstitutionellen Monarchie. Der francistischen Zentralstaat wandelte sich zum Föderalstaat, die traditionellen Regionen organisieren sich seitdem in autonom Gemeinschaften mit eigener Regierung. So auch ab 1983 die Balearen, wobei jede Insel einen eigenen administrativen Rat erhielt. Wie überall in Spanien, lebten auch auf Mallorca unter Franco verschwundene Traditionen wieder auf. Inzwischen ist Mallorquin wieder offizielle Sprache.
Als mallorquinischer Feiertag gilt die Diada de Mallorca am 12. September. Da dies kein gesetzlicher Feiertag ist, wird an dem Tag normal gearbeitet.
| Jahr      | 1842    | 1877    | 1900    | 1920    | 1940    | 1960    | 1981    | 2001    | 2011    |
| --------- | ------- | ------- | ------- | ------- | ------- | ------- | ------- | ------- | ------- |
| Einwohner | 173.987 | 232.148 | 250.481 | 278.686 | 330.569 | 362.202 | 612.524 | 676.909 | 873.414 |

### Ereignisübersicht
- um 3500 v. Chr.: Aus dieser Zeit stammen erste prähistorische Spuren.
- um 1500 v. Chr.: Die Talaiot-Kultur, die balearische Variante der Bronze- und Eisenzeit beginnt. Die Talaiot-Kultur steht in Handelsbeziehungen mit den Phöniziern und Griechen.
- 123 v. Chr.: römische Invasion; Caecilius Metellus Balearicus gründet die Städte Pollentia (heute Alcúdia) und Palma (von lateinisch palma, Siegespalme).
- 465 n. Chr.: Die Vandalen erobern die Balearen.
- 534 n. Chr.: Oströmische Truppen erobern Mallorca.
- 902: Mallorca wird von den Mauren erobert.
- 1229: Im Rahmen der Reconquista wird Mallorca von den aragonischen Truppen unter Jaume I. erobert.
- 1276: Jaume II. ruft das Königreich Mallorca aus.
- 1349: Pere IV. von Aragón vertreibt Jaume III. und in der Folge wird Mallorca aragonische Provinz. Bis zur Autonomie von 1983 wird die Insel vom Festland her regiert.
- 19. Jahrhundert: Anfang des Tourismus; berühmt ist der Aufenthalt des polnischen Komponisten Frédéric Chopin und der französischen Schriftstellerin George Sand (Ein Winter auf Mallorca) in Valldemossa.
- 1936: Im Spanischen Bürgerkrieg fällt Mallorca in die Hände der Nationalisten. Während der folgenden Terrorherrschaft des italienischen Faschisten Bonacorsi werden auf Mallorca etwa 2000 Menschen getötet, darunter auch Emigranten aus Deutschland.[15]
- 1960er-Jahre: Einsetzen des Massentourismus.
- 1978: Spanien wird parlamentarische Monarchie.
- 1983: Die Balearen werden autonome Region.
- 2009: Bei einem Bombenanschlag am 30. Juli sterben um 13:45 Uhr vor einer Polizeikaserne in Palmanova in der Gemeinde Calvià zwei Polizisten, weitere Menschen werden verletzt.[16][17] Der Anschlag wurde durch eine Haftbombe an einem Polizeifahrzeug verübt. Eine zweite Bombe konnte entdeckt und kontrolliert gesprengt werden.[18][19] Daraufhin wurden für die Terrorfahndung Flughäfen und Häfen auf der Insel vorübergehend geschlossen.[20] Fast anderthalb Wochen nach dem Anschlag bekannte sich die baskische Terrororganisation ETA zu dem Anschlag.[21]
Am 9. August explodierten vier Sprengsätze in Palma, um 12:00 Uhr in der geschlossenen Cafetería Nica in der Innenstadt, um 14:25 Uhr in der Pizzeria La Rigoletta am Strand von Can Pere Antoni, um 16:03 Uhr im Café Enco am Strand von Portitxol und um 18:10 Uhr im Einkaufszentrum unter der Plaça Major im Zentrum der Stadt. Die Anschläge waren um 11:30 Uhr des Tages telefonisch angekündigt worden. Die Sprengsätze befanden sich sämtlich auf Damentoiletten. Bei den Anschlägen wurde niemand verletzt.[22][23]

### Prähistorische Fundplätze

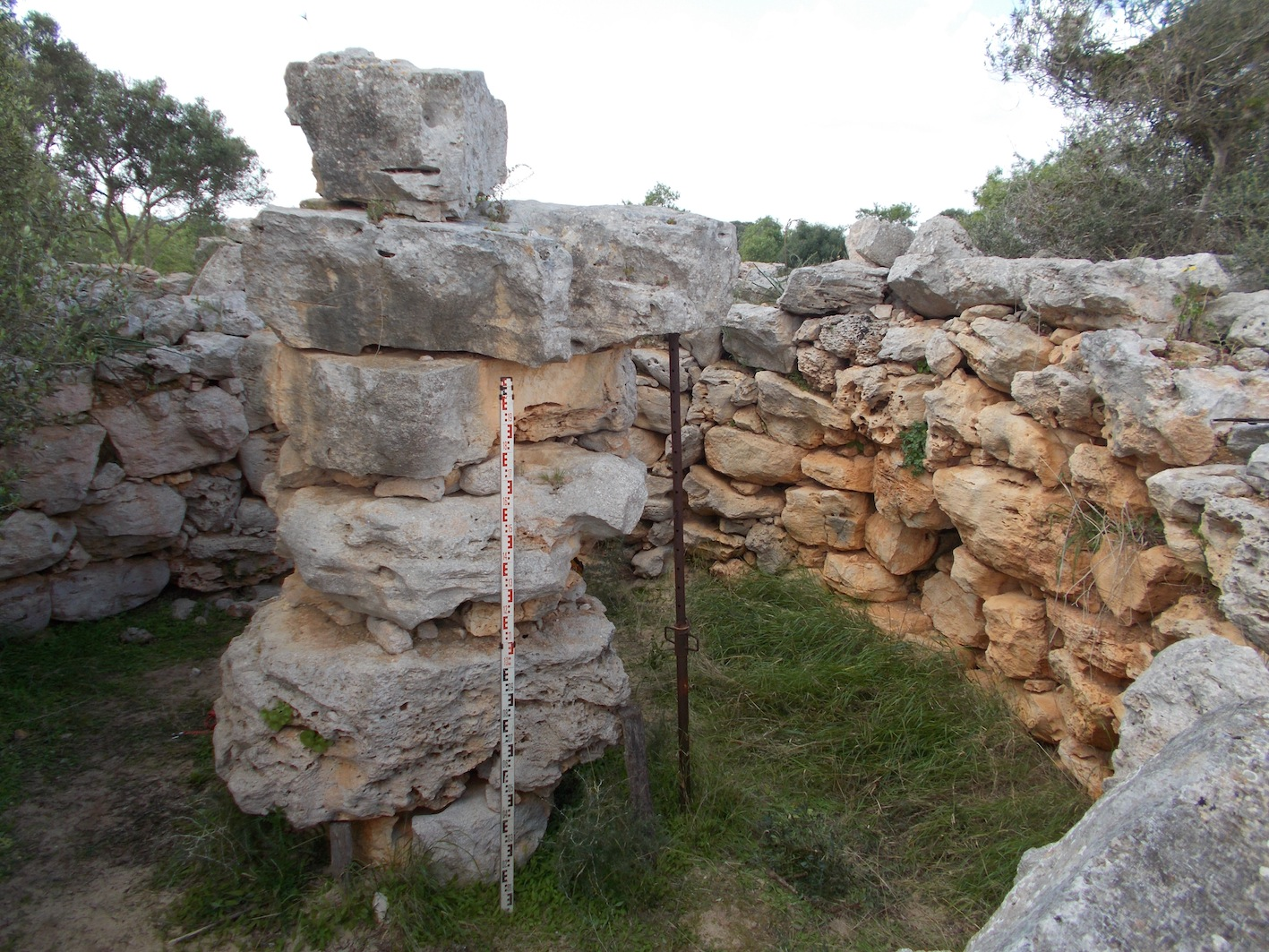
Talayo von Can Jordi

- Capocorb Vell (Gemeinde Llucmajor)
- Necròpolis de Son Real (Östlich von Can Picafort, Gemeinde Santa Margalida)
- Novetiforme Alemany (Magaluf, Gemeinde Calvià)
- Poblat Talaiòtic de S’Illot (S’Illot, Gemeinde Sant Llorenç des Cardassar)
- Poblat Talaiòtic de Son Fornés (Gemeinde Montuïri)
- Talaiot del Puig Figuer (Gemeinde Artà)
- Sa Canova de Morell (Straße nach Colònia de Sant Pere, Gemeinde Artà)
- Talaiot de sa Cova de sa Nineta (Gemeinde Santa Margalida)
- Dolmen de s’Aigua Dolça (Gemeinde Artà)
- Ses Païsses (Gemeinde Artà)
- Ses Talaies de Can Jordi (Gemeinde Santanyí)
- Poblat prehistòric de s’Heretat (Straße nach Canyamel, Gemeinde Capdepera)
- Poblat prehistòric de s’Hospitalet Vell (Straße nach Cales de Mallorca, Gemeinde Manacor)

## Verwaltung

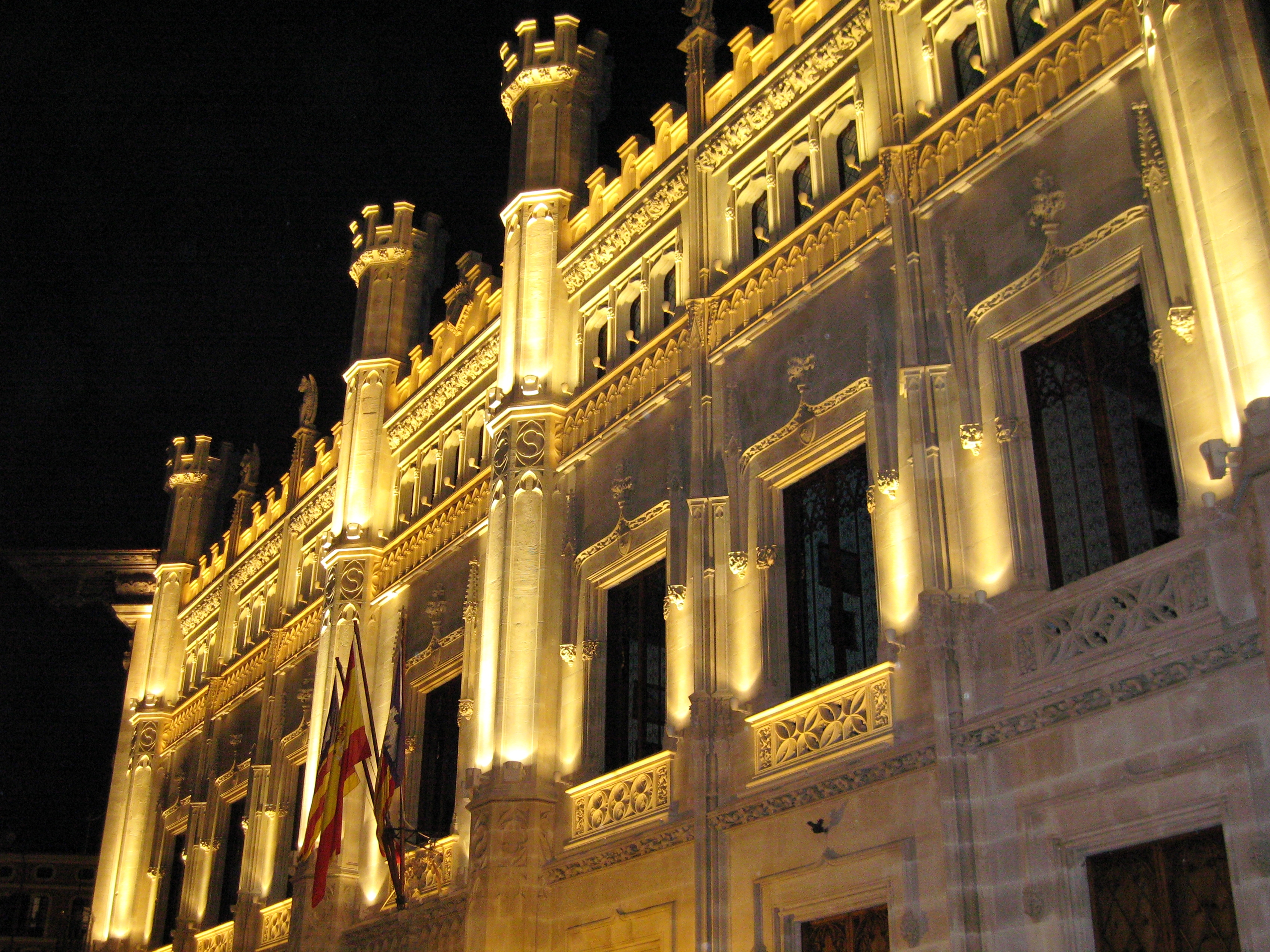
Gebäude des Consell Insular

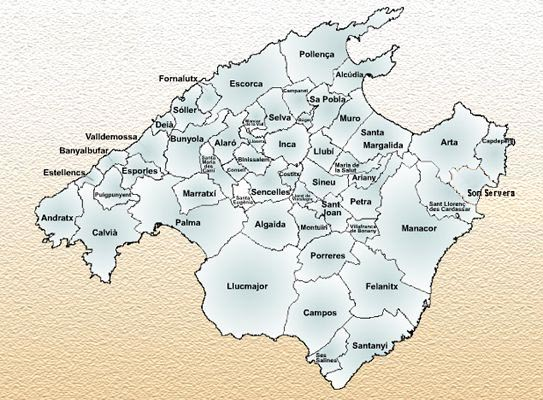
Lage der Gemeinden

Mallorca gehört zum Autonomiegebiet der Balearischen Inseln und wird von dessen Hauptstadt Palma aus vom Govern de les Illes Balears regiert. Aufgrund der Artikel 30 bis 38 des Autonomiestatuts der balearischen Inseln hat deren Regierung Kompetenzen u. a. in den Bereichen Bildung, Gesundheit, Tourismus und Soziales. Die Insel Mallorca stellt zudem neben Menorca und Ibiza einen der drei Inselräte (Consell Insular). Diese dezentralen Inselräte wiederum haben Teilkompetenzen in den Bereichen Kultur, Straßenbau, Bahn, Bau, Jugendschutz und Abfallentsorgung.
Am 22. Mai 2015 fanden neue Wahlen zum Inselrat statt, der sich aus 33 Sitzen zusammensetzt. Davon entfielen zehn Sitze auf die Partido Popular, die Sozialisten erhielten sieben Sitze, MÉS kam auf sechs Sitze, Podemos erhielt fünf Sitze, PI bekamen drei Sitze und Ciudadanos zwei Sitze.
Die sechs Landschaftszonen Mallorcas bilden, mit Ausnahme der Stadtgemeinde Palma, keine Verwaltungseinheiten. Deren Grenzen stimmen aber mit den Gemeindegrenzen überein, wobei mehrere Gemeinden eine Landschaftszone bilden. Politisch ist die Insel in 53 Gemeinden mit Verwaltungssitz (municipis) gegliedert.

### Gemeinden
Alaró • Alcúdia • Algaida • Andratx • Ariany • Artà • Banyalbufar • Binissalem • Búger • Bunyola • Calvià • Campanet • Campos • Capdepera • Consell • Costitx • Deià • Escorca • Esporles • Estellencs • Felanitx • Fornalutx • Inca • Lloret de Vistalegre • Lloseta • Llubí • Llucmajor • Manacor • Mancor de la Vall • Maria de la Salut • Marratxí • Montuïri • Muro • Palma • Petra • Pollença • Porreres • Puigpunyent • Santa Eugènia • Santa Margalida • Santa Maria del Camí • Santanyí • Sant Joan • Sant Llorenç des Cardassar • Sa Pobla • Selva • Sencelles • Ses Salines • Sineu • Sóller • Son Servera • Valldemossa • Vilafranca de Bonany

### Sonstige Orte/Ortsteile
S’Arenal • Cala Bona • Cala d’Or • Cala Figuera • Cala Llombards • Cala Millor • Cala Rajada • Cala Santanyí • Cales de Mallorca • Can Picafort • Costa de Canyamel • Colònia de Sant Jordi • Colònia de Sant Pere • Es Llombards • Magaluf • Orient • Palma Nova • Peguera • Port de Pollença • Port de Sóller • Portocolom • Porto Cristo • Portopetro • Randa • Sa Calobra • Sa Coma • Santa Ponça • Sant Elm • Sa Ràpita • Son Carrió • Son Macià • Son Serra de Marina

## Infrastruktur

### Straßenverkehr
Auf der Insel gibt es ein nicht ausgeschildertes Überholverbot. Wenn die Straße auf einer Entfernung von weniger als 200 Metern einsehbar ist, und 100 Meter vor Straßenkuppen gilt das generelle Überholverbot.
Folgende Tempolimits gibt es auf der Insel
| max. km/h | Örtlichkeit                         |
| --------- | ----------------------------------- |
| 50        | innerhalb geschlossener Ortschaften |
| 90        | Landstraße                          |
| 100       | Schnellstraße                       |
| 120       | Autobahn                            |

Einbahnstraßen werden durch ein rundes Schild mit weißen Balken auf rotem Grund gekennzeichnet. Das Abschleppen von liegengebliebenen Fahrzeugen ist für Privatpersonen grundsätzlich verboten.
Auch beim Parken gibt es Besonderheiten wie die Regelung, außerhalb von Parkhäusern nur an blaugefärbten Bordsteinen zu parken (mit erforderlicher Parkerlaubnis).

### Wasserverkehr

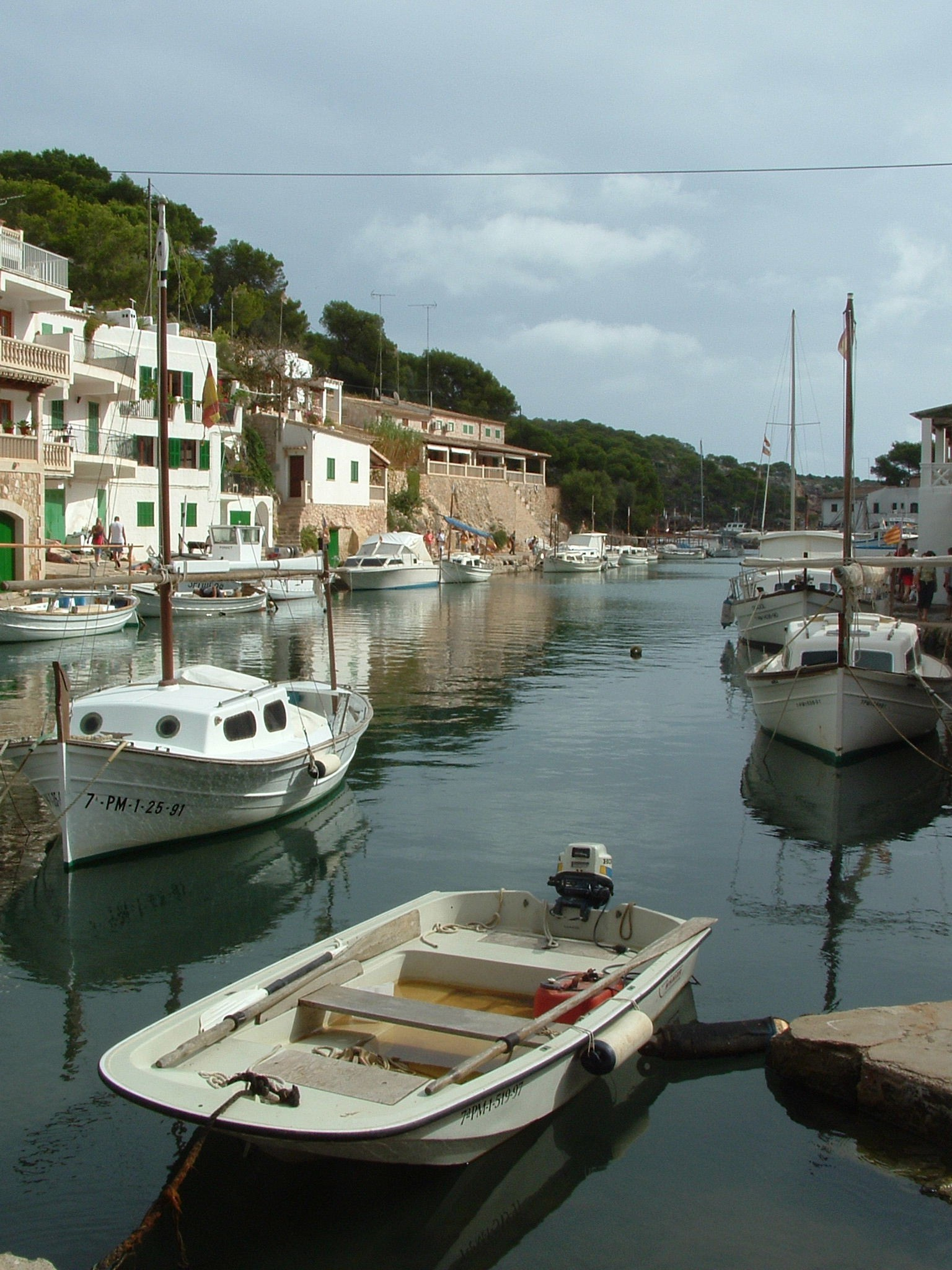
Cala Figuera (Migjorn)

Der wichtigste Hafen der Insel ist der Port de Palma in der Inselhauptstadt, über den auch der Güterverkehr läuft. Von hier bestehen regelmäßige Fährverbindungen zum spanischen Festland, zu den übrigen Inseln des Archipels und zumindest saisoniert auch nach Frankreich. Ein weiterer Hafen, der auch von Fährschiffen im Liniendienst angelaufen wird, liegt in Alcúdia.
Mallorca verfügt über insgesamt 43 Hafenanlagen mit 14.280 Liegeplätzen.
- Cala d’Or (Yachthafen)
- Cala Figuera (Fischereihafen, Yachthafen)
- Cala Major (Sporthafen)
- Can Picafort (Yachthafen)
- Cala Rajada (Fischereihafen, Yachthafen)
- Colònia de Sant Jordi (Yachthafen, Fischereihafen)
- Colònia de Sant Pere (Fischereihafen)
- Palma (Seehafen, Yachthafen, Fischereihafen)
- Portals Nous / Puerto Portals (Yachthafen)
- Port d’Alcúdia (Yachthafen, Fischereihafen)
- Port d’Andratx (Yachthafen, Fischereihafen)
- Port de Pollença (Yachthafen, Fischereihafen)
- Port de Sóller (Yachthafen, Fischereihafen)
- Portocolom (Fischereihafen)
- Porto Cristo (Fischereihafen)
- Portopetro (Yachthafen, Fischereihafen)
- S’Arenal (Yachthafen)

### Luftverkehr
Mallorca ist seit 1916 über die Luft erreichbar.
Aeropuerto de Son Sant Joan

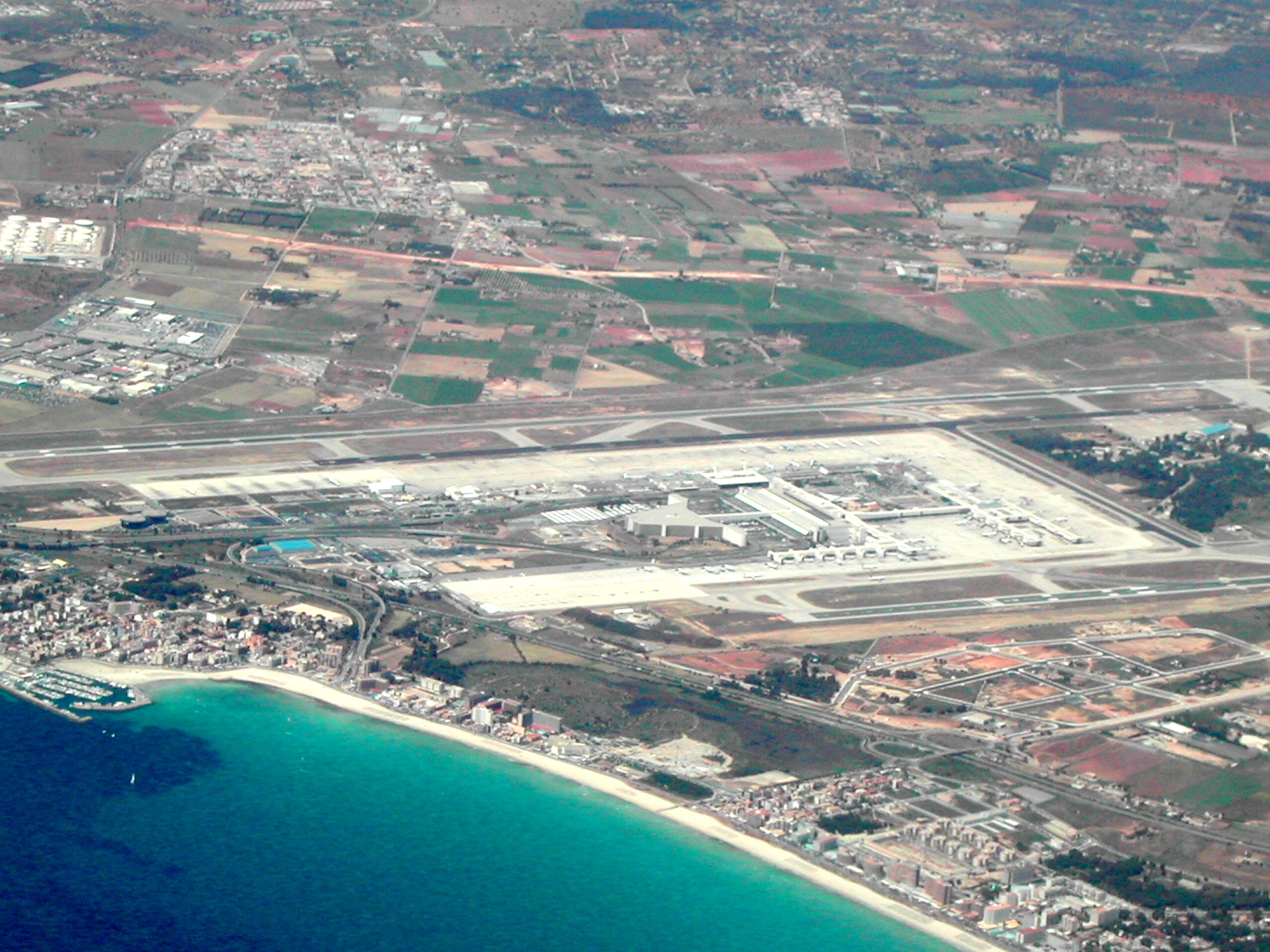
Aeropuerto de Son Sant Joan (spanisch)

Der Flughafen Palma de Mallorca auf der Insel Mallorca ist einer von drei internationalen Verkehrsflughäfen auf den Balearen (neben Ibiza und Menorca). Er liegt acht Kilometer östlich der Inselhauptstadt Palma de Mallorca und ist nach Madrid-Barajas und Barcelona-El Prat der drittgrößte Flughafen in Spanien.
Der Flughafen verfügt über zwei etwa drei Kilometer lange und 45 m breite Start- und Landebahnen. Die maximale Kapazität beträgt zurzeit 32 Millionen Fluggäste pro Jahr. Es können bis zu 18.000 Fluggäste pro Stunde beziehungsweise 400.000 pro Tag abgefertigt werden.
Es stehen 88 Parkpositionen mit 70.000 m² für Passagierflugzeuge zur Verfügung. Davon sind 34 über Fluggastbrücken direkt mit dem Terminal verbunden. Das Frachtzentrum hat eine Fläche von 6.000 m². 4.800 Parkplätze für Kraftfahrzeuge sind vorhanden.
Im Mai 2010 wurde ein neuer Abflugbereich im Terminal C eröffnet, womit die Kapazität des Airports von 25 Millionen auf 32 Millionen Passagiere gestiegen ist. In Planung ist die Erweiterung der Kapazität auf 38 Millionen Fluggäste bis 2015.
Aeródromo de Son Bonet
Der Aeródromo de Son Bonet ist ein Flugplatz auf dem Gemeindegebiet von Marratxí im Ortsteil Es Pont d’Inca auf der Baleareninsel Mallorca. Er befindet sich vier Kilometer vom Zentrum der Hauptstadt Palma entfernt an der Straße von Palma nach Inca. Heute wird der Flugplatz Son Bonet mit verschiedenen Hangars von der Zivilluftfahrt genutzt. Unter anderem befindet sich dort der erste Aero Club de Mallorca (ACM) mit Flugschule, Hubschrauberstaffel und Löschflugzeugen zur Waldbrandbekämpfung sowie ein Unternehmen zur Hubschrauberpilotenausbildung.

### Energieversorgung
Auf der Insel sind mehrere Kraftwerke zur Stromerzeugung im Betrieb, siehe Liste der Kraftwerke auf den Balearischen Inseln#Mallorca. Den größten Anteil an der Stromversorgung auf der Insel liefern mit fossilen Brennstoffen betriebene Wärmekraftwerke, die sich jeweils aus einer Anzahl von Dampf- und Gasturbinen zusammensetzen. Diese sind über das 220 kV-Höchstspannungsnetz miteinander verbunden. Als Brennstoff wurde bis zur Eröffnung der Erdgaspipeline Península–Illes Balears im Jahr 2010 hauptsächlich Kohle und Heizöl eingesetzt. Seit 2020 wurde die Verbrennung von Kohle durch die weitgehende Stilllegung des Kraftwerks Es Murterar deutlich reduziert.
Die wegfallende Stromproduktion wird durch die beiden Gas-und-Dampf-Kombikraftwerke Son Reus und Cas Tresorer sowie über Stromimporte vom spanischen Festland kompensiert. Dazu ist seit 2011 das Stromnetz Mallorcas über die HGÜ Romulo (Hochspannungs-Gleichstrom-Übertragung) mit dem Festland verbunden. Die Anbindung an das Stromnetz der Insel erfolgt über die HGÜ-Umrichter-Station Santa Ponça. Nur etwa 12 % des Stroms stammten 2023 aus erneuerbaren Quellen.

## Wirtschaft

### Wirtschaftsstruktur
Die Mallorquiner erwirtschaften eines der höchsten Pro-Kopf-Einkommen Spaniens. Haupteinkommensquelle ist mit 75 Prozent der Dienstleistungsbereich Tourismus gefolgt von der Bauindustrie mit rund 10 Prozent. Fast drei Viertel der Insel sind landwirtschaftliche Nutzflächen. Die Landwirtschaft stellt 11 Prozent der Arbeitsplätze der Insel, trägt aber nur 2,5 Prozent zum Bruttonationaleinkommen bei.

Beispiel des Tourismus in der Sommersaison (2008): Panorama der Bucht Cala Mandia nahe Porto Cristo im Osten der Insel

Daneben sind Bergbau (vor allem Marmorabbau), Leichtindustrie (Leder, Keramik, Imitationsperlen, Glas) sowie Fischerei bedeutende Wirtschaftszweige.

### Tourismus

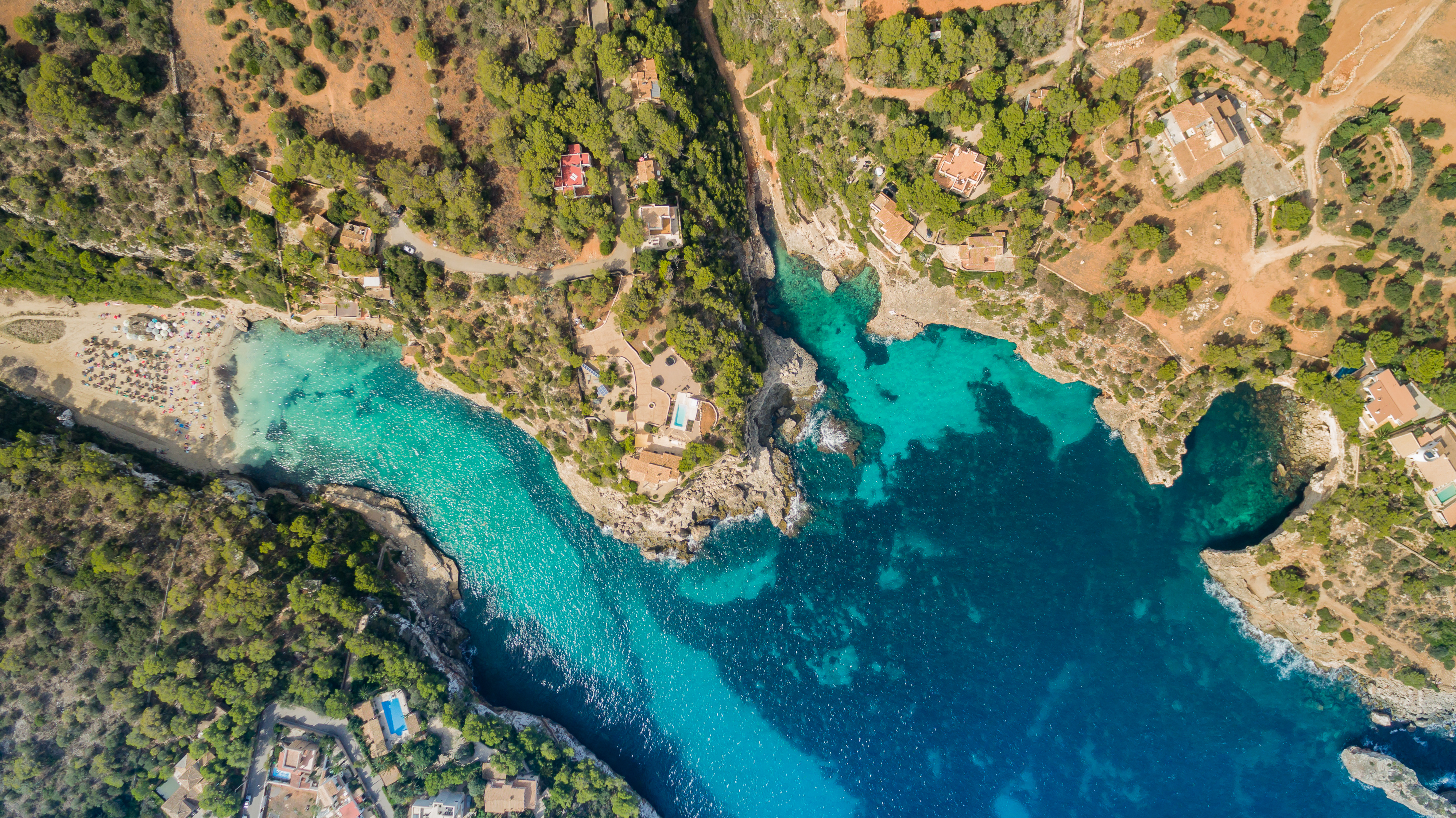
Die Strände im Südosten Mallorcas sind ein „Touristenmagnet“

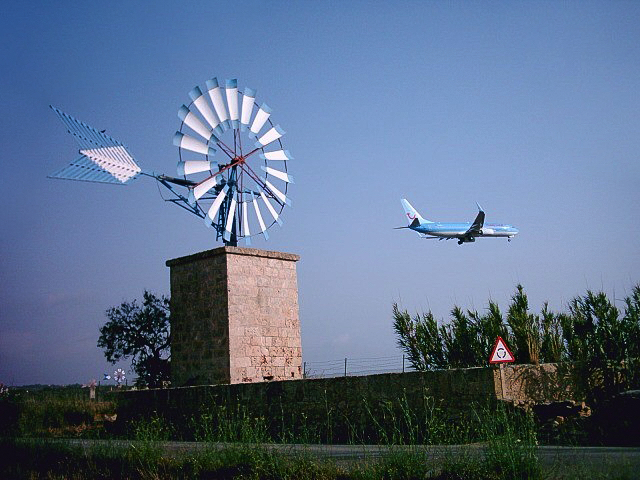
Vergangenheit und Gegenwart

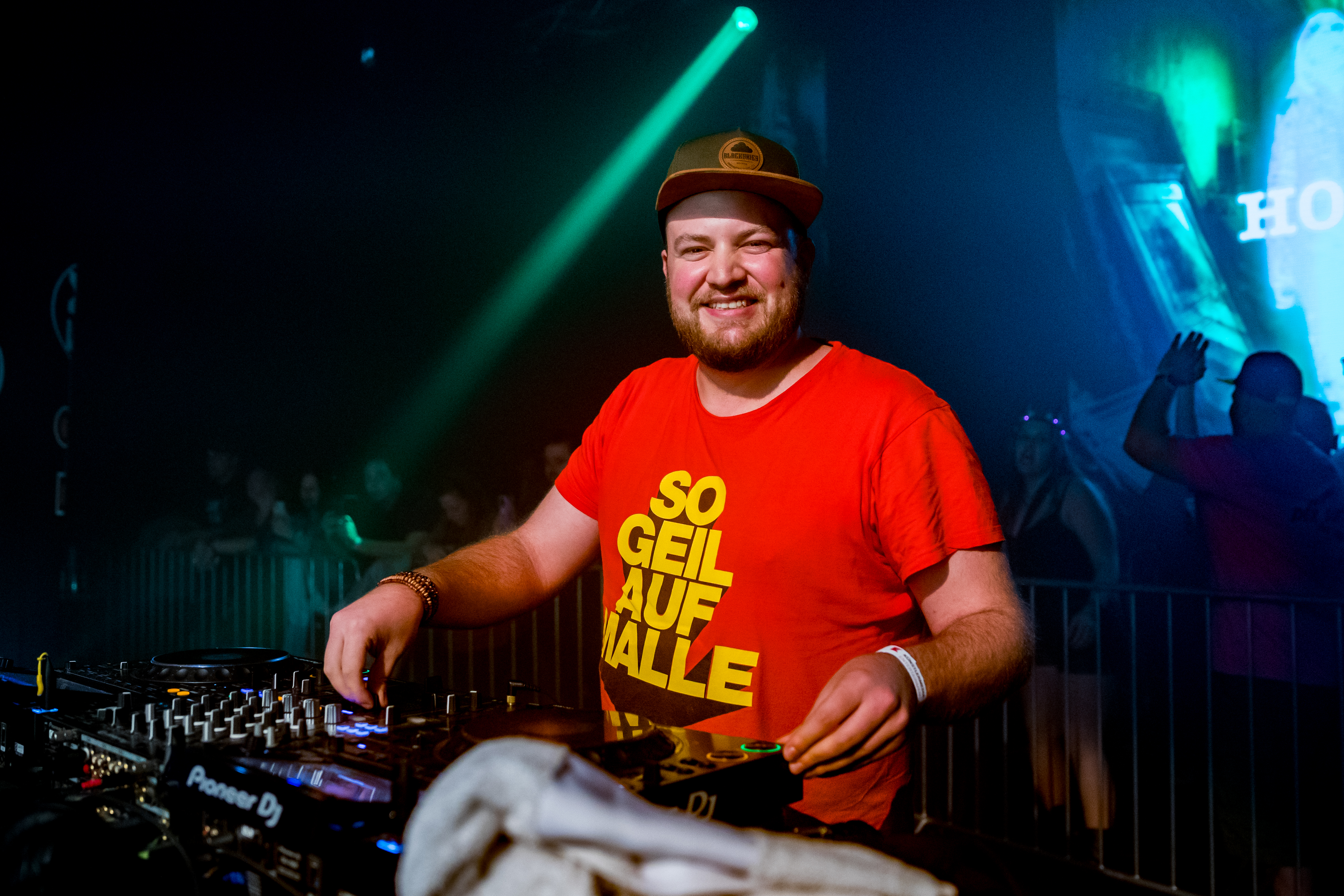
Partyschlager-T-Shirt zum gleichnamigen Honk!-Stück So geil auf Malle (2022)

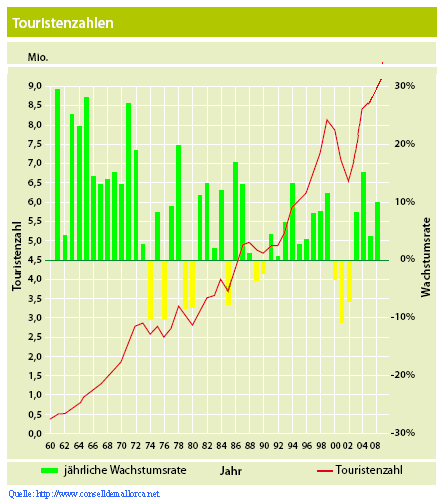
Entwicklung des Tourismus

Der Tourismus ist das Rückgrat der mallorquinischen wie auch der übrigen balearischen Wirtschaft. 1960 kamen rund 360.000 Besucher, 1970 waren es bereits mehr als 2 Millionen. Im Jahr 2007 kamen rund 9,91 Millionen Touristen nach Mallorca, damit liegt die Insel deutlich vor der zweitwichtigsten Touristenregion Spaniens, Katalonien. Die Besucher kamen 2007 zu 35,8 % (3,548 Millionen) aus Deutschland, zu 23,2 % (2,3 Millionen) aus Großbritannien und zu 21,6 % (2,14 Millionen) aus Spanien. 2,3 % (230.700) kamen aus der Schweiz und 1,5 % (146.564) aus Österreich.
Der Flughafen Son Sant Joan fertigte 2007 rund 23 Millionen Fluggäste ab, wovon 9,9 Millionen auf die touristischen Besucher der Insel entfallen. Damit reisten gut 98 % der Mallorca-Touristen mit dem Flugzeug an, nur 203.000 kamen per Schiff auf die Insel. Insgesamt stehen den Gästen Stand 2007 287.438 gemeldete Hotelbetten in 1.603 Hotelanlagen zur Verfügung. Die Dunkelziffer der nicht gemeldeten Betten wird nach Schätzungen mit rund 80.000 angenommen. 1989 waren es noch 1.711 Anlagen mit 241.730 Betten gewesen. In den Jahren nach 2007 waren diese Zahlen rückläufig.
Die 2002 begonnene Belegung des Tourismus mit einer Sonderabgabe („Ökotaxe“, ecotasa) wurde 2003 wieder eingestellt.
Aufgrund der großen Anzahl an deutschen Touristen wird Mallorca von Deutschen scherzhaft auch das 17. Bundesland genannt; andere deutsche Namen für die Insel sind „Malle“, „Mallotze“ oder früher auch aufgrund der damaligen Erschwinglichkeit Putzfraueninsel. Die Unionsmarke „Malle“, die sich ein deutscher Unternehmer 2002 gesichert hatte, wurde nach einem Nichtigkeitsantrag beim Amt der Europäischen Union für geistiges Eigentum (EUIPO) 2019 gelöscht. Geradezu zum Symbol für den deutschen Massentourismus, der jedoch weite Teile der Insel nicht berührt, ist der Ort S’Arenal geworden. Der Begriff Ballermann steht oft als Synonym und Klischee für den ausgiebigen Party-Tourismus auf Mallorca und speziell S’Arenal. Für den englischen Tourismus hat Magaluf eine ähnliche Bedeutung. Die Boulevardpresse berichtete über sogenannte „Handtuchkriege“ um die Belegung von Liegestühlen zwischen deutschen und englischen Touristen. Es gibt aber auch eine nicht geringe Zahl von Individualtouristen, die etwa in der Serra de Tramuntana wandern oder Rad fahren und etwa 35.000 ausländische Residenten, die sich auf Mallorca niedergelassen haben und sich zum Teil auch in die dortige Gesellschaft integrieren.
Die Entwicklung des Tourismus auf Mallorca ist derzeit einem Wandel unterworfen. Die massive Expansion des Fremdenverkehrs hat auf Mallorca zu massiven Umweltproblemen und einem sinkenden Qualitätsstandard vieler Ferienresorts geführt: Die Wasserversorgung auf Mallorca ist an ihre Grenzen gestoßen. Die natürliche Wasserarmut der Insel wurde durch den Massentourismus noch verschärft und bedroht seither die heimische Flora und Fauna. Nur über den Betrieb von kostspieligen Wasseraufbereitungsanlagen und dem Import von Wasserreserven kann der hohe Bedarf der Hotel- und Golfanlagen gedeckt werden. Gleichzeitig gelangen aufgrund von saisonalen Überlastungen der Kläranlagen Abwässer ungefiltert in die Badebuchten und bringen das sensible Ökosystem der Unterwasserwelt aus dem Gleichgewicht. Schwächen in der Abfallentsorgung und nicht mehr genutzte Hotels stellen ein weiteres Problem der Tourismushochburgen dar, deren Bebauungsstruktur zudem die Zersiedlung vorantreibt und so die ursprüngliche Landschaft zerstört. Laut Greenpeace sind mittlerweile 23 % der Küstenfläche der Insel versiegelt, wobei Calvià bei den Gemeinden mit verbauten Küsten besonders hervorgehoben wird.
Um dieser Entwicklung Einhalt zu gebieten, sollen zum Beispiel im Bereich der Playa de Palma, die als ein wichtiges Zentrum des Massentourismus gilt, drei Milliarden Euro investiert werden: Abbau oder Modernisierung veralteter Hotelanlagen und die Verbesserung und Schaffung von Park- und Grünanlagen sollen den Stadtteil als ersten in Europa klimaneutral machen und langfristig als Urlaubsregion für Touristen mit gehobenen Ansprüchen attraktiver machen. Um die negativen Auswirkungen des Massentourismus auf die Natur und Umwelt zu verhindern und die touristische Infrastruktur zu verbessern, wurde im Sommer 2016 eine Tourismussteuer für alle Mallorca-Touristen eingeführt.

### Übertourismus
Die Reiseplattform Evaneos hat in Zusammenarbeit mit der Unternehmensberatung Roland Berger einen Übertourismus-Index entwickelt, um das Ausmaß der touristischen Überlastung in weltweit beliebten Reisezielen auf objektiver Grundlage zu bewerten. Mallorca belegte 2025 den ersten Platz in dieser Liste. Ziel des Index ist es, die bislang häufig subjektiv geführte Debatte über Übertourismus (Overtourism) durch eine datengestützte Analyse zu ersetzen. Die Bewertung erfolgt anhand von vier zentralen Kriterien: der Anzahl internationaler Touristen pro Einwohner, der Besucherdichte pro Quadratkilometer, der saisonalen Konzentration der Besucherströme sowie dem Nachhaltigkeits-Reifegrad der jeweiligen Destination. 2025 wird für Mallorca ein Besucherrekord mit erstmals über 20 Millionen Touristen erwartet, was zu wachsenden Protesten der Einheimischen führt. Maßnahmen wie höhere Touristensteuern und die Förderung nachhaltiger Tourismuspraktiken sollen die Belastung reduzieren.

### Industrie
- Asociación de Industriales de Mallorca, weitere Industriezweige auf Mallorca

## Kultur
Lange vor den Stränden haben sich die Besucher der Insel für die zahlreichen Denkmäler, bedeutenden Gebäude, Museen, Kunstgalerien und die Literatur Mallorcas interessiert. Aber nicht nur die Monumente und Sehenswürdigkeiten von Palma – die Kathedrale, das Schloss von Bellver, der Palacio Real, die Lonja, das Gran Hotel, das Museo de Mallorca, Patrizierhäuser wie Can Vivot, Can Oleza, Casal Solleric und etwa zwanzig Galerien für moderne Kunst-, sondern auch die Klöster, die Verteidigungstürme, Kirchen, Rathäuser und Museen der 52 anderen Städte Mallorcas bilden den architektonischen und künstlerischen Reichtum Mallorcas.
Die jährlich sich wiederholende Spielzeit der Oper, die Abonnementskonzerte des Sinfonieorchesters Ciutat de Palma oder das Programm Un invierno en Mallorca bereichern das kulturelle Leben in den Wintermonaten, und im Sommer sind es die Festivals für klassische Musik im Freien oder die Konzerte für moderne Musik, Jazz sowie Ballett- und Theateraufführungen.
Die öffentlichen Stiftungen tragen ihren Teil bei, Kunst zu verbreiten und sich an ihr zu erfreuen. Die Stiftungen Pilar und Joan Miró, la Caixa, Sa Nostra und March erweitern das Angebot an Ausstellungen, die regelmäßig in den staatlichen Ausstellungszentren Sa Llotja, Casal Solleric, Ses Voltes, Bellas Artes oder Casa de Cultura besichtigt werden können.
Die literarischen und pädagogischen Zyklen, die von oder Universität der Balearen zusammen mit privaten Institutionen durchgeführt werden, finden in den komfortablen und technisch gut ausgerüsteten Veranstaltungssälen in und außerhalb der Hauptstadt statt.

### Museen

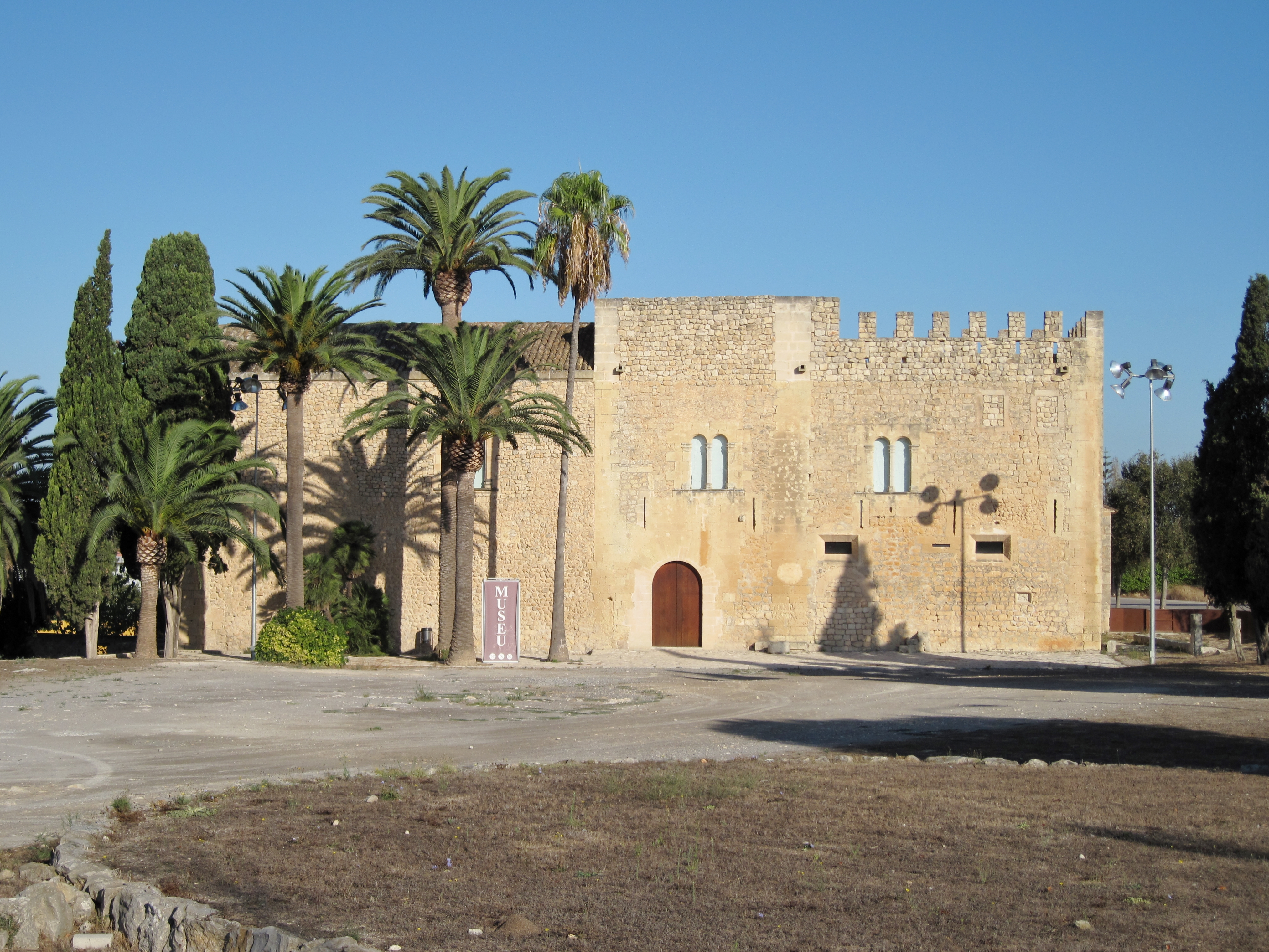
Historisches Museum von Manacor

- Regionalmuseum von Artà
- Es Baluard
- Els Calderers
- Museu Ca’n Prunera
- Historisches Museum von Manacor
- Museu Etnològic Muro
- Fortalesa de Sant Carles
- Son Marroig
- Kartause von Valldemossa

### Klöster und Einsiedeleien
- Cartoixa de Valldemossa
- Ermita de Betlem (Artà)

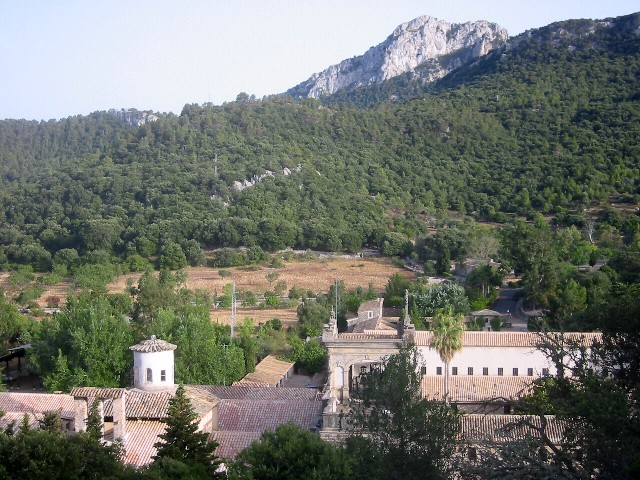
Santuari de Lluc

- Ermita de Bonany (Petra, in 317 m Höhe)
- Ermita de la Trinitat (Valldemossa, in 540 m Höhe)
- Ermita de la Victòria (bei Alcúdia, in 400 m Höhe)
- Ermita de Santa Magdalena (Inca, in 304 m Höhe)
- Ermita de Sant Miquel (Montuïri, in 246 m Höhe)
- La Trapa (bei Sant Elm)
- Santuari de Cura (Puig de Randa, Algaida, in 540 m Höhe)
- Santuari de Lluc (Escorca/Lluc in 550 m Höhe)
- Santuari de Montision (Porreres, in 263 m Höhe)
- Santuari de Sant Salvador (Felanitx, in 510 m Höhe)
- Santuari des Puig de Maria (Pollença, in 333 m Höhe)
- Santuari de la Consolació (Santanyí, in 199 m Höhe)

### Sehenswürdigkeiten

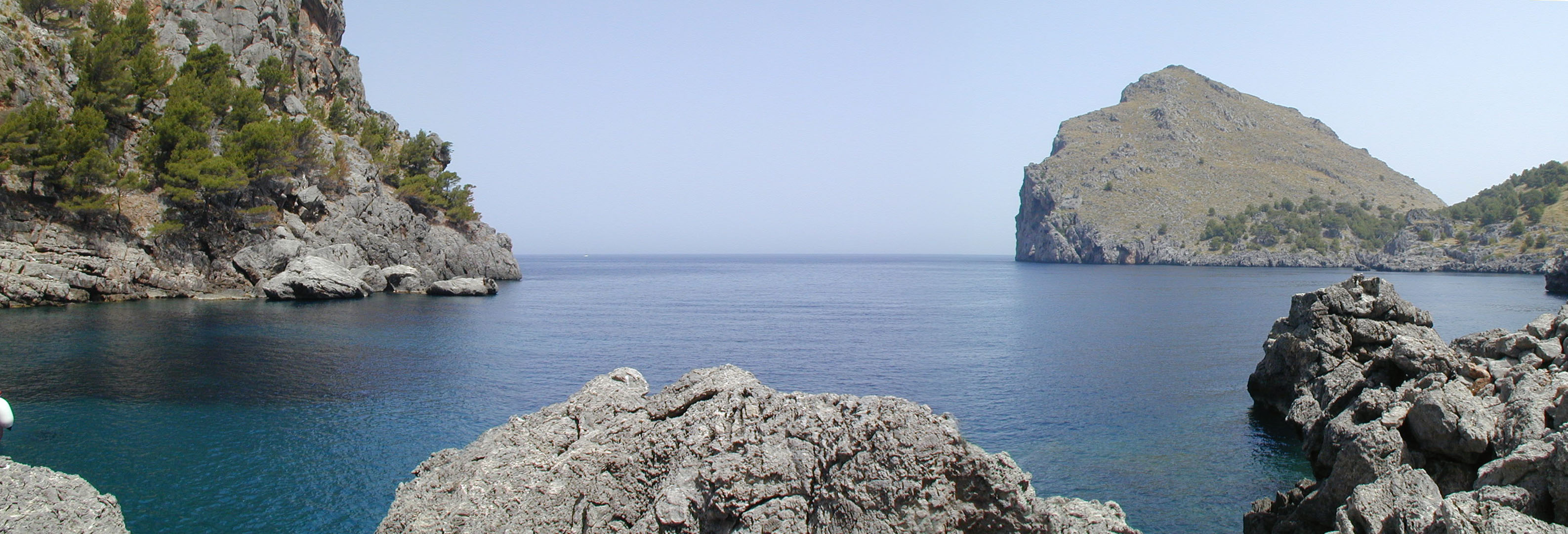
Bucht von Sa Calobra

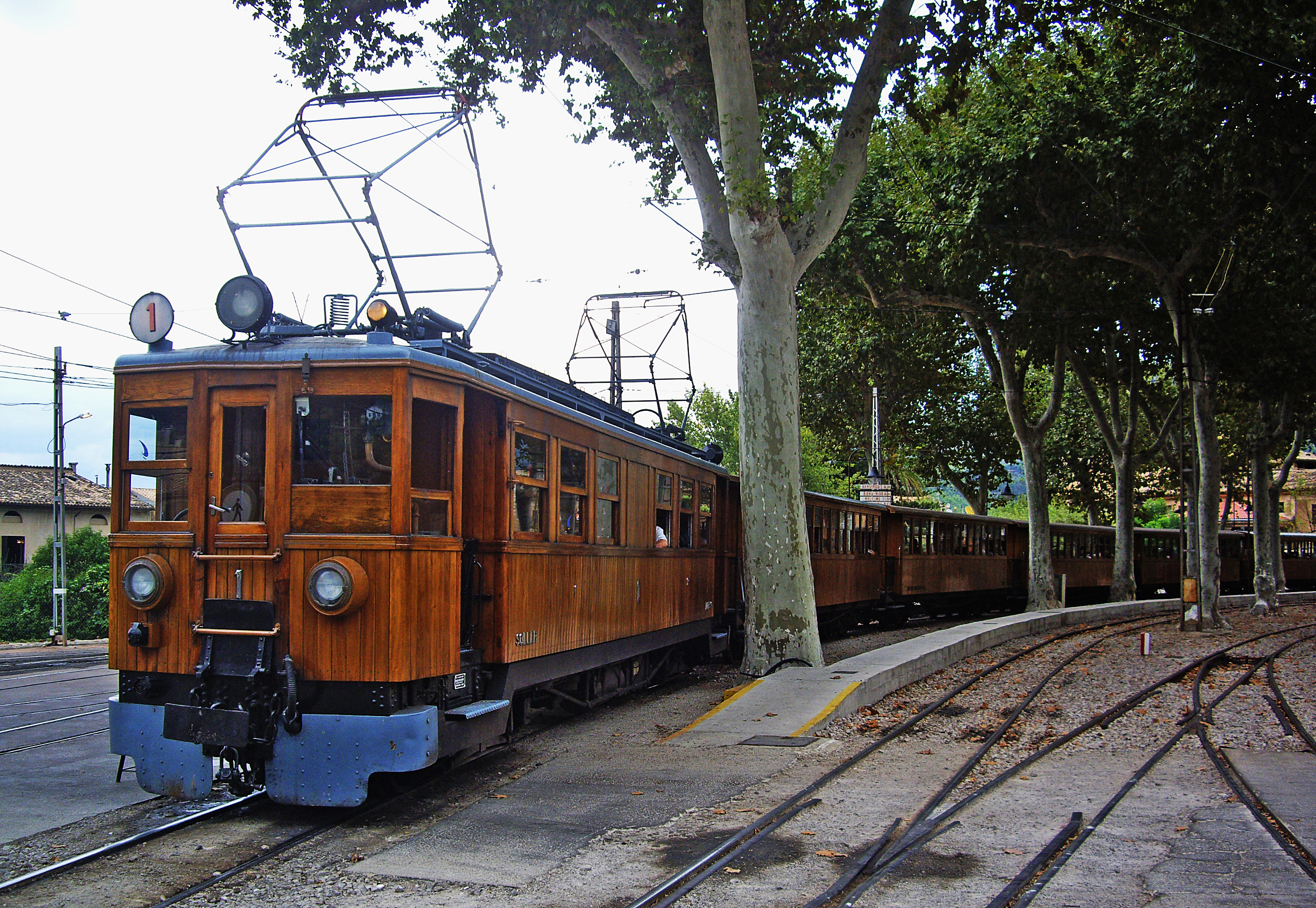
Ferrocarril de Sóller in Sóller

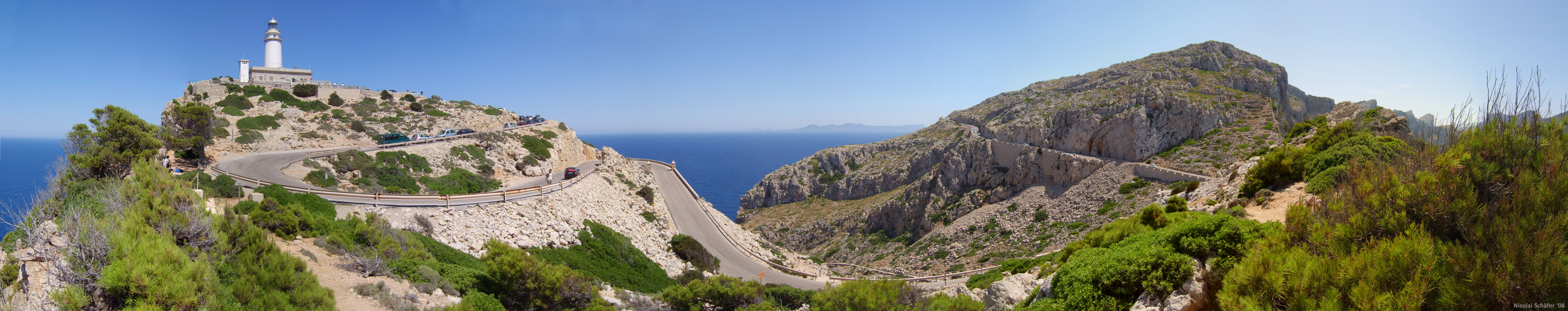
Das Cap Formentor (Panorama)

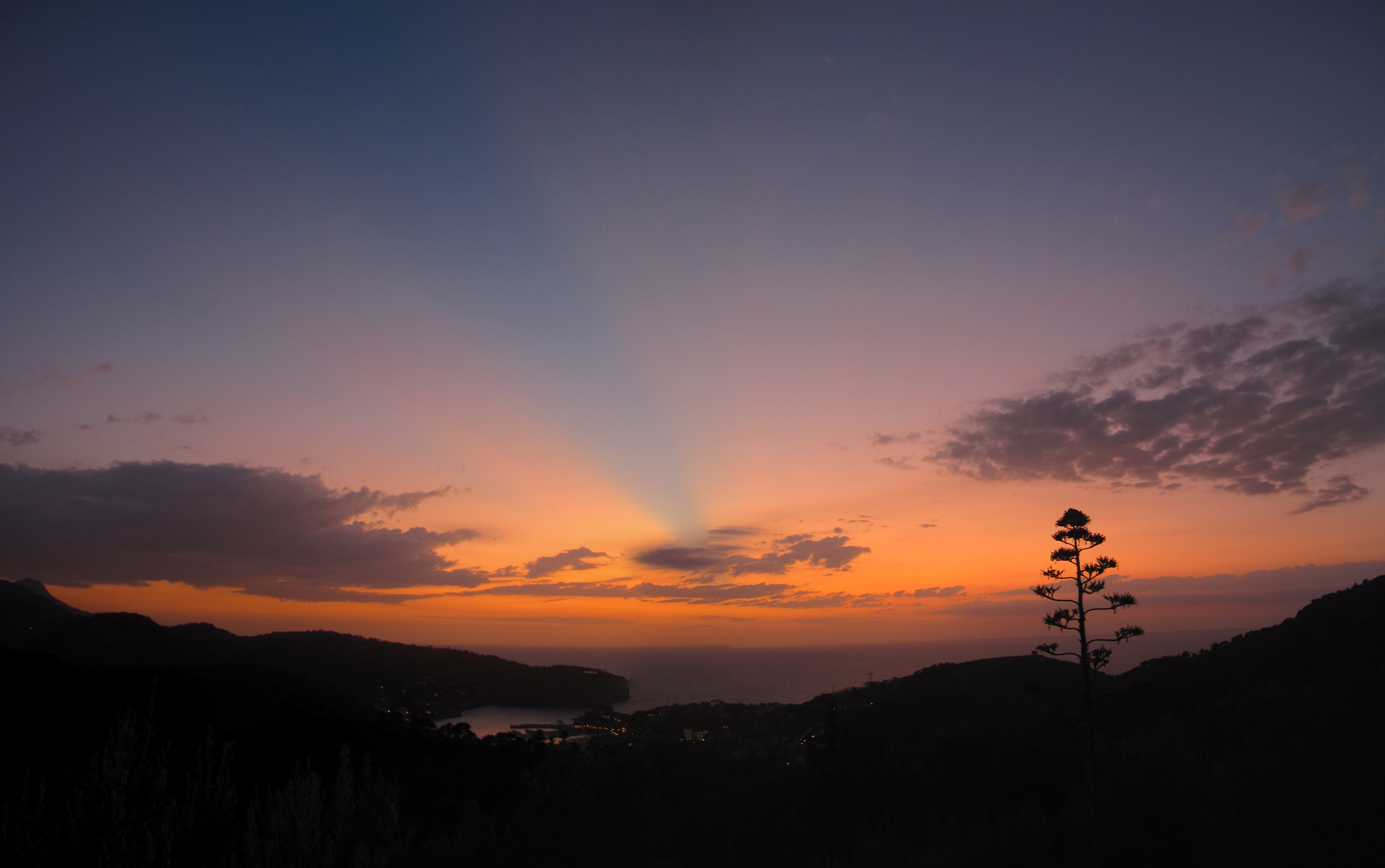
Dämmerung bei Port de Sóller

Die Infrastruktur für den Tourismus in fast allen touristischen Zentren der Insel ist stark ausgebaut worden. Reisebüros organisieren Tagesausflüge, bei denen man unter anderem die Höhlen von Porto Cristo und Artà, die römischen Ruinen von Pollentia in Alcúdia, den Strand von Formentor, die Kartause von Valldemossa, den Hafen von Cala Figuera und die Inseln Dragonera und Cabrera besuchen kann.
Andere Möglichkeiten bieten Aquaparks, Auto-Safaris, Delphinarium, Anlagen mit exotischen Vögeln, historische Gärten, oder der Naturpark s’Albufera bei Alcúdia. Das Nachtleben zeigt sich in den touristischen Zentren von Palma und anderen Orten auf Mallorca an ganzen Straßen, wo sich Bars, Pubs und Diskotheken aneinanderreihen. Ein Spielcasino besteht 20 Kilometer von Palma entfernt.
- Botanicactus – Botanischer (Kakteen-)Garten in der Nähe von Ses Salines
- Cabrera – Nationalpark auf der südlich vorgelagerten Insel
- Cap Formentor – Nördlichster Punkt Mallorcas
- Castell de Bellver – Festungsanlage in Palma
- Castell d’Alaró – Burgruine in 825 Meter Höhe auf dem Puig d’Alaró bei Alaró
- Castell del Rei – In 476 Meter Höhe bei Pollença
- Castell de Capdepera – Innerhalb des Ortes Capdepera
- Castell de Santueri – In 408 Meter Höhe bei Felanitx
- Castell de sa Punta de n’Amer – Wehrturm zwischen Cala Millor und Sa Coma
- Coves d’Artà – Höhlensystem in der Nähe von Artà bei Canyamel
- Coves de Campanet – Höhle im Nordwesten zwischen Inca und Alcúdia
- Coves del Drac – Tropfsteinhöhle mit großem unterirdischem See bei Porto Cristo
- Coves dels Hams – Tropfsteinhöhle bei Porto Cristo
- Coves de Gènova – Höhle nahe Palma
- Es Baluard – Museum für Moderne und Zeitgenössische Kunst Palma
- Ferrocarril de Sóller – Eine historische Eisenbahn von Palma nach Sóller
- Jardí botánic de Sóller – Botanischer Garten Sóller
- La Granja – Weingut und Museum für mallorquinisches Leben
- La Seu – Kathedrale von Palma
- Mirador d'en Josep Sastre – Aussichtspunkt mit Blick auf Sa Dragonera
- Planetarium Mallorca in Costitx
- Raixa – Landgut und Besucherzentrum des UNESCO-Welterbes Serra de Tramuntana
- Santuari de Lluc – Religiöses Zentrum bei Escorca im Nordwesten
- Ses Païsses – Talaiot-Siedlung bei Artà
- Son Marroig – Herrensitz aus dem 16. Jahrhundert zwischen Deià und Valldemossa
- Torrent de Pareis – Sturzbach durch einen Canyon an der Nordwestküste bei Sa Calobra, nördlich Sóller

### Medien

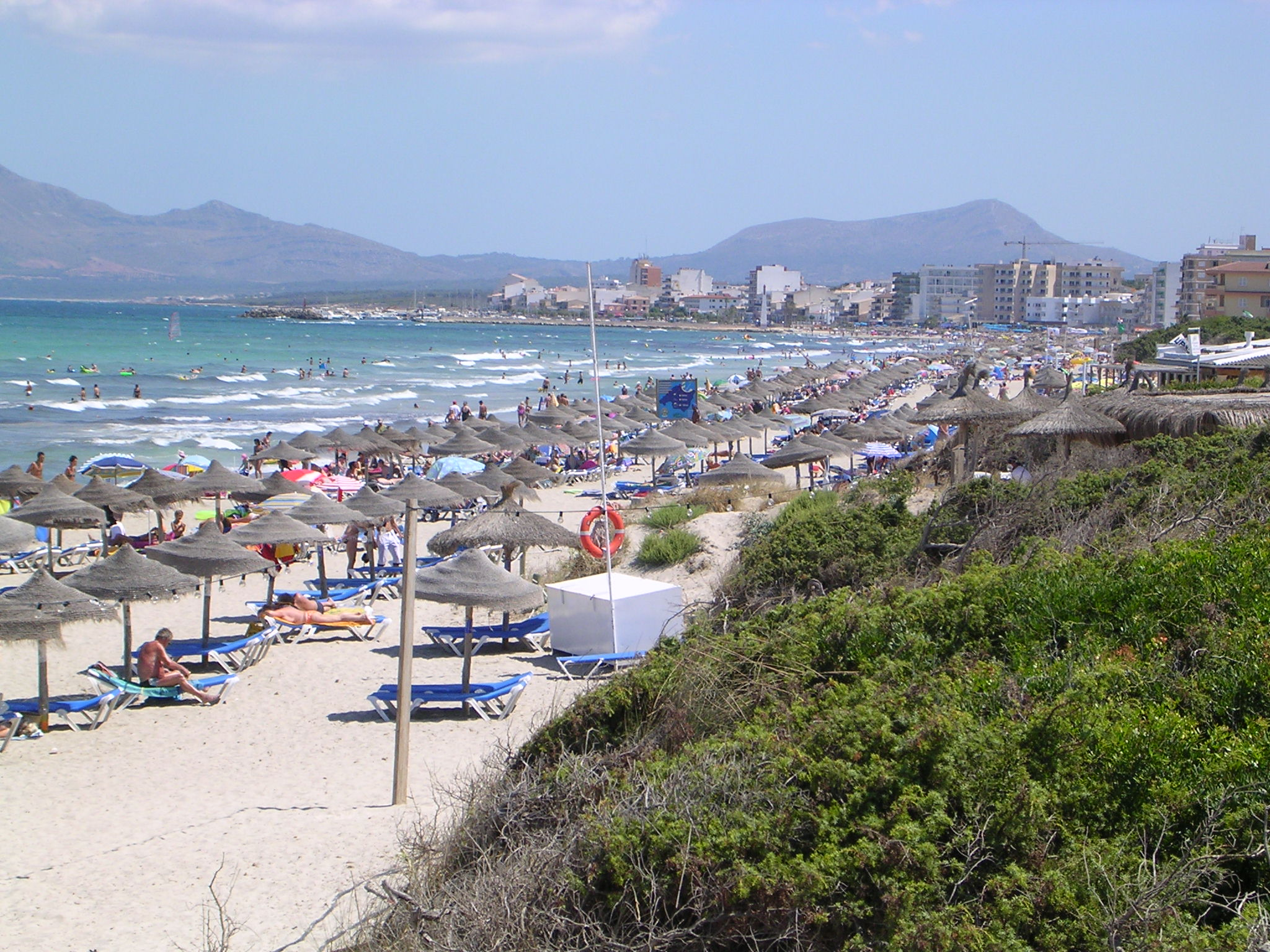
Massentourismus (Can Picafort)

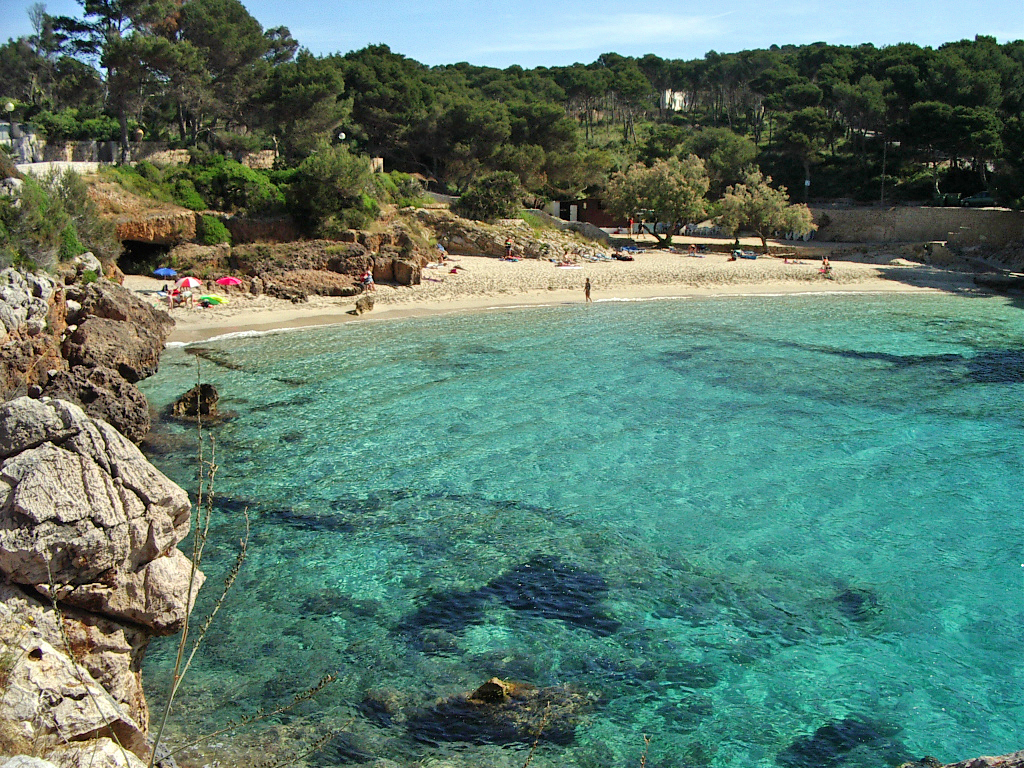
Kleine Bucht (Cala Gat)

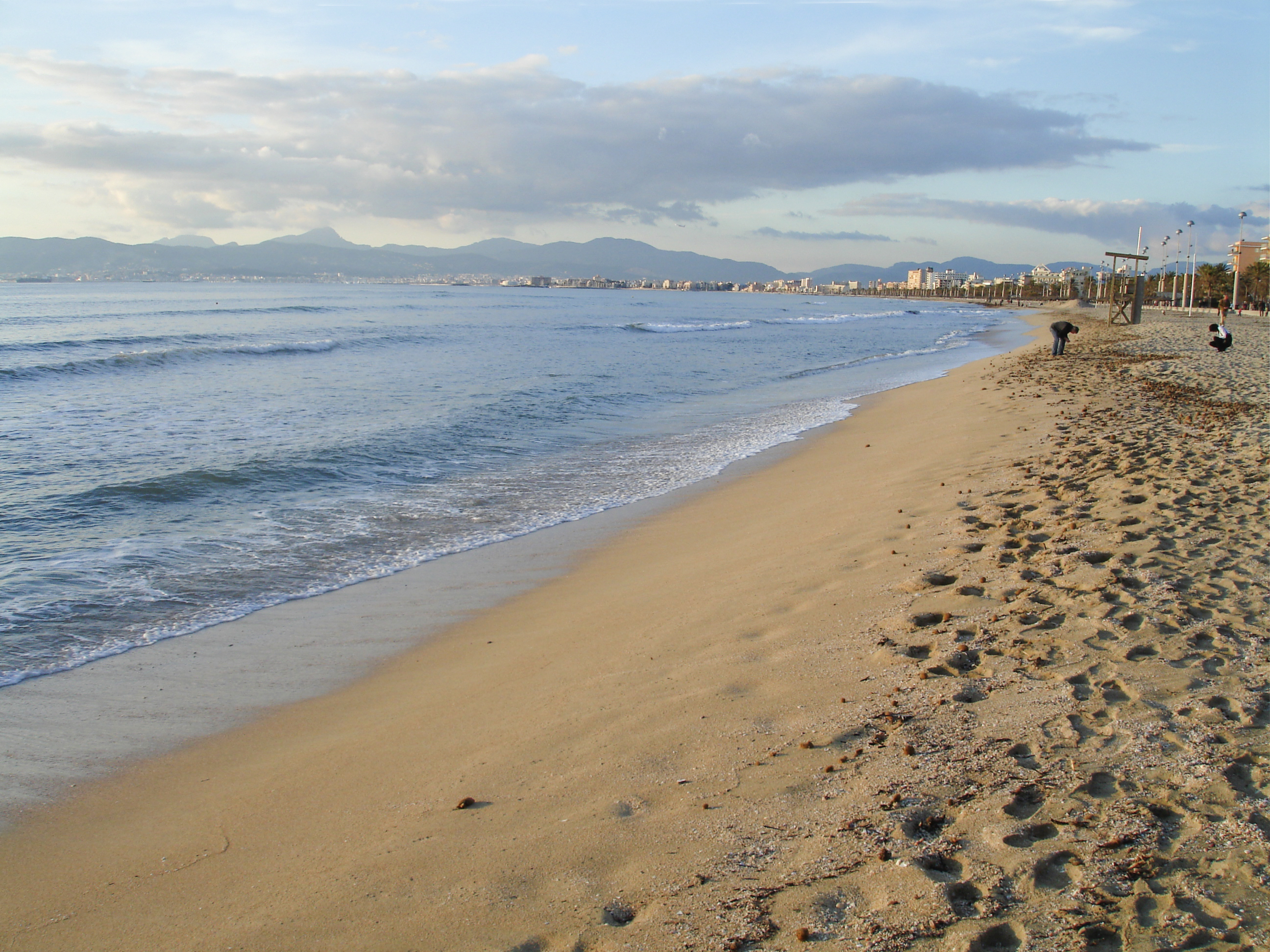
Platja de Palma im Winter

#### Zeitungen
- Última Hora (spanisch/kastilisch) – gegründet 1893, Verlagsgruppe Grup Serra / Grupo Serra
- Diario de Mallorca (spanisch/kastilisch) – Verlagsgruppe Editorial Prensa Ibérica
- Diari de Balears (katalanisch) – gegründet 1923, Verlagsgruppe Grup Serra / Grupo Serra
- El Mundo Ausgabe: Baleares (kastilisch/katalanisch), Verlagsgruppe RCS MediaGroup.
- Majorca Daily Bulletin (englisch) – gegründet 1962, Verlagsgruppe Grup Serra / Grupo Serra
- Mallorca Zeitung (deutsch) – Verlagsgruppe Editorial Prensa Ibérica
- Mallorca Magazin (deutsch) – gegründet 1971, Verlagsgruppe Grup Serra / Grupo Serra
- EL AVISO (deutsch) – gegründet 1998, kostenloses Anzeigenblatt der EL AVISO de Mallorca S.L.
- Die Inselzeitung (deutsch) – kostenlose Monatszeitung der Medienhaus Mallorca S.L.
- Associació de la Premsa Forana de Mallorca (katalanisch), gegründet 1978, Verlagsgruppe mit 46 regionalen Zeitschriften.

#### Radiosender
- Cadena Dial (98,4 MHz)
- Cope (99,2 MHz)
- Europa FM (102,6 MHz)
- Flaix FM (100,6 MHz)
- IB3-Radio (Alcúdia/Andratx/Sóller 89,2 MHz, Calvià 92,7 MHz, Capdepera 96,4 MHz, Palma 106,8 MHz, Pollença 89,7 MHz)
- Inselradio (95,8 MHz, deutsch)
- KISS FM (Palma 89,5 MHz)
- Los 40 Principales (94,1 MHz)
- M80 (Palma 102,3 MHz)
- Mallorca e1ns
- Maxima FM (Palma 106,1 MHz)
- Muro Radio (Muro 107,1 MHz)
- Onda Melodia (95,1 MHz)
- Radio Artà (Artà 107,9 MHz)
- Radio Balear (Alcúdia 101,9 MHz, Inca 101,4 MHz, Palma 99,9 MHz)
- Radio Calvià (Calvià 107,4 MHz)
- Radio Clásica (Palma 87,9 MHz, Pollença 95,4 MHz)
- Radio Diario (103,9 MHz)
- Radio Farbenspiel (ehem. Radio Aleman, Webradio in deutscher Sprache)
- Radio 3 (92,3 MHz)
- Radio 3, Alfabia (Pollença 97,4 MHz)
- Radio 5 Todo Noticias (Palma 104,5 MHz, Pollença 99,7 MHz)
- Radio GlobalFM Mallorca (90,4 MHz)
- Radio Mallorca – Cadena Ser (103,2 MHz)
- Ràdio Murta (Montuïri 88,4 oder 91,8 MHz)
- Radio Nacional de España (90,1 MHz, Palma 93,2 MHz)
- Radio Última Hora Punto Radio (98,8 MHz, im Norden der Insel 100,2 MHz)

#### Fernsehsender
Der terrestrische Fernsehempfang ist auf Mallorca seit dem 11. Januar 2010 vollständig auf den digitalen Fernsehempfang umgestellt und nur noch über einen DVB-T-Empfänger möglich. Bisher gab es nur 12 analoge Fernsehprogramme. Insgesamt 36 Kanäle werden durch den neuen digitalen Fernseh-Empfang unterstützt, davon werden acht der neuen Sender in katalanischer Sprache ausgestrahlt.
- IB 3
- T.V.E. Balear
- M-7
- Canal 4
- TV 3
- Deutsches Mallorca TV

### Sport und Freizeit

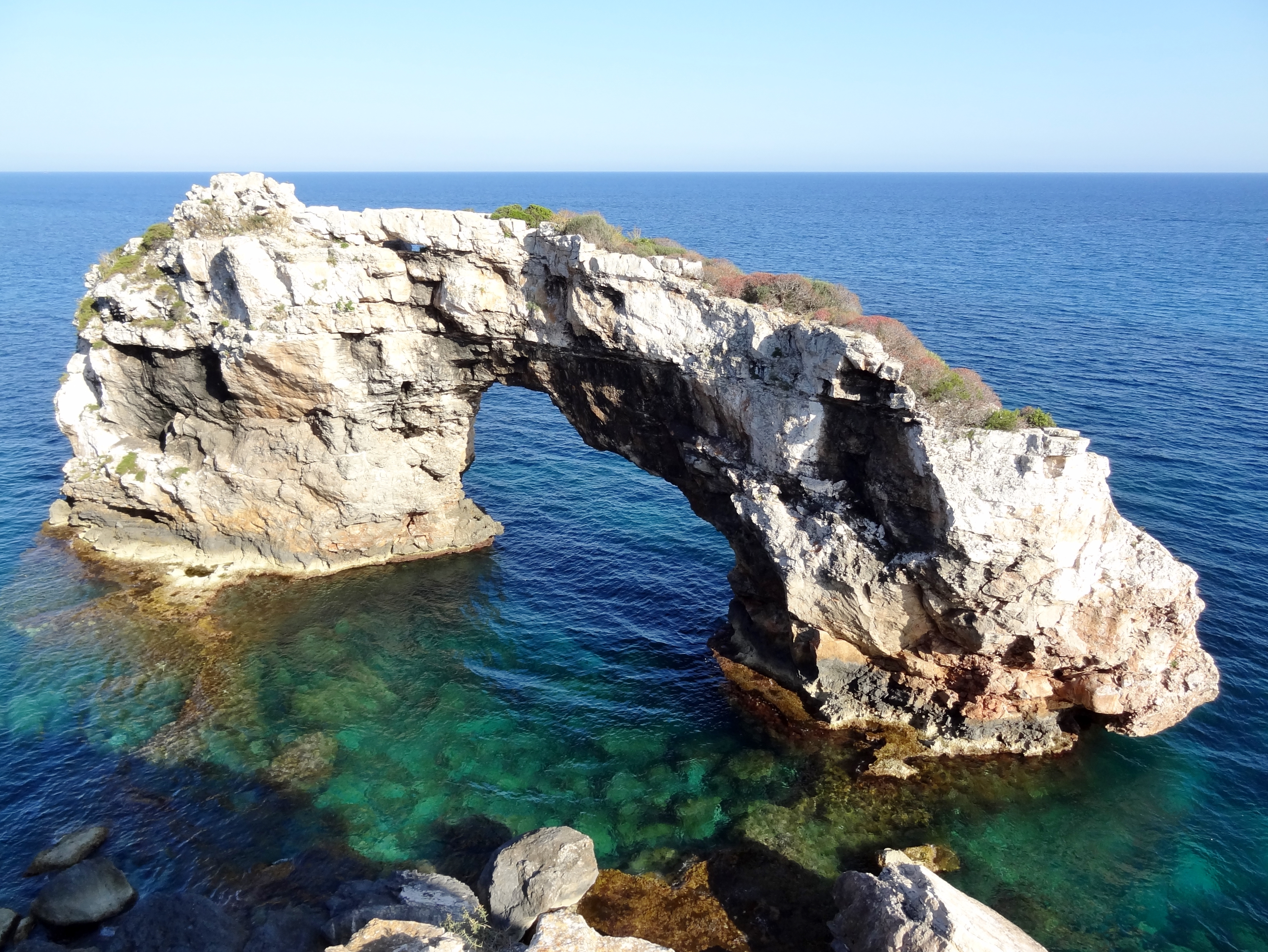
Es Pontàs – Ort zum Freiklettern über Wasser

Als Insel ist Mallorca prädestiniert für Wassersport aller Art. Es gibt zahlreiche Segel-, Kanu-, Tauch-, Schwimm- und Wasserskikurse. Im Gebirge der Serra de Tramuntana werden unterschiedlichste Alpinsportarten ausgeübt, vor allem Bergwandern (Trekking), Mountainbiken und Klettern. Aufgrund des günstigen Klimas und der abwechslungsreichen Topographie ist der Radsport im Winter nicht nur bei Profi-, sondern zunehmend auch bei ambitionierten Hobbysportlern verbreitet.
Auf Mallorca gibt es 21 öffentlich zugängliche Golfclubs (Golf Son Gual, Golf Park Puntiró, Son Quint, Son Muntaner Golf, Son Vida Golf, Real Club Bendinat, Golf de Poniente, Golf Santa Ponca I, Golf de Andratx, Golf Son Termens, Golf de Pollenca, Club de Golf Alcanada, Golf Capdepera, Pula Golf, Canyamel Golf, Golf Son Servera, La Reserva Rotana Golf, Vall d’Or, Golf Maioris, Golf Son Antem West, Golf Son Antem Ost).
Mit 4 großen Tennisanlagen in Paguera, Son Vida, Santa Ponca und Portals Nous verfügt Mallorca über ideale Bedingungen für Tennisspieler.
Auf zwei Pferderennbahnen in Palma und Manacor werden an den Wochenenden Trabrennen ausgetragen. Palma verfügt über fünf Sportzentren und städtische Schwimmbäder wie das von Son Hugo, das aus Anlass der Universiade Palma 1999 eingeweiht wurde. Der Fußballclub Real Mallorca spielt in seinem Stadion Son Moix in der Regel alle vierzehn Tage.
Als eine der intensivsten Ferien- und Freizeitregionen Europas bietet Mallorca beinahe alle klimabedingt möglichen In- und Outdoorsportarten an.

## Umwelt
Mallorca sieht sich mit verschiedenen Umweltproblemen konfrontiert, die vor allem durch den Massentourismus und die damit verbundene Bevölkerungsdichte verstärkt werden.

### Massentourismus und Überbevölkerung
Die Insel Mallorca ist insbesondere in den Sommermonaten durch eine hohe Zahl von Touristen stark frequentiert. Diese Überbevölkerung führt zu einer erheblichen Belastung der Infrastruktur sowie der natürlichen Ressourcen wie Wasser und Energie.

### Müll- und Plastikverschmutzung
Der Massentourismus verursacht große Mengen an Abfall, insbesondere an Stränden und in Küstengebieten. Plastikmüll macht dabei einen erheblichen Anteil aus und trägt zur Verschmutzung der Meeresumwelt bei. Die Müllmenge steigt stetig, und die Entsorgung ist für die Insel eine große Herausforderung. Auch ausgelaufene Treibstoffe verschmutzen das Meer und gefährden die Wasserqualität.

### Verkehr und Luftverschmutzung
Der zunehmende Individualverkehr, vor allem durch private Pkw, führt zu einer erhöhten Luftverschmutzung und einem steigenden Ausstoß von Treibhausgasen. Auch der Flugverkehr trägt durch Emissionen zur Umweltbelastung bei und ist ein bedeutender Faktor im Kontext des Klimawandels.

### Klimawandel, Hitze und Wasserknappheit
Die Auswirkungen des Klimawandels zeigen sich auf Mallorca in Form von häufigeren Hitzewellen und längeren Trockenperioden. Diese Entwicklungen verschärfen die Wasserknappheit auf der Insel und belasten die natürlichen Ökosysteme sowie die Wasserversorgung. Der Klimawandel bedroht die Strände Mallorcas in erheblichem Ausmaß. Prognosen von Meeresforschern zufolge wird bis zum Ende des 21. Jahrhunderts etwa jeder fünfte Strand der Insel verschwinden. Ursache hierfür ist vor allem der Anstieg des Meeresspiegels infolge der globalen Erwärmung, der dazu führt, dass Küstenlinien zurückweichen und Sandflächen verloren gehen.

### Flächenverbrauch und Ressourcenknappheit
Der Ausbau von touristischer Infrastruktur und Wohngebieten führt zu einem hohen Flächenverbrauch auf Mallorca. Dies beeinträchtigt landwirtschaftliche Flächen und begrenzt die Möglichkeiten für die Nutzung erneuerbarer Energien, was langfristig die Ressourcensituation der Insel verschärft.

### Verunreinigung der Küste durch Fäkalieneintrag auf Booten und Schiffen
Illegale Einleitungen in Küstennähe sind auf Mallorca ein Problem. Es gibt Berichte, dass einige Bootseigner und Kapitäne regelmäßig Fäkalien in Küstennähe ins Meer leiten, was jedoch illegal ist und gegen die Umweltschutzbestimmungen verstößt. Im Sommer 2024 kam es an den Stränden von Port de Sóller zu einer erheblichen Fäkalienbelastung des Meerwassers. Wissenschaftliche Routineproben bestätigten am 30. Juli eine Überschreitung der zulässigen Grenzwerte für gesundheitsgefährdende Elemente im Wasser. Eine Recherche des "Diario de Mallorca" ergab, dass Luxusyachten, die ihre Abwässer ungefiltert ins Meer leiten, als Hauptverursacher der Verschmutzung identifiziert wurden. Trotz bekannter Kontamination badeten weiterhin zahlreiche Touristen und Einheimische im belasteten Wasser, da Behörden die Öffentlichkeit zunächst nicht informierten.

## Bildergalerie

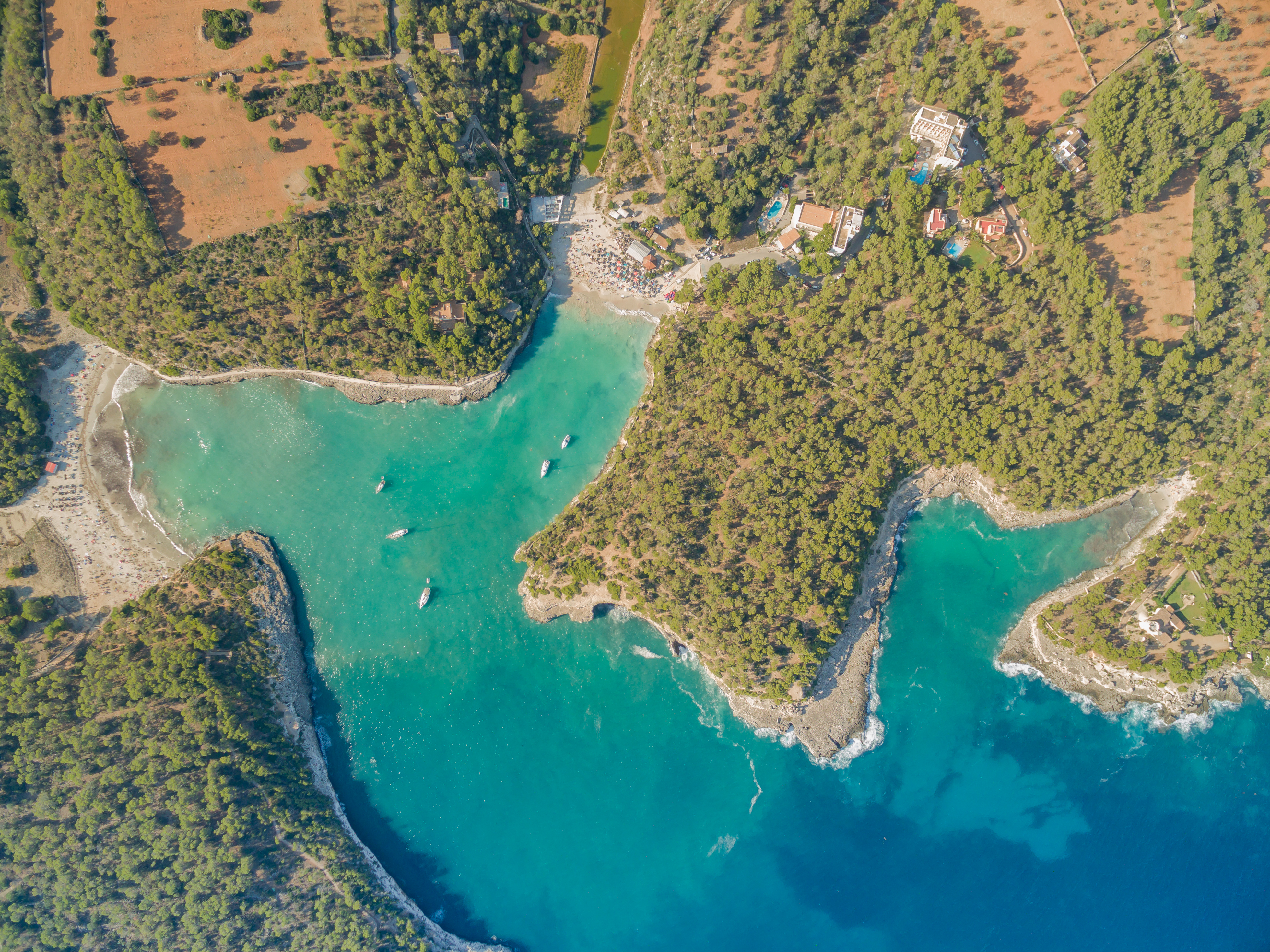
Cala Mondrago
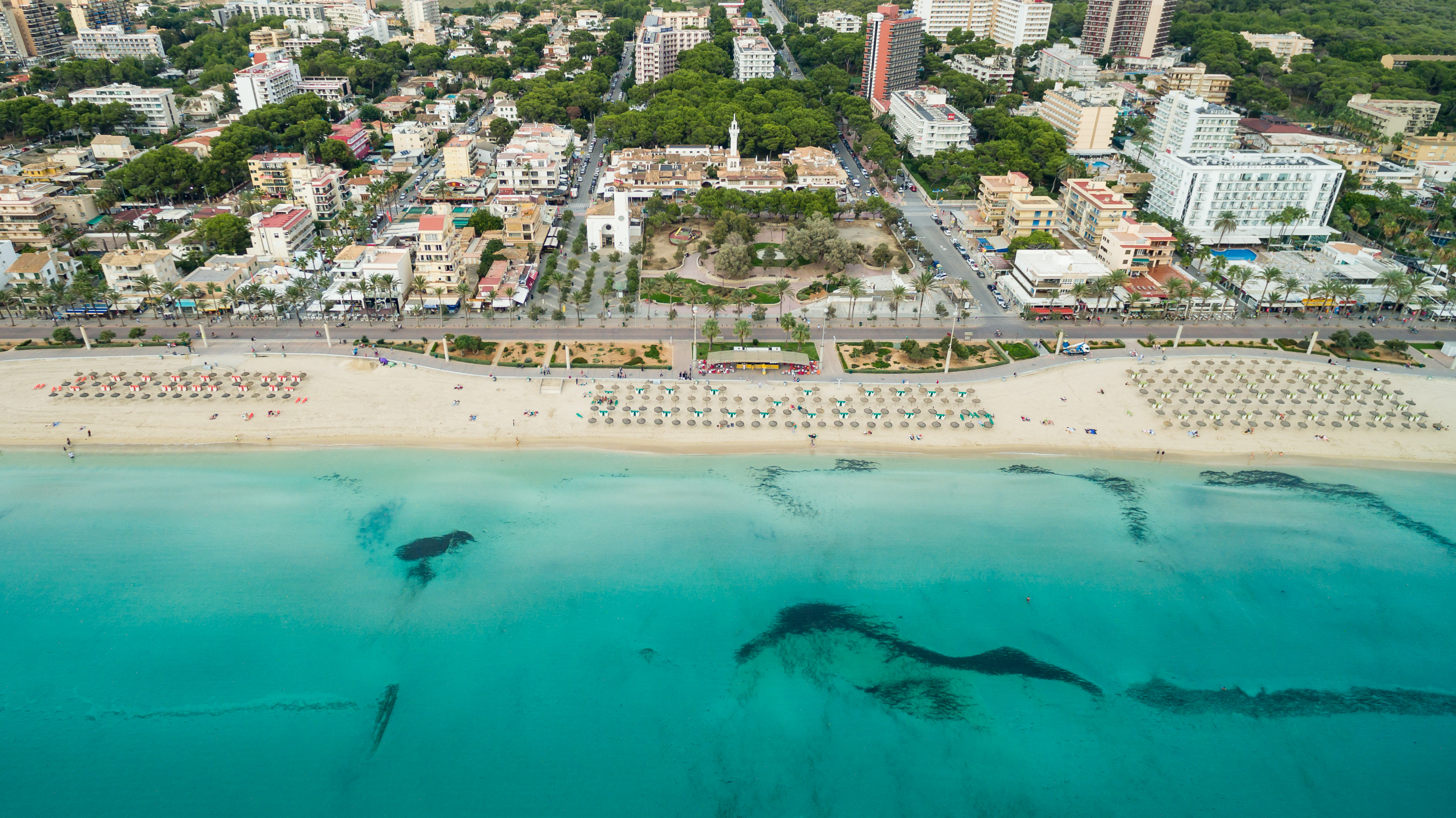
Die Platja de Palma aus der Vogelperspektive
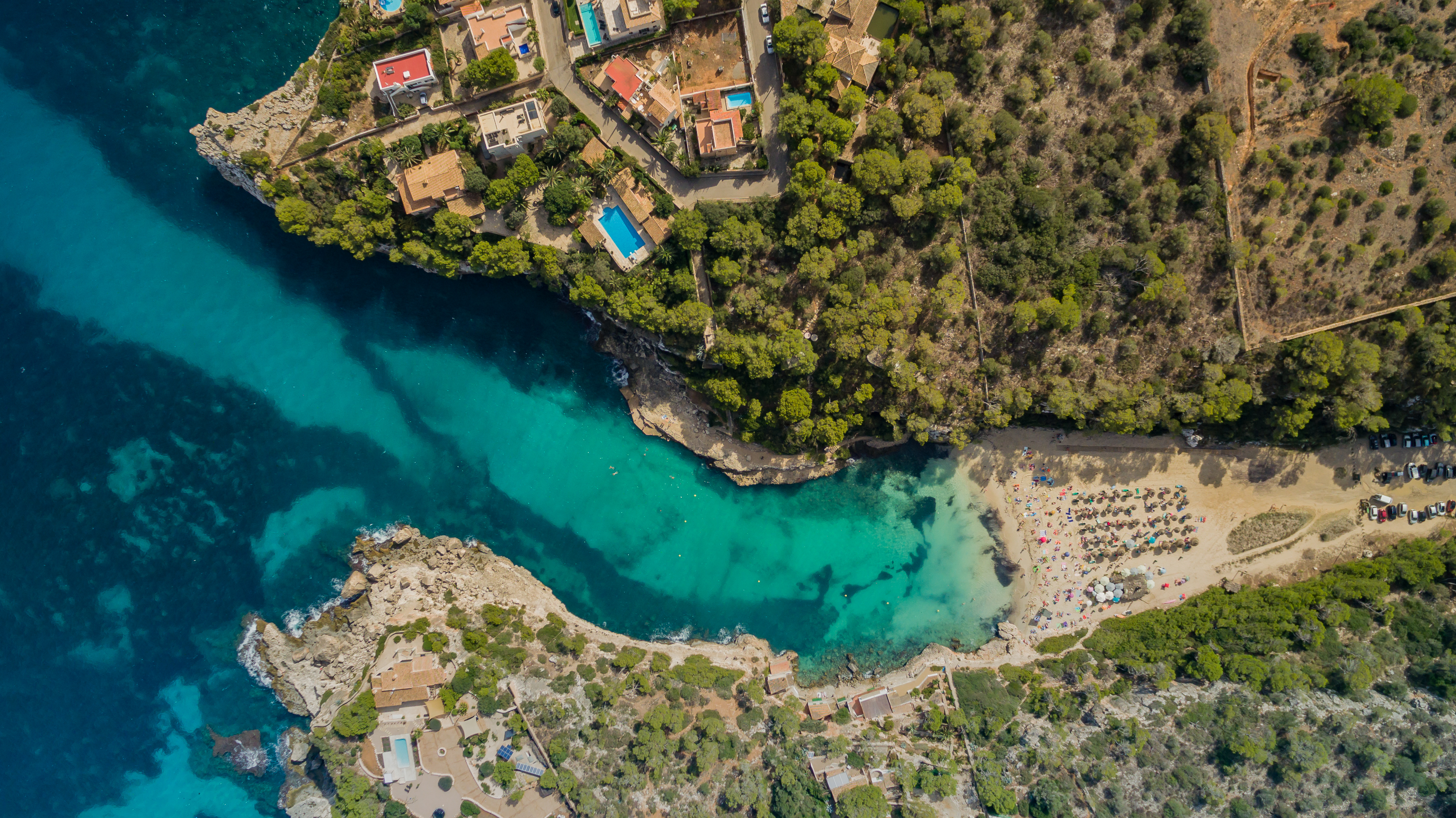
Die Bucht „Cala Llombards“ im Südosten der Insel
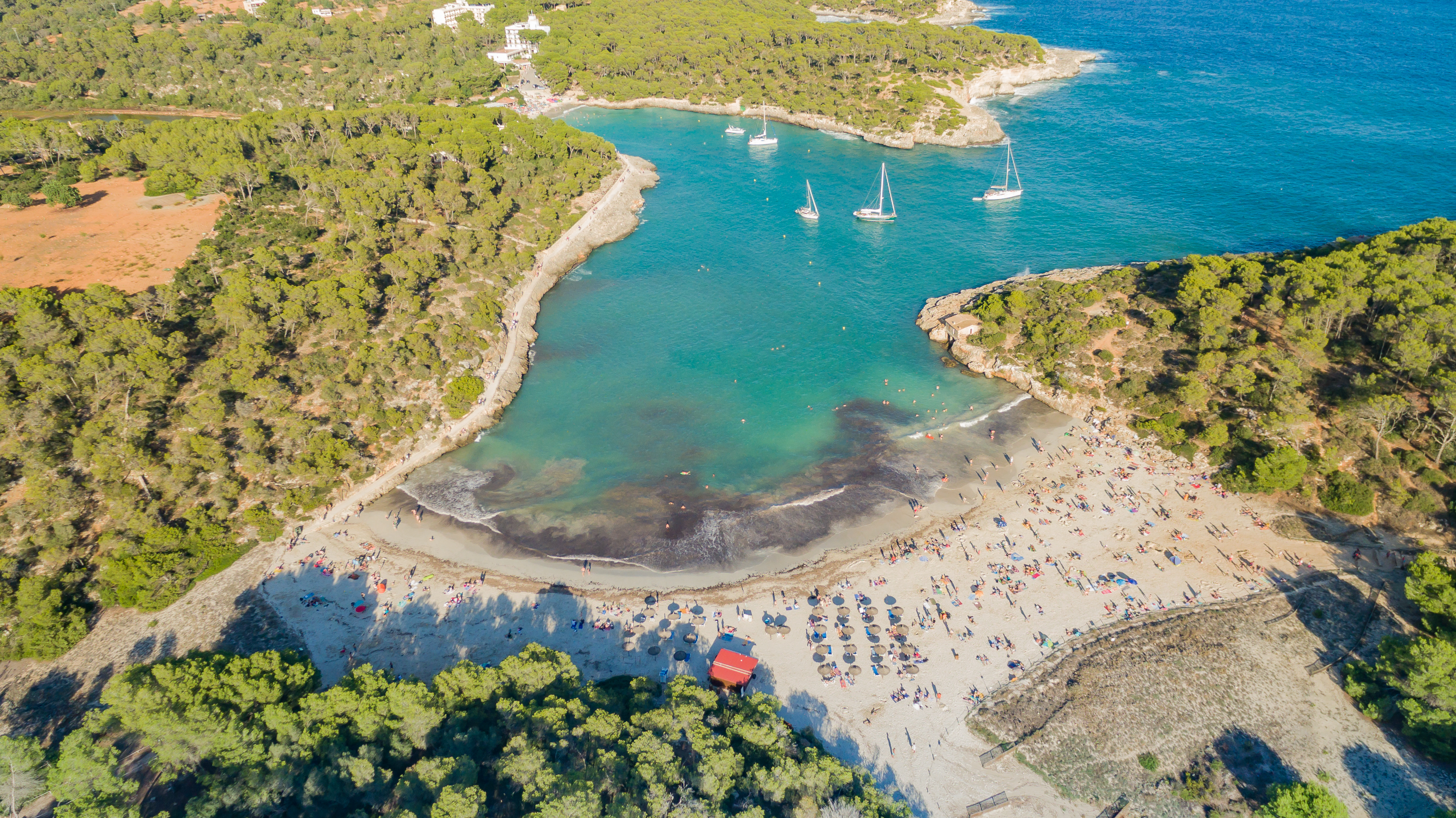
Luftbild Cala Amarador